# Intercity-Express

ICE-Logo

Takte und zulässige Höchstgeschwindigkeiten im deutschen ICE-Netz (Stand Dezember 2022)

Der Intercity-Express (ICE) ist eine Zuggattung der Deutschen Bahn (DB). Intercity-Express-Züge erreichen die kürzesten Reisezeiten im deutschen Schienenpersonenfernverkehr und sind damit Nachfolger des Intercity (IC). Sie verkehren im Taktfahrplan und bedienen annähernd 180 Bahnhöfe in Deutschland und den fünf Nachbarstaaten Österreich, Schweiz, Frankreich, Belgien und Niederlande.
Ebenfalls als „ICE“ bezeichnet werden die 403 zwischen 1990 und 2023 produzierten Hochgeschwindigkeits-Triebzüge, die von verschiedenen Herstellern stammen. Die Triebzüge verteilen sich auf sechs hauptsächliche Varianten – 58 ICE 1 (Auslieferung von 1991 bis 1993), 44 ICE 2 (Auslieferung 1996 und 1997), 70 ICE T (Auslieferung von 1999 bis 2006),  20 ICE TD (Auslieferung 2001, allesamt ausgemustert), 79 ICE 3 (62 Triebzüge der Baureihen 403 und 406 mit Auslieferung zwischen 2000 und 2006 plus 17 der Baureihe 407 (Velaro D) mit Auslieferung von 2014 bis 2017), 137 Triebzüge ICE 4 (Auslieferung 2017 bis 2024) sowie 90 Triebzüge ICE 3neo (Auslieferung 2022 bis 2028). Rund 60 ICE-Triebzüge verkehren ins Ausland. Bis 2029 soll die Flotte auf 484 Triebzüge wachsen.
Im Fahrgastbetrieb auf Schnellfahrstrecken erreichen sie Höchstgeschwindigkeiten zwischen 230 und 300 km/h, in Frankreich 320 km/h. Im Jahr 2012 waren 76,6 Millionen Reisende im ICE unterwegs. Die durchschnittliche Reiseweite im ICE lag 2019 bei 335 Kilometern. Im Jahr 2019 beförderten die Züge etwa 99 Millionen Fahrgäste, was einem Tagesdurchschnitt von etwa 270.000 Reisenden entspricht. Dies entspricht etwa 66 Prozent der Reisenden im Fernverkehr der Deutschen Bahn. Die Züge erbrachten dabei mit 33,2 Milliarden Personenkilometern 75 Prozent der Verkehrsleistung.
Vor der regulären Indienststellung stand ICE für InterCityExperimental.

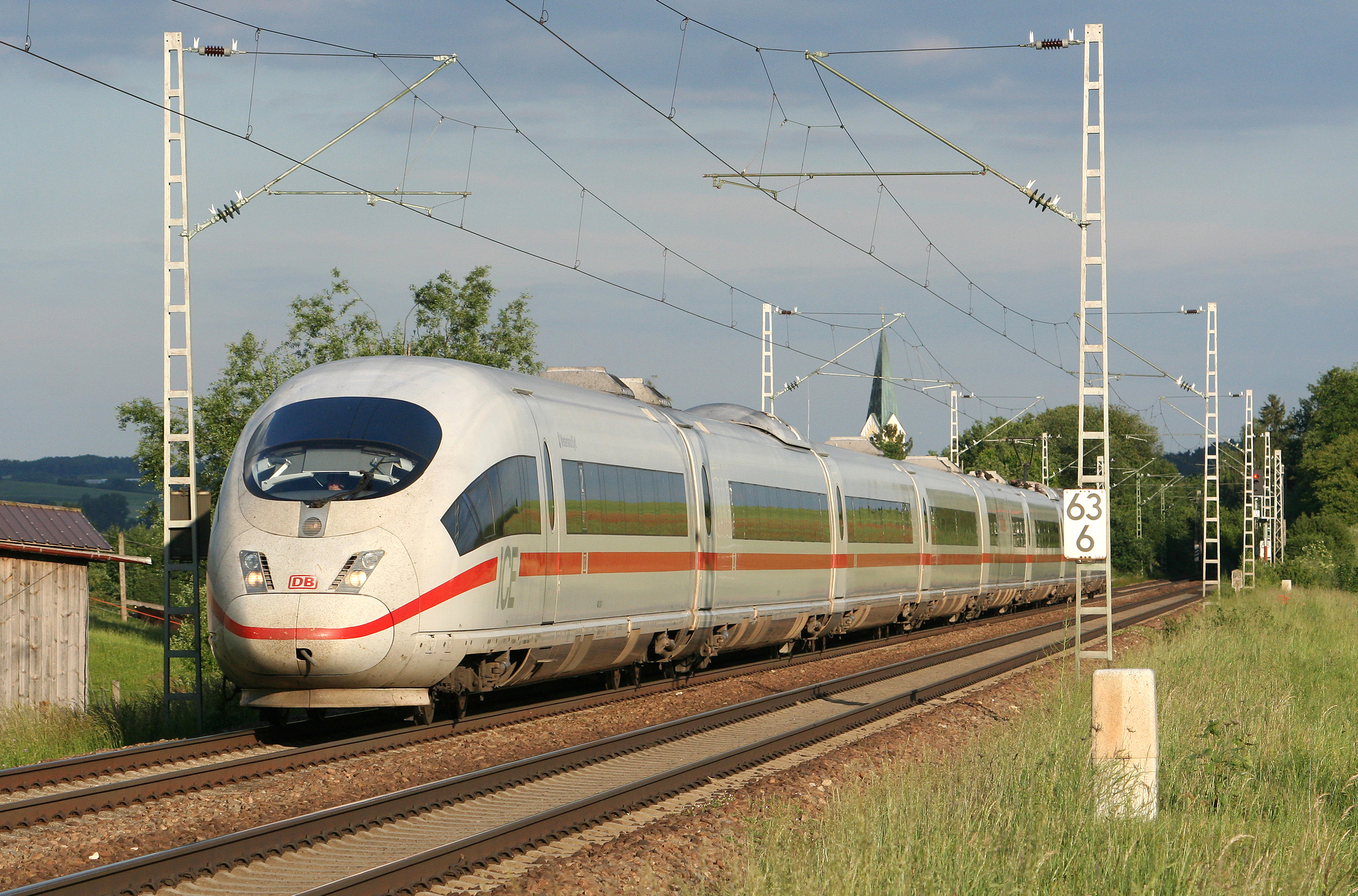
ICE 3 auf der Bahnstrecke München–Treuchtlingen

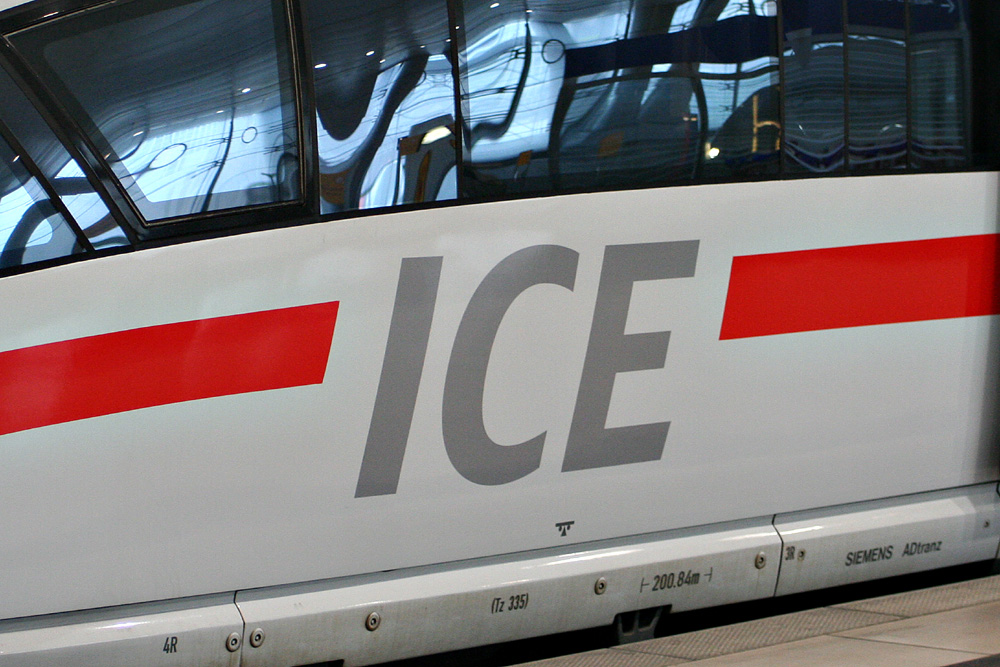
Aktuelles ICE-Logo in der Schriftart DB Head

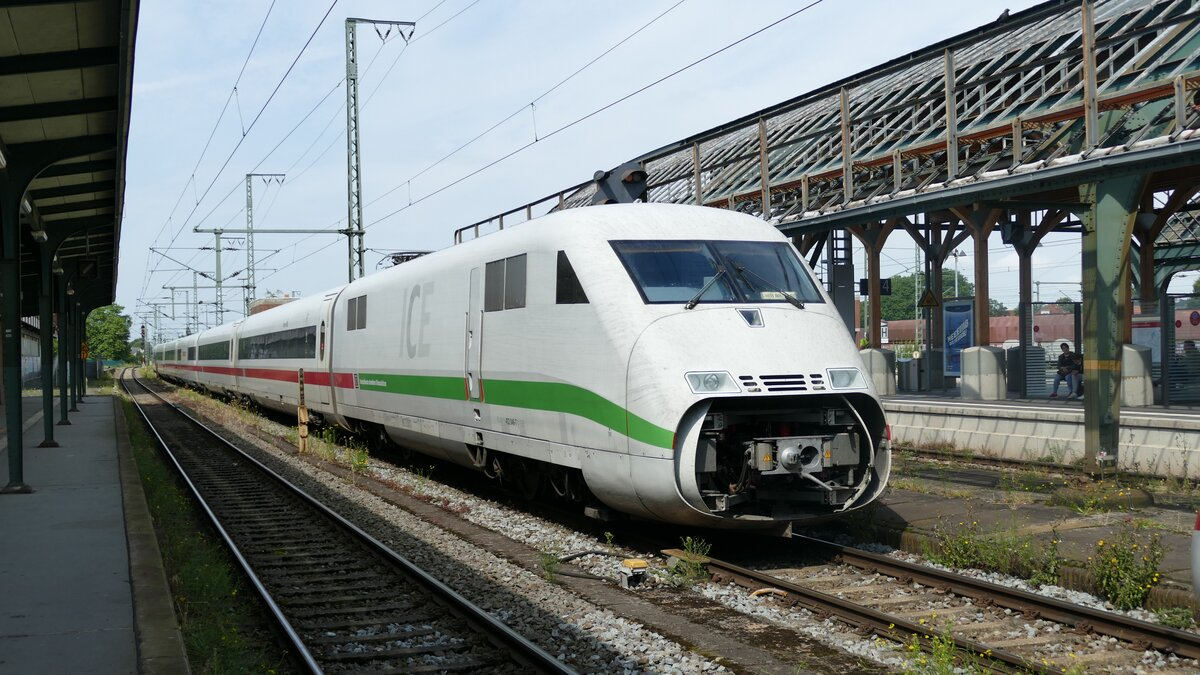
ICE mit grünem statt rotem Zierstreifen in Oldenburg (Oldb.) Hbf.

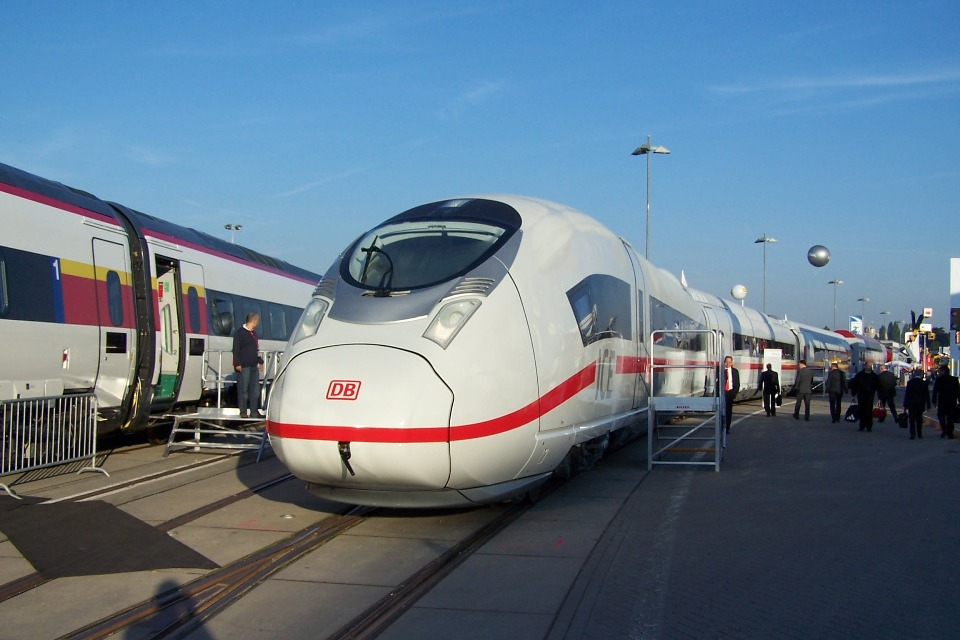
Baureihe 407 (Velaro D)

## Geschichte

### Entwicklung

#### Vorgeschichte
Die Grundlagenforschung und Entwicklung des spurgeführten Schnellverkehrs (Rad/Schiene und Magnetschwebebahn) wurde seit Anfang der 1970er Jahre vom Bundesministerium für Forschung und Technologie bis 1990 mit einem Umfang von 450 Millionen D-Mark gefördert. Davon entfielen etwa 70 Millionen D-Mark auf die Entwicklung des ICE.

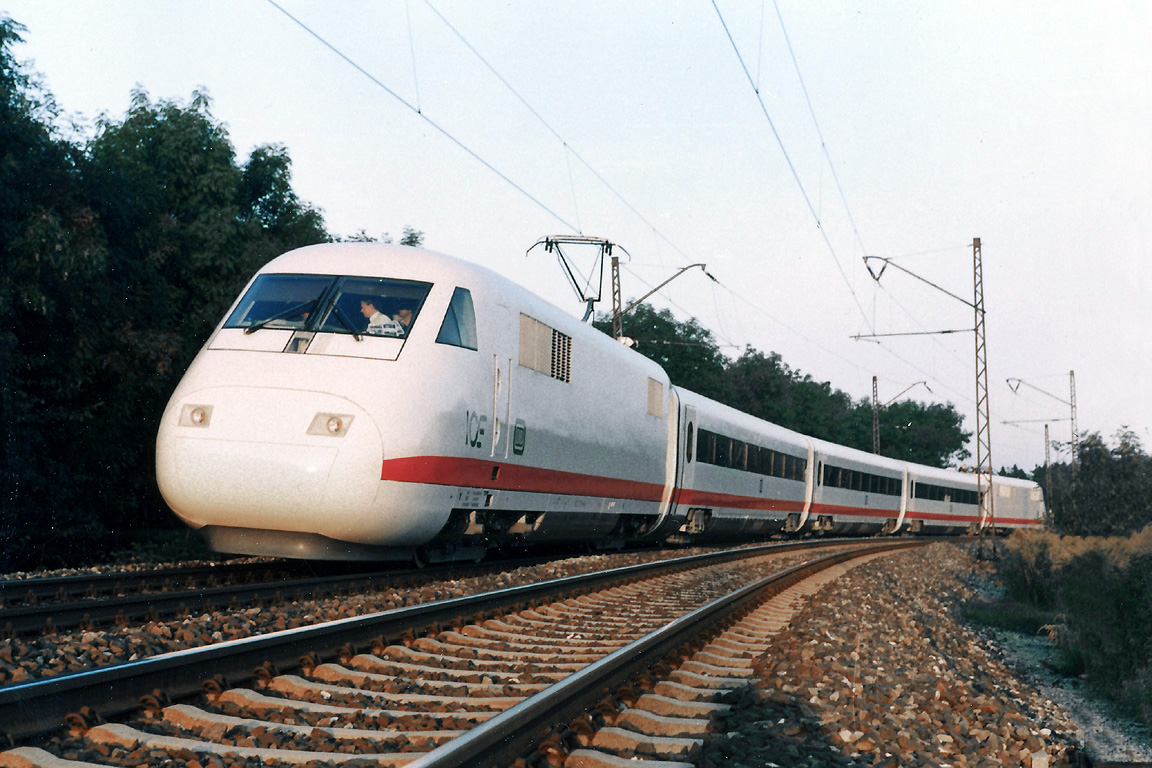
Der ICE-Vorläuferzug InterCityExperimental. Hier erstmals als vollständiger Zug unterwegs bei München (25. September 1985).

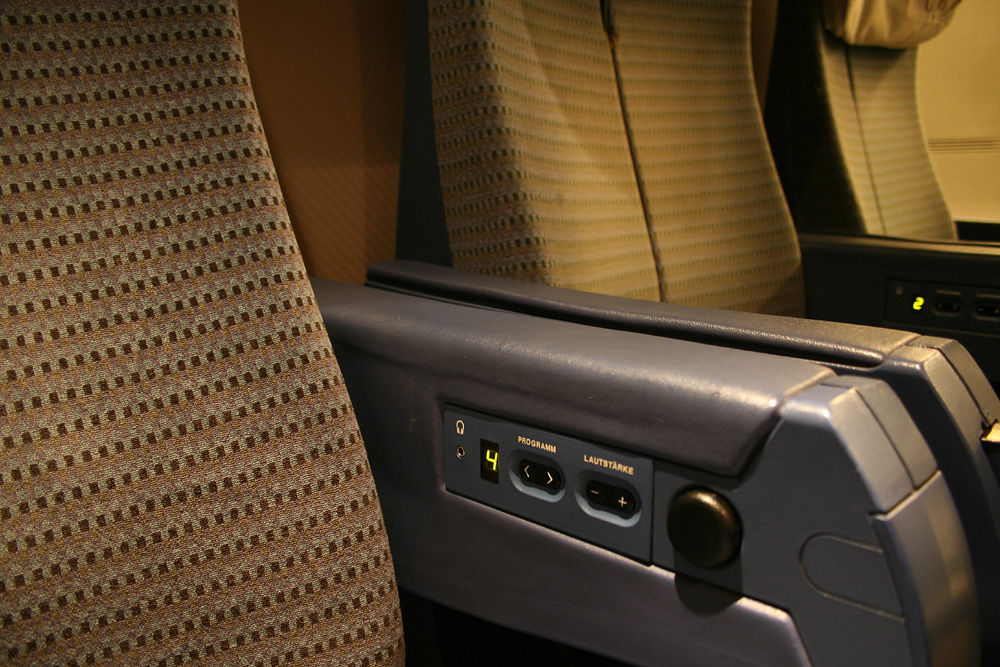
Das in die Armlehnen integrierte Audiomodul war eines der neuen Komfortmerkmale.

Der ICE-Vorläufer InterCityExperimental wurde am 26. November 1985 der Öffentlichkeit vorgestellt. Am selben Tag stellte der Zug zwischen Gütersloh und Hamm mit 317 km/h einen neuen Weltrekord für Drehstrom-Schienenfahrzeuge auf. In den folgenden Jahren wurden die neu entwickelten Komponenten in ihrem Zusammenwirken bei bislang in Deutschland nicht erreichten Geschwindigkeiten erprobt. Aus den umfangreichen Ergebnissen des Versuchsprogramms sollten schließlich bedarfsgerechte Fahrzeuge für den ab den 1990er Jahren konzipierten Schnellverkehr entwickelt werden können. Darüber hinaus wurde das Fahrzeug bei zahlreichen Präsentationsfahrten eingesetzt, um die Fahrgastakzeptanz zukünftiger Hochgeschwindigkeitszüge zu prüfen, unter anderem im regulären Intercity-Verkehr mit Reisenden. Das Fahrzeug wurde auch für zahlreiche Sonderfahrten eingesetzt, unter anderem unternahm Michail Gorbatschow während eines Staatsbesuchs eine Fahrt mit dem neuen Zug. Im Rahmen der ICE-Weltrekordfahrt am 1. Mai 1988 stellte die später als ICE-Versuchszug (ICE/V) bezeichnete Garnitur mit 406,9 km/h zwischen Fulda und Würzburg einen neuen Geschwindigkeitsweltrekord für Rad/Schiene-Fahrzeuge auf.
In den frühen 1980er Jahren waren lokbespannte Züge (Baureihe 120) geplant, die mit höchstens 200 km/h über die neuen Strecken verkehren sollten. Im Laufe langwieriger Diskussionen zwischen Bundesbahnführung und dem Bundesverkehrsministerium bildete sich das Konzept der ersten ICE-Generation heraus. Ein maßgeblicher Meilenstein war dabei das im Mai 1984 beschlossene Projekt HGV, das eine beschleunigte Aufnahme des Hochgeschwindigkeitsverkehrs mit 250 km/h vorsah. Nach Festlegung von Ausstattung, Wagenlänge und -breite sowie der Anzahl der Züge wurden ab 1987 erste Serienfahrzeuge (41 Einheiten) bestellt. Am 13. Januar 1987 verkündete Verkehrsminister Werner Dollinger zunächst die gesicherte Finanzierung von zehn ICE-Zügen durch die Bundesregierung. Zuvor war teilweise davon ausgegangen worden, dass das Kabinett nicht bereit sei, die für eine sinnvolle Nutzung der für Tempo 250 ausgelegten Hochgeschwindigkeitsstrecken notwendigen Züge zu finanzieren. Nach damaliger Planung sollten zur Betriebsaufnahme auf den Strecken im Jahr 1991 insgesamt 40 bis 50 ICE-Einheiten zur Verfügung stehen. Am 1. August 1987 folgte die formale Zustimmung des Ministers zur Beschaffung von 41 Serien-ICEs sowie den erforderlichen Wartungseinrichtungen.

#### Auftragsvergabe
Per Absichtserklärung bestellte die Bahn im September 1987 insgesamt 82 Triebköpfe, im Juli 1988 insgesamt 482 Mittelwagen. Mitte Juli 1988 stimmte das Bundesministerium für Verkehr der Beschaffung zu. Die Auftragsvergabe erfolgte spät. Nach Bahnangaben hätte die erste Serie Ende 1987 vollständig beauftragt sein müssen, um nach der ursprünglichen Fertigungsplanung bis Mitte 1991 25 Triebzüge verfügbar zu haben. Angesichts dieser späten Auftragsvergabe musste die Zeitplanung gestrafft werden.
Der formale Akt der Auftragsvergabe an die Konsortien durch das Bundesbahn-Zentralamt folgte am 20. Januar (Triebköpfe) beziehungsweise 20. Februar 1989 (Mittelwagen). Der Kaufpreis der ersten 41 bestellten Triebzüge lag bei rund 1,8 Milliarden D-Mark. Ein Triebkopf kostete dabei 8,7 Millionen D-Mark, ein Speisewagen vier, ein Servicewagen drei und die Wagen der ersten und zweiten Klasse je 2,7 Millionen D-Mark (Preisstand um 1990).
Im Sommer 1990 bestellte die Deutsche Bundesbahn 19 weitere Garnituren im Umfang von rund einer Milliarde D-Mark. Die ersten Mittelwagen (erste Klasse, zweite Klasse, Servicewagen) wurden im Spätsommer 1990 ausgeliefert, die ersten Speisewagen im Herbst.
Erste Werbemaßnahmen zum ICE liefen bereits 1985 an, sechs Jahre vor Aufnahme des fahrplanmäßigen Betriebs. Dies erfolgte im Rahmen umfangreicher Marketingmaßnahmen anlässlich des 150-jährigen Jubiläums der Eisenbahn in Deutschland. Ab diesem Jahr warb die Bahn – auch aufgrund der geplanten ICE-Züge – im Personen- und Güterverkehr über mehrere Jahre unter dem Dachslogan „Die neue Bahn“. Die Planung von 1985 sah vor, ab 1991 die neuen Züge zunächst auf zwei Linien, zwischen Hamburg und München sowie zwischen Hamburg und Basel über Frankfurt am Main, einzusetzen.

#### Namenswahl
Der aus dem InterCityExperimental (ICE) abzuleitende Serienzug sollte ursprünglich (nach dem Planungsstand von Anfang 1985) als Hochgeschwindigkeitszug (HGZ) bezeichnet werden. Die Bezeichnung InterCityExpress ging aus einer langwierigen Diskussion hervor. Der Begriff sollte sowohl im Deutschen wie im Englischen verstanden werden. Dem E, für Experimental im ICE-Vorläufer InterCityExperimental, wurde die neue Bedeutung Express verliehen. Eine spätere Umbenennung in InterCityEuropa war in Erwägung gezogen worden. 1983 war das IC-Nachfolge-Projekt auch als Intercity 2000 bezeichnet worden. Die Kurzform ICE war bereits am 6. September 1982 bei der Auftragsvergabe für den Versuchszug IntercityExperimental vergeben worden. Bereits Mitte der 1970er Jahre verkehrten Schnelltriebwagen der Baureihe 403 als Intercity-Expreß zwischen München und Bremen.

### Markteinführung

#### Besonderheiten des ICE
Mit der Einführung des ICE sank die Reisezeit beispielsweise zwischen Hamburg und Frankfurt am Main um 62 Minuten, zwischen Hamburg und Stuttgart – unter Nutzung beider Neubaustrecken – ging die Reisezeit sogar um 115 Minuten zurück. Keine oder nur geringe Reisezeitvorteile erzielte der Zug dagegen im Bestandsnetz. So sank die Reisezeit auf der Filstalbahn zwischen Ulm und Stuttgart im Vergleich zu den Zügen des TEE- und Intercity-Systems nur um fünf Minuten.

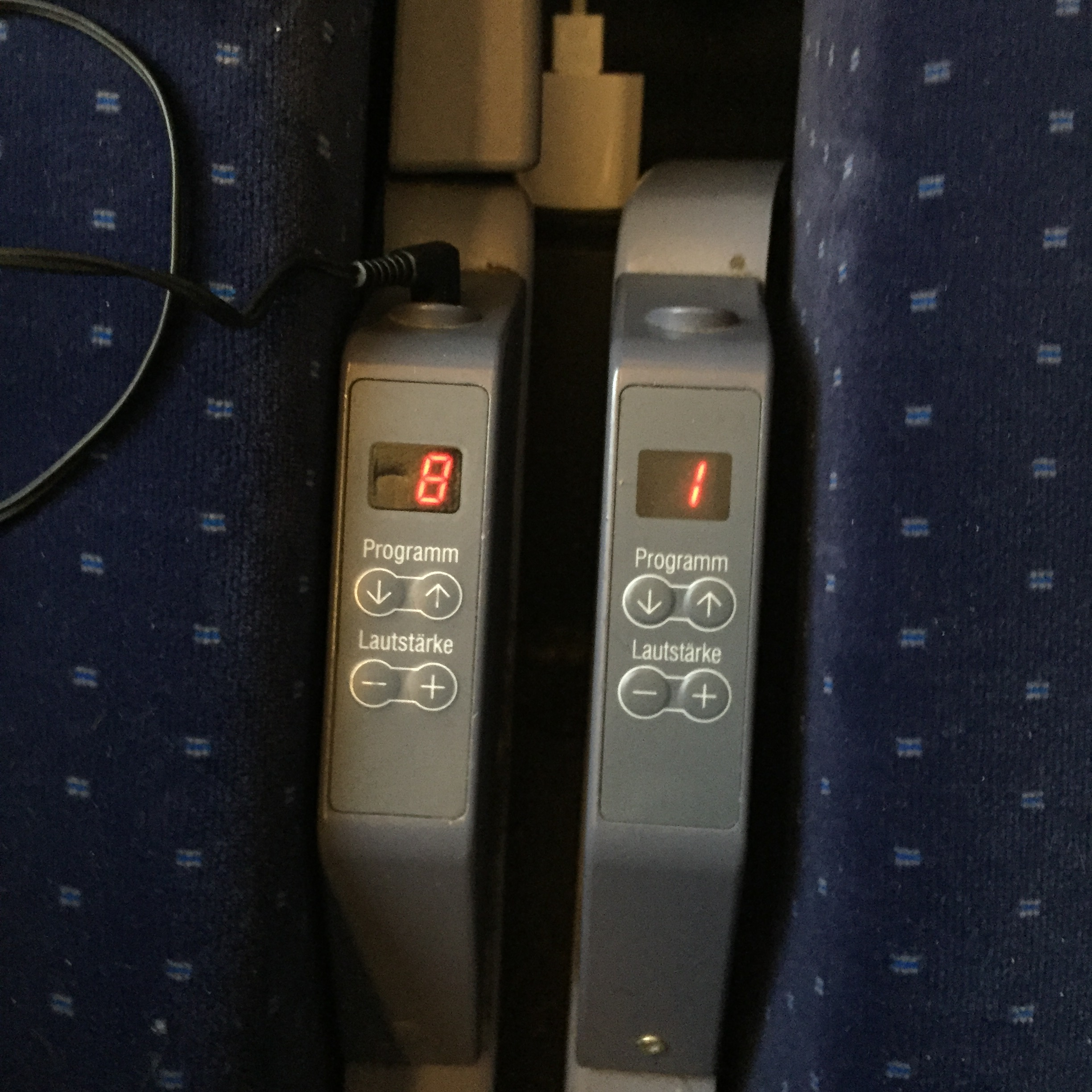
Weiterentwicklung des Audiomoduls

Neben der höheren Maximalgeschwindigkeit von 250 km/h gegenüber 200 km/h wurde auch der Komfort des ICE gegenüber dem Intercity deutlich verbessert. So wurden die Wagen gegenüber den damals modernsten IC-Wagen um 20 Zentimeter verbreitert, es sind damit die breitesten Personenwagen, die jemals im Dienst der DB standen. Zusätzlich wurde der Sitzabstand um rund 8 Zentimeter vergrößert, die Zahl der Sitzplätze in den Wagen der zweiten Klasse bei gleicher Länge von 88 auf 66 reduziert. Der Sitzabstand in der zweiten Klasse (Reihenbestuhlung) lag bei 1025 Millimetern. die Rückenlehnen der Sitze ließen sich bis zu 40 Grad verstellen. Die Rückenlehne war ebenso stufenlos verstellbar wie das Sitz- und das Kopfkissen. Weitere Komfortmerkmale waren ein besonders breiter Einstieg, breite Mittelgänge, automatisch öffnende Innen- sowie per Knopfdruck öffnende Außentüren. Zu den weiteren Komfortmerkmalen zählten eine Klimaanlage mit indirekter Belüftung, Garderoben, Schließfächer, Telefonzellen in der ersten und zweiten Klasse, ein Audiosystem mit acht Kanälen an allen Plätzen sowie Videobildschirme an manchen Plätzen beider Klassen. Ein Fahrgastinformationssystem auf Bildschirmtext-Basis informierte unter anderem über Fahrgeschwindigkeit, Zwischenhalte und Angebote der Bahn. Serviceruftasten ermöglichten es den Reisenden der ersten Klasse einen Zugbegleiter vom Platz aus zu rufen. Per Eurosignal des Europäischen Funkrufdienstes und einem Zug-Anrufbeantworter waren Fahrgäste auch während der Fahrt erreichbar.
Erstmals wurden mit dem ICE auf deutschen Schienen reine Raucher- und Nichtraucherwagen geschaffen, ohne die zuvor übliche Trennung innerhalb eines Wagens. Die Zugbildung orientierte sich an den InterCity-Zügen: Zwischen den Wagen der ersten und zweiten Klasse wurde ein Speisewagen eingereiht. Betrieblich wurden die ICE-Züge als nicht trennbare Ganzzüge behandelt. Eine grundlegende Neuerung war die zeitsparende Wartung der Züge im neu errichteten ICE-Betriebswerk Hamburg-Eidelstedt. Diese erfolgte auf drei Ebenen gleichzeitig, wobei technische Störungen per Funk vorgemeldet wurden.
Mit dem ICE fand auch eine Reihe technischer Neuerungen Anwendung, beispielsweise der bei BBC in Mannheim entwickelte Drehstromantrieb (aus der Baureihe 120), elektronische Fahr- und Bremssteuerung und eine zuginterne Datenübertragung per Lichtwellenleiter.
Zu den Neuerungen im Service zählte die Ausgabe von Gutscheinen an Reisende, wenn ICE-Züge mehr als 30 Minuten verspätet waren.

#### Inbetriebnahme
Am 29. Mai 1991 wurde der ICE-Betrieb mit einer Sternfahrt von Bonn, Hamburg, Mainz, Stuttgart und München zum neuen Bahnhof Kassel-Wilhelmshöhe eingeweiht. Nachdem die Züge parallel in den Bahnhof eingefahren waren, stellte Bundespräsident Richard von Weizsäcker um 12:00 Uhr symbolisch das Ausfahrsignal auf „Fahrt“ und sagte: „Der Hochgeschwindigkeitsverkehr in der Bundesrepublik Deutschland ist damit eröffnet.“ Dem Triebfahrzeugführer des planmäßigen Premieren-ICE übergab er symbolisch den Schlüssel für den Zug. Am 2. Juni 1991 fuhr der erste reguläre ICE um 5:53 Uhr in Hamburg-Altona Richtung München ab, in der Gegenrichtung erfolgte die Abfahrt in München um 6:41 Uhr.
Die Markteinführung des Produktes ICE, als Nachfolger des Intercity nun neues Spitzenprodukt der Bahn, erfolgte mit dem Slogan „Doppelt so schnell wie das Auto, halb so schnell wie das Flugzeug“. Eine den ICE-Start begleitende Werbekampagne hob unter anderem Geschwindigkeit, Komfort und weitere Besonderheiten der neuen Züge hervor und betonte den revolutionären Charakter des neuen Spitzenproduktes. In der Printwerbung wurden unter anderem Triebköpfe, Bugpartien, Mittelwagen (innen und außen) gezeigt, begleitet von Texten wie: „Vor 156 Jahren galt Bahnfahren als aufregend. Jetzt ist es wieder soweit.“, „250 Spitze. Entspannung serienmäßig.“, „Ein neues Gefühl für Zeit, Raum und Komfort.“ oder – in Anspielung auf das modern anmutende Innendesign des Zuges – „Am 2. Juni 1991 startet das Raumfahrtprogramm der Bahn.“ Darüber hinaus wurden sechs Werbespots im Fernsehen gezeigt. 1991 gab die Bundesbahn rund 18 Millionen D-Mark für die Werbekampagne rund um den ICE aus – mehr als für jede andere Kampagne zuvor.
Der ICE war von Beginn an zuschlagpflichtig. Die ICE-Aufpreise richteten sich nach dem Gewinn an Reisezeit gegenüber den IC-Zügen. Der Aufschlag gegenüber den IC-Fahrpreisen lag zur Einführung des ICE zwischen 3,40 und 24,00 D-Mark in der zweiten sowie zwischen 4,00 und 40,00 D-Mark in der ersten Klasse. Im Vergleich zum IC stiegen die Tarife um durchschnittlich 14 Prozent.
Laut Bahnangaben nutzten in den ersten 100 Betriebstagen 2,5 Millionen Reisende die Züge, 25 Prozent mehr, als im Vorjahr auf den befahrenen Strecken unterwegs waren. Ein Fünftel der Reisenden waren Neukunden, die durchschnittliche Auslastung lag bei 54 Prozent (Intercity: 48 Prozent). Die 26 ICE-Einheiten erreichten eine Pünktlichkeit von 82 Prozent.
Mit der Einführung des ICE zwischen Dresden, Leipzig und Frankfurt am Main war das ICE-Netz Ende Mai 2000 auf sieben Linien mit einer Länge von insgesamt rund 5000 Kilometern angewachsen. Die meistfrequentierten ICE-Knoten Frankfurt am Main und Hannover verzeichneten dabei bis zu sechs abfahrende ICEs pro Stunde.

### Typen/Versionen

#### Erste Generation

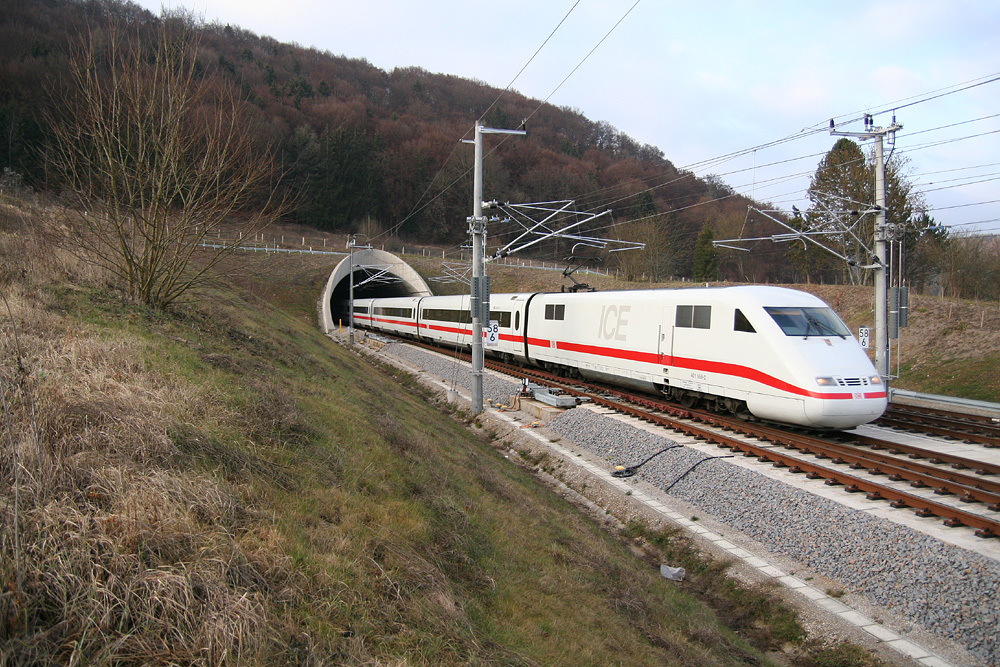
ICE 1 auf der Neubaustrecke Nürnberg–Ingolstadt

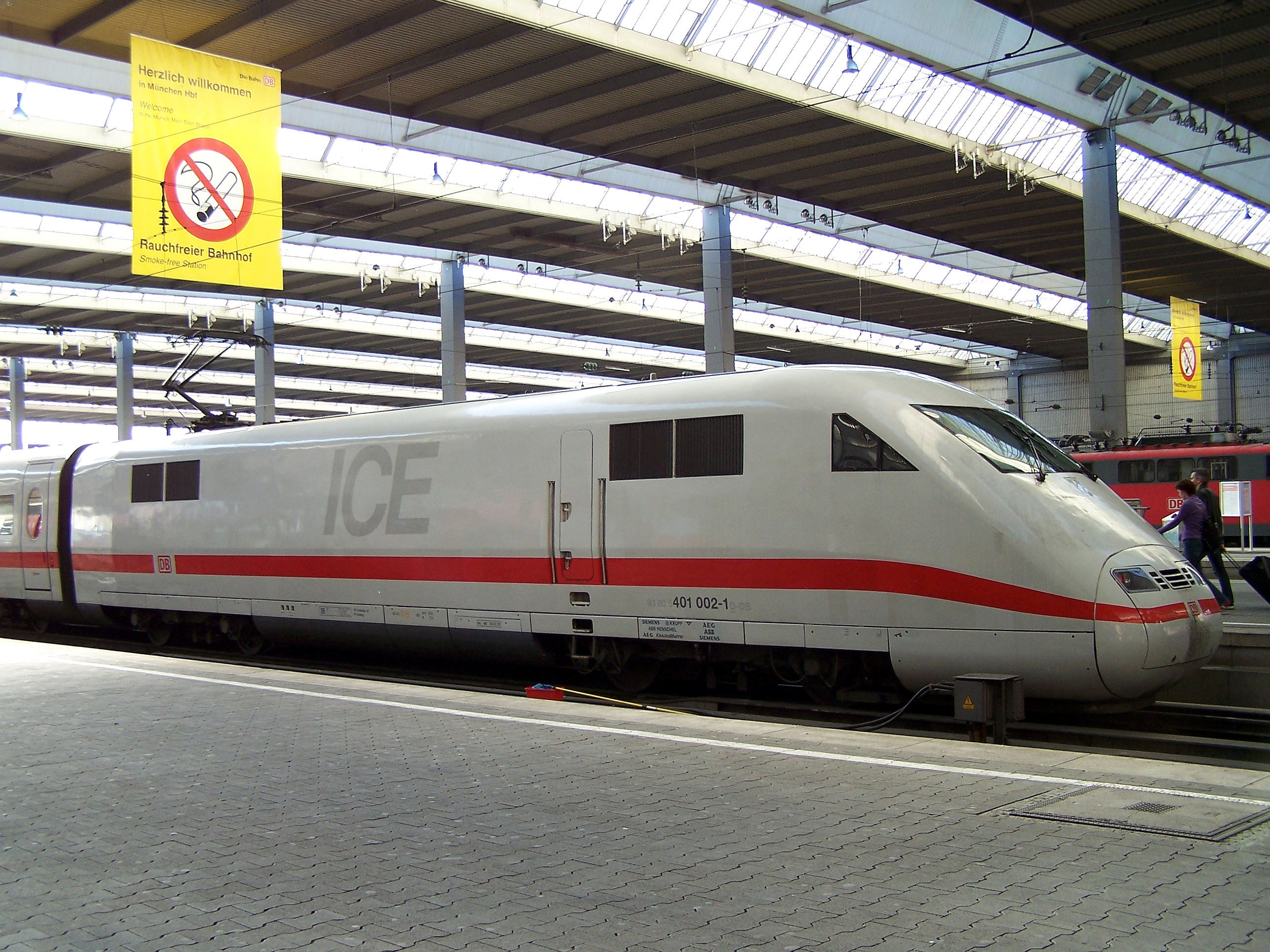
ICE-1-Triebkopf 401 002 im Münchner Hauptbahnhof

Als erste ICEs verkehrten die ab 1989 in Dienst gestellten ICE-1-Triebzüge. Diese fuhren ab dem laut Bahnangaben größten Fahrplanwechsel der Bundesbahn-Geschichte am 2. Juni 1991 auf der Strecke von Hamburg-Altona über Hannover–Göttingen–Kassel-Wilhelmshöhe–Fulda–Frankfurt (Main)–Mannheim–Stuttgart–Augsburg nach München als neue ICE-Linie 6. Damit wurden die beiden ersten, im gleichen Jahr eröffneten Schnellfahrstrecken (Hannover–Würzburg und Mannheim–Stuttgart) von Beginn an ins ICE-Netz integriert. Die Züge der ersten ICE-Linie fuhren in München im Stundentakt, zwischen 5:41 bis 16:41 Uhr, nach Hamburg ab (Gegenrichtung analog). Der Fahrplanwechsel wurde auch von neuen Sonder- und Passangeboten begleitet. Bis Mitte 1991 waren 270 Triebfahrzeugführer, 300 Zugbegleiter und 60 Bordtechniker für die neuen Züge geschult worden. Die durchschnittliche Reisegeschwindigkeit auf der ersten Linie lag bei 127 km/h.
1992 wurden 29 Triebzüge ausgeliefert, die Flotte wuchs damit auf 43 Triebzüge an. Dadurch konnte die IC-Linie 4 (von Hamburg-Altona und Bremen über Hannover–Göttingen–Kassel-Wilhelmshöhe–Fulda–Würzburg–Nürnberg–Augsburg nach München) zum 31. Mai 1992 vollständig auf ICE-Triebzüge umgestellt werden. Bereits seit 1. März waren neun Intercity-Umläufe auf dieser Linie durch neu ausgelieferte ICE-Einheiten ersetzt worden und verkehrten auch tariflich noch als normale Intercitys. Mit zusätzlichen Fahrzeugen konnten ab dem Sommerfahrplan 1992 die lokbespannten Züge der IC-Linie 3 ergänzt werden. Ab dem Fahrplanwechsel am 27. September 1992 verkehrte mit dem ICE „Panda“ dabei erstmals ein ICE-Zug planmäßig ins Ausland, von Hamburg über Frankfurt am Main und Basel nach Zürich.
Wieder ein Jahr später wurde zum Fahrplanwechsel am 23. Mai 1993 die ICE-Linie 3 neu eingerichtet, nunmehr wieder stündlich und von Hamburg-Altona über Hannover–Göttingen–Kassel-Wilhelmshöhe–Frankfurt (Main)–Mannheim nach Karlsruhe, nachdem die alte Intercity-Linie ab dem 2. Juni 1991 nur noch zweistündig und zwischen Berlin und Karlsruhe verkehrte. Bereits im Laufe des Jahres 1992 war diese durch einzelne Züge aus Hamburg-Altona zu einem annähernden Stundentakt verdichtet worden, darunter auch drei ICE-Zugpaare. Auf diese Weise wurden die nach und nach ausgelieferten ICE-Garnituren zeitnah in den Taktfahrplan integriert. Ende 1993 standen 50 Garnituren zur Verfügung, mit 21,9 Millionen Reisenden und 23,9 Millionen Zug-Kilometern lag der Anteil des ICE im Fernverkehr bei 26,8 Prozent.
Zum gleichen Fahrplanwechsel fuhren erstmals ICE-Züge nach Berlin. Aufgrund fehlender Elektrifizierung und weiterer Baumaßnahmen am Bahnhof Berlin Zoo bedienten die Züge den Bahnhof Berlin-Lichtenberg im Ostteil der Stadt, mit Zwischenhalt in Michendorf. Zum „Zoo“ wurde ein Shuttleverkehr mit Dieselzügen eingerichtet. Die ICE-Linie 6 wurde vom Endpunkt Hamburg-Altona zweistündlich zum Bahnhof Berlin Zoologischer Garten verlegt (über Magdeburg, ab 1998 dann über die Schnellfahrstrecke Hannover–Berlin), dadurch erhielt Berlin seinen ersten planmäßigen ICE-Halt. Damit entfiel der zuvor eingerichtete Shuttle-Verkehr vom provisorischen ICE-Bahnhof Michendorf mit dem provisorischen Endbahnhof Lichtenberg. Einzelne Züge der beiden Linien 4 und 6 bildeten – abweichend vom jeweiligen Endhalt in Hamburg-Altona beziehungsweise Berlin – ab dem Fahrplan 1992/1993 zusammen einen Zweistundentakt von und nach Bremen Hbf, welcher damit ebenfalls erstmals regulärer ICE-Halt wurde, nachdem es seit der Netzreform Mitte 1985 keine durchlaufenden IC-Züge von Bremen nach Göttingen und weiter gegeben hatte. Ab 25. September 1994 wurde Dresden (über Berlin) von täglich einem ICE-Zugpaar bedient, seit September 1995 verkehren mehrere ICE-Zugpaare bis Kiel.
Am 23. Mai 1993 nahm das ICE-Werk München als zweites ICE-Betriebswerk den Betrieb auf. Seit 8. März 1994 verkehrt der ICE zwischen Köln und Berlin.
1993 waren alle 60 Garnituren der ersten Generation ausgeliefert, 44 Halbzüge der zweiten Generation wurden bestellt. In den ersten drei Betriebsjahren hatten 66,7 Millionen Fahrgäste den ICE genutzt. Im Jahr 1993 waren die 658 Sitzplätze der Züge durchschnittlich zu 47 Prozent ausgelastet. Im gleichen Jahr erreichte der ICE einen Erlös von 1,139 Milliarden D-Mark, ein Zuwachs im Jahresvergleich von 42 Prozent.
Im Juni 1993 wurde ein achtteiliger ICE-Triebzug im Rahmen der ICE Train North America Tour in die Vereinigten Staaten verschifft. Die technisch für Übersee angepasste Garnitur unternahm zahlreiche Präsentationsfahrten zu 25 Großstädten in den Vereinigten Staaten und Kanada und wurde Ende 1993 auf der Strecke New York City–Washington, D.C. (Northeast Corridor) im Plandienst eingesetzt. Der Zug war für das Stromsystem dieser Strecke angepasst worden und wurde auf zahlreichen anderen Fahrten von Dieselloks gezogen. Siemens und AEG-Westinghouse erhofften sich den Zuschlag für einen Auftrag über 26 Züge durch die Amtrak. Mit der Vergabe an GEC-Alsthom scheiterte im April 1994 endgültig der Versuch von Siemens, ICE-Zug- und -Streckentechnologie nach Korea zu verkaufen. Bereits Ende Mai 1991, kurz vor Aufnahme des planmäßigen ICE-Verkehrs in Deutschland, unterlag ein Konsortium um Siemens einer konkurrierenden Gruppe um Alstom bei der Auftragsvergabe eines Hochgeschwindigkeits-Verkehrssystems in Texas. Diese und andere Versuche, die erste ICE-Generation ins Ausland zu verkaufen, blieben erfolglos.
Ab 1995 verkehrten zwei ICE-1-Garnituren als so genannte Ideenzüge zwischen Hamburg und Basel beziehungsweise Stuttgart. In den Zügen wurden unter anderem Handyverstärker, die Verwendung von Mehrwegflaschen im Speisewagen und Konzepte zum Internetzugang im Zug erprobt. Die Züge verkehrten später als reguläre ICE-Züge, ohne Erprobungen.
Ab Mai 1995 erreichten die ICE-Züge, auf der ICE-Linie 3, erstmals fahrplanmäßig ihre Höchstgeschwindigkeit von 280 km/h.
Anfang 1997 wurde der hundertmillionste ICE-Fahrgast begrüßt. Die Zahl der ICE-Reisenden pro Tag lag dabei bei durchschnittlich 65.000.
Eine Verwendung speziell angepasster ICE-1-Triebzüge als ICE-G für besonders schnellen Güterverkehr wurde eingehend untersucht, jedoch nicht realisiert.
| Jahr                                                                                                | Mio. Reisende(1) | Mrd. Reisendenkm.(1) | Mio. Zugkm.(2) | Mio. Zugkm(3) | Mrd. Platzkm(2) | Besetzungsgrad |
| --------------------------------------------------------------------------------------------------- | ---------------- | -------------------- | -------------- | ------------- | --------------- | -------------- |
| 1991                                                                                                | 5,90             | 2,04                 | 6,0            | —             | 4,00            | 51 %           |
| 1992                                                                                                | 15,30            | 5,24                 | 15,9           | —             | 10,40           | 50 %           |
| 1993                                                                                                | 16,40            | 7,70                 | 24,4           | 26,3          | 15,10           | 51 %           |
| 1994                                                                                                | 20,80            | 8,15                 | 28,1           | 29,3          | 17,40           | 47 %           |
| 1995                                                                                                | 24,60            | 8,74                 | 29,3           | 30,8          | 18,00           | 49 %           |
| 1996                                                                                                | 25,90            | 8,85                 | 31,1           | 32,3          | 18,80           | 47 %           |
| 1997                                                                                                | 28,30            | 9,78                 | 34,1           | 35,5          | 21,56           | 45 %           |
| 1998                                                                                                | 31,40            | 10,15                | 38,5           | 40,0          | 22,25           | 46 %           |
| 1999                                                                                                | 35,64            | 11,59                | 44,6           | 46,2          | 26,26           | 44 %           |
| 2000                                                                                                | 41,61            | 13,92                | 50,0           | 51,8          | 27,99           | 48 %           |
| (1) nur Inland, einschließlich Freifahrern (2) kommerzielles Angebot, Inland (3) Gesamtlaufleistung |                  |                      |                |               |                 |                |

#### Zweite Generation

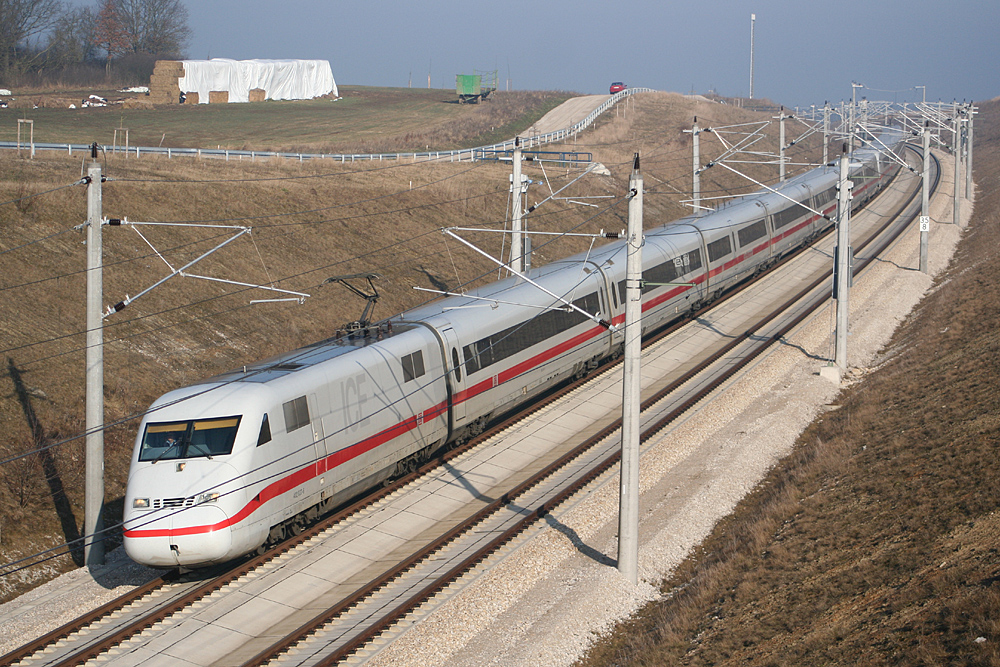
ICE 2 auf der Neubaustrecke Nürnberg–Ingolstadt

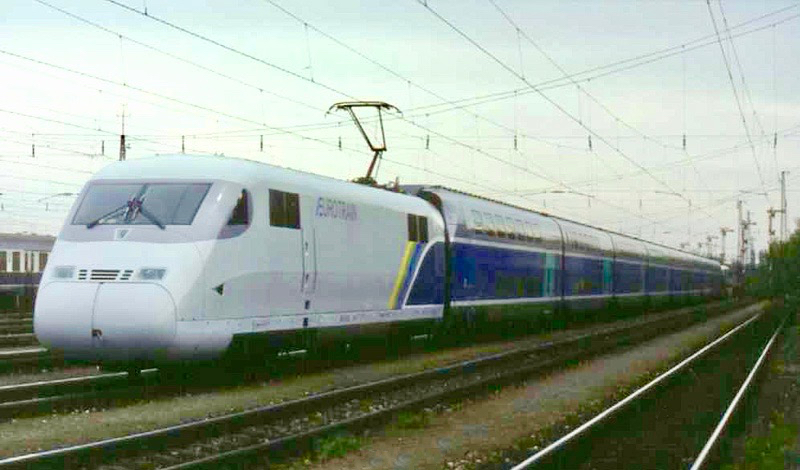
Eurotrain, ein zeitweilig aus ICE-2-Triebköpfen und TGV-Duplex-Mittelwagen zusammengestellter Demonstrationszug, im April 1998 in München

Am 17. August 1993 bestellten die Deutschen Bahnen 60 ICE-Züge der zweiten Generation zu einem Preis von 2,2 Milliarden D-Mark, später wurden 44 ausgeliefert. Ab Oktober 1996 gingen die ICE-2-Triebzüge in Betrieb, die unter anderem durch das Konzept untereinander kuppelbarer Halbzüge die Auslastungssteuerung verbessern sollten. Ab Dezember 1996 wurden die ersten ICE-2-Triebzüge planmäßig im regulären Betrieb eingesetzt.
Weiterhin wurden diese Züge ab dem Sommerfahrplan 1997 auf der neu eingerichteten ICE-Linie 10 zwischen Berlin und Köln (in Tagesrandlage bis Frankfurt am Main), ab dem Winterfahrplan 1997/98 darüber hinaus im Zweistundentakt bis Bonn eingesetzt. Da aber die Steuerwagen noch nicht von Beginn an ausgeliefert oder zugelassen waren, stellte die Bahn auf dieser Linie zunächst zwei Halbzüge zu einem festgekuppelten Langzug zusammen. Erst ab 24. Mai 1998 konnte – nach der Abnahme aller Steuerwagen – der Flügelzugbetrieb mit dem Führen der ICE-Halbzüge ab Hamm über Dortmund–Essen–Duisburg–Düsseldorf einerseits oder über Hagen–Wuppertal–Solingen andererseits nach Köln beziehungsweise Bonn verwirklicht werden.
Im Herbst 1998 wurde dann mit der Neubaustrecke (Hannover–)Oebisfelde–Berlin die dritte Neubaustrecke in Deutschland eröffnet und damit die Fahrtzeit der ICE-Linie 10 auf der Relation Berlin–Ruhrgebiet um eine Stunde verkürzt. Nach der Eröffnung des Flughafenbahnhofs Köln/Bonn am 12. Juni 2004 wurde der „Ruhr-Flügel“ dorthin verlängert. Seither begegneten sich beide Flügelzüge im Turmbahnhof Köln-Deutz auf verschiedenen Ebenen.
Die ICE-1- und -2-Züge sind etwas breiter und schwerer, als es der internationale Eisenbahnverband UIC für internationale Züge vorschreibt.
Im Juni 1997 ging in Fulda der erste ICE-Fahrsimulator zur Ausbildung von damals rund 800 ICE-Lokführern in Betrieb. Inzwischen sind ICE-Simulatoren an zwölf Standorten in Betrieb.
Ein Versuch eines Konsortiums aus Siemens, GEC-Alsthom und lokalen Unternehmen, eine Kombination von ICE- und TGV-Technologie als Eurotrain nach Taiwan zu verkaufen (Projekt Taiwan High Speed Rail), war Ende Dezember 1999 überraschend gescheitert. Ebenfalls nicht realisiert wurde ein ICE-Konzept zwischen den brasilianischen Großstädten Rio de Janeiro und São Paulo.

#### Dritte Generation

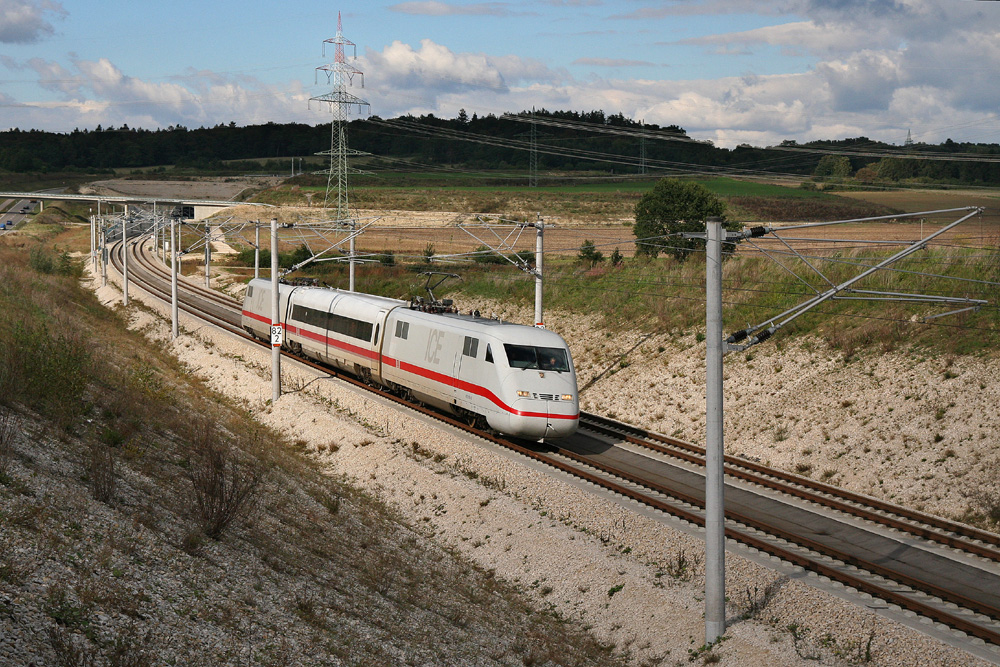
Versuchszug ICE S mit einem Mittelwagen (2007) am Geisbergtunnel. Der Zug diente mit drei Mittelwagen Ende der 1990er Jahre der Erprobung angetriebener Mittelwagen.

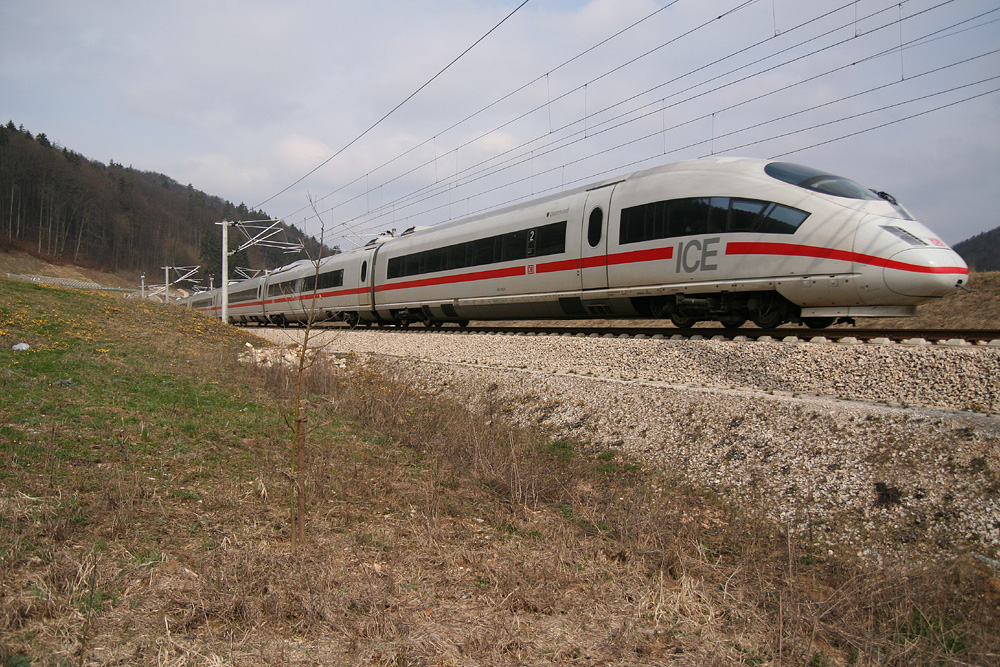
Neues Design am ICE 3: Lang gezogene, rundliche Front

Um künftig den ICE in ganz Europa einsetzen zu können, wurde bei der neuen Generation die Fahrzeugbegrenzungslinie verkleinert. Ein über den Zug verteilter Unterflurantrieb sorgt für geringere Achslasten der Wagen entsprechend den Vorgaben der UIC. Dabei wurden Fahrmotoren, Transformatoren und weitere Komponenten über die Länge des Zuges verteilt, auf Triebköpfe konnte damit verzichtet werden. Zwei Versuchsfahrzeuge wurden zur Erprobung dieses verteilten Antriebs in Dienst gestellt: Beim ICE D wurde ein angetriebener Mittelwagen in eine Komposition aus ICE-1-Wagen und ICE-2-Triebköpfen eingereiht. Weitere Komponenten wurden im neu gebauten ICE S getestet, der heute als Mess- und Versuchsfahrzeug für den Hochgeschwindigkeitsverkehr dient.
Die 1994 bestellte und ab 1999 in Betrieb gesetzte Fahrzeuggeneration ICE 3 wurde in einer Inlandsversion (Baureihe 403) und einer Mehrsystemversion ICE 3M (Baureihe 406) für die Gleichstromnetze in den Niederlanden und Belgien entwickelt. Sie sind für 330 km/h zugelassen und erreichen im Regelbetrieb bis zu rund 300 km/h. Wie die ICE-2-Züge wurden auch die neuen Einheiten als Halbzüge konzipiert und erlauben somit eine Flügelung der Zugfahrten über verschiedene Strecken.
Die mehrsystemfähigen ICE 3M verkehren seit 23. Oktober 2000 nach Amsterdam (Niederlande), seit Dezember 2002 nach Brüssel (Belgien). Die technische Planung für einen als ICE-M bezeichneten Mehrsystemzug war seit 1987 durch das Bundesforschungsministerium gefördert worden. Seit Juni 2007 verkehren zwischen Frankfurt am Main und Paris (POS) für den Frankreichverkehr ertüchtigte ICE 3 MF-Züge mit bis zu 320 km/h.
Erstmals kamen die ICE 3 als Sonderzüge „ExpoExpress“ (EXE) zur Weltausstellung Expo 2000 zum Einsatz.
Im Jahr 2000 stieg, unterstützt durch den Expo-Verkehr, die Beförderungsleistung des ICE im Jahresvergleich um 2,3 auf 13,9 Milliarden Personenkilometer an. In diesem Jahr war der ICE mit einem Anteil von knapp 40 Prozent an der Beförderungsleistung von DB Fernverkehr dessen stärkste Zuggattung.
Da die ICE 3 und ICE 3M bis zur Inbetriebnahme der ICE 4 die einzigen Hochgeschwindigkeitszüge der Deutschen Bahn AG waren, die die maximalen Steigungen von 40 ‰ auf der 2002 eröffneten Neubaustrecke Köln-Rhein/Main bewältigen konnten, wurden sie auf den Linien eingesetzt, die über diese Strecke geführt wurden.
Die Schnellfahrstrecke Nürnberg–Ingolstadt wurde im Mai 2006 eröffnet und im Dezember vollständig in das ICE-Netz integriert. Sie ist heute neben den Neubaustrecken Köln-Rhein/Main und Nürnberg–Erfurt–Halle/Leipzig die einzige Schnellfahrstrecke, die in Deutschland Geschwindigkeiten bis 300 km/h zulässt. Zwischen Nürnberg und München wurde weitgehend ein ICE-Halbstundentakt eingerichtet.

#### Neigetechnik-Züge

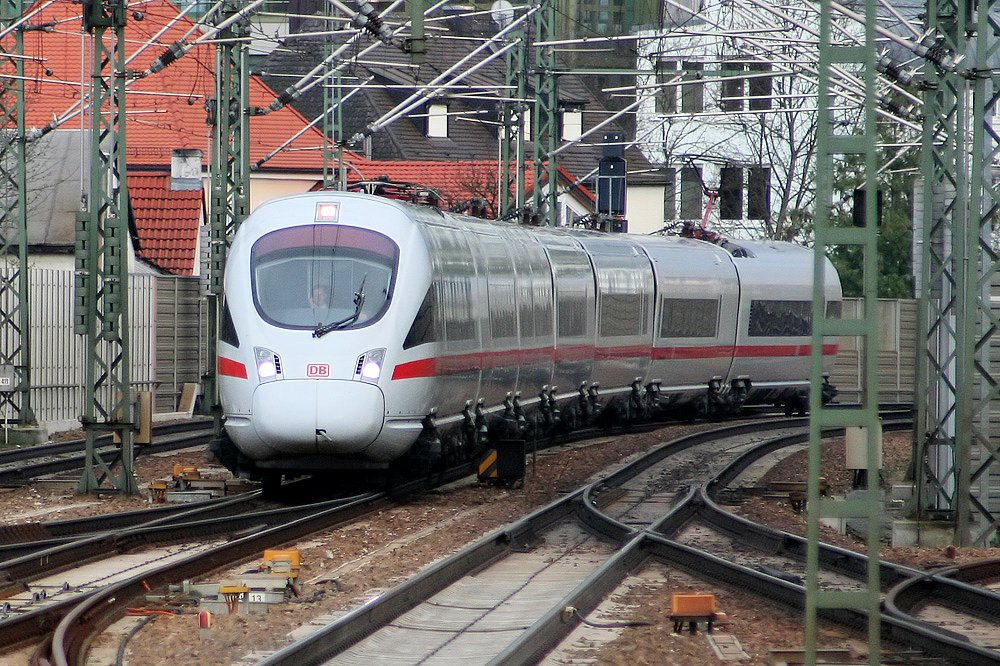
Ein ICE T neigt sich in einer Kurve vor dem Nordbahnhof Ingolstadt

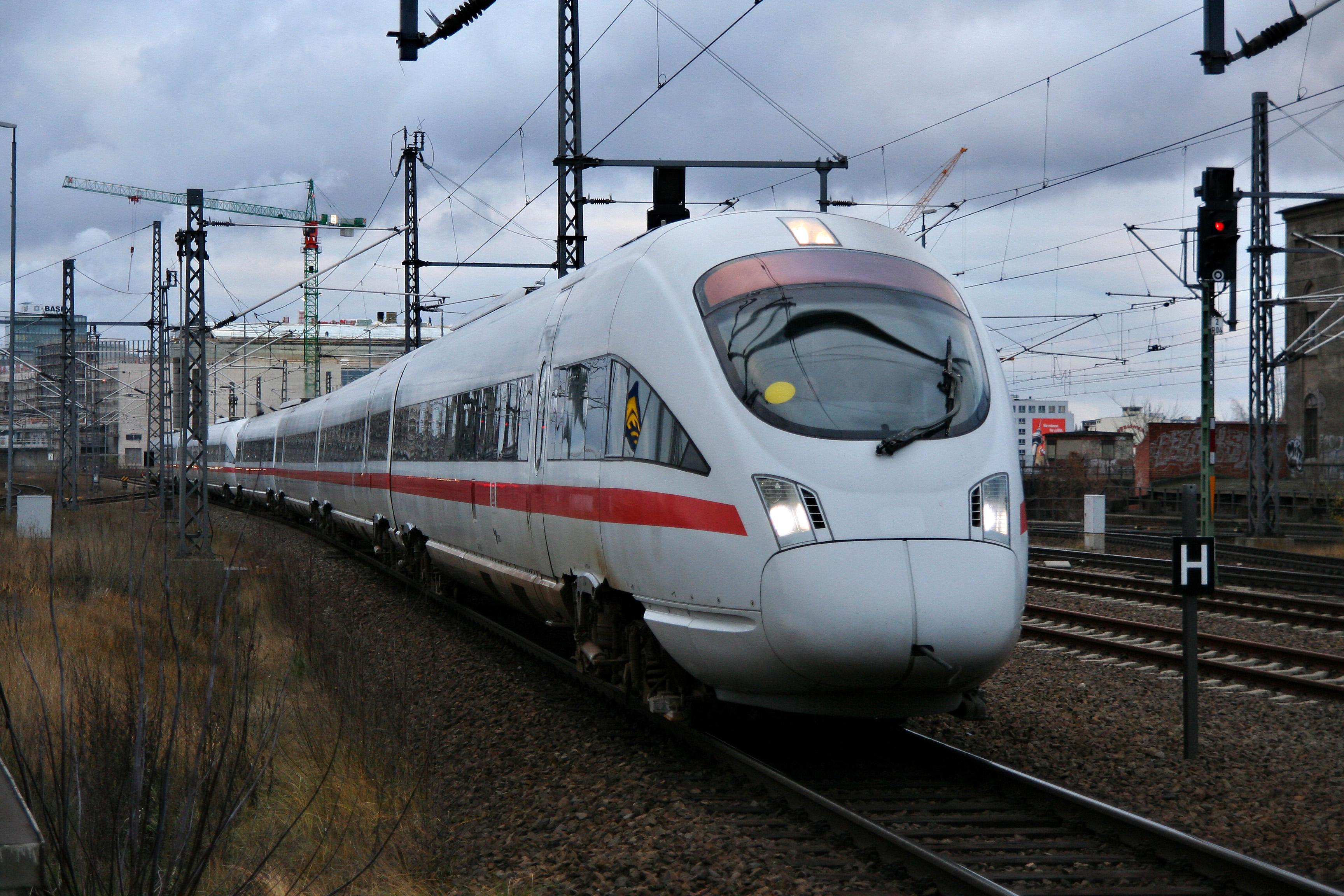
ICE TD: Mit vier Wagen sind die Diesel-Triebwagenzüge die kürzesten ICE-Einheiten (hier in Doppeltraktion)

Gleichzeitig mit dem ICE 3 wurden in ähnlicher Ausführung die Neigetechnik-Züge ICE T (elektrisch, in fünf- und siebenteiliger Variante) und zwei Jahre später der ICE TD (dieselelektrisch, vierteilig) entwickelt. Sie wurden speziell für den Einsatz auf Strecken ausgelegt, die nicht für den Hochgeschwindigkeitsverkehr ausgebaut sind, zum Beispiel auf den kurvenreichen Strecken in Baden-Württemberg, Bayern, Hessen oder Thüringen. Dabei legen sich die Züge wie ein Motorradfahrer bis zu 8° in die Kurven, die dadurch bis zu 30 % schneller durchfahren werden können (sog. bogenschnelles Fahren). Die elektrische Variante ist für 230 km/h zugelassen. Die Züge waren ursprünglich für den IC-Verkehr vorgesehen, wurden aber später, aufgrund der kürzeren Fahrzeiten und des hohen Einrichtungsstandards in den ICE-Rang gehoben. Aufgrund der durch Achsprobleme verkürzten Überprüfungsintervalle war die Verfügbarkeit der Züge von Oktober 2008 bis Juni 2009 eingeschränkt. Es verkehrten lokbespannte IC-Züge als Ersatz. Die Züge fahren seitdem nicht mehr bogenschnell, die Fahrzeiten sind dadurch deutlich länger geworden. Vorhaben, die Züge durch Einbau robusterer Achsen wieder bogenschnell fahren zu lassen, sind bisher nicht realisiert worden.
Die dieselbetriebenen ICE TD, die ab Juni 2001 auf den Linien Nürnberg–Dresden und München–Zürich zum Einsatz kamen, zeigten sich jedoch anfänglich störanfällig und nach Angaben der Deutschen Bahn AG im Betrieb als zu teuer, deshalb waren sie zwischenzeitlich nicht in Betrieb. Ab Ostern 2006 wurden sie jedoch als Verstärkungs- und Entlastungszüge wieder eingesetzt. Ab dem 9. Dezember 2007 ersetzten sie außerdem zwischen Hamburg und Aarhus sowie auf der Vogelfluglinie zwischen Hamburg und Kopenhagen teilweise die dänischen MF. Jeweils ein zweiteiliges Zugpaar wurde von beziehungsweise nach Berlin durchgebunden. Der Zug wurde dafür im Hamburger Hauptbahnhof für die beiden dänischen Zielbahnhöfe geteilt beziehungsweise in Richtung Berlin wieder zusammengeführt. Mit dieser Verbindung gab es erstmals seit dem Herbst 1997 wieder eine direkte Verbindung zwischen Berlin und Kopenhagen und gleichzeitig zwei Anbindungen von Dänemark direkt in das deutsche ICE-Netz. Dieses Angebot wurde im Dezember 2015 bzw. im Dezember 2017 eingestellt.
Seit Ende 2004 ergänzen 28 siebenteilige Züge der zweiten Bauserie (ICE T2) die elektrische ICE-Neigezug-Flotte. Gegenüber der ersten Serie wurde unter anderem das Video/Audio-Programm entfernt und die Fußstützen in der zweiten Klasse abgeschafft.

#### Velaro D
Seit Dezember 2013 sind die ersten von 16 neuen Triebzügen der Baureihe 407 im Einsatz.
Die Züge basieren auf dem als Weiterentwicklung des ICE 3 geltenden Siemens Velaro und wurden – in ähnlichen Varianten – bereits nach Spanien, China und Russland verkauft.

#### Vierte Generation

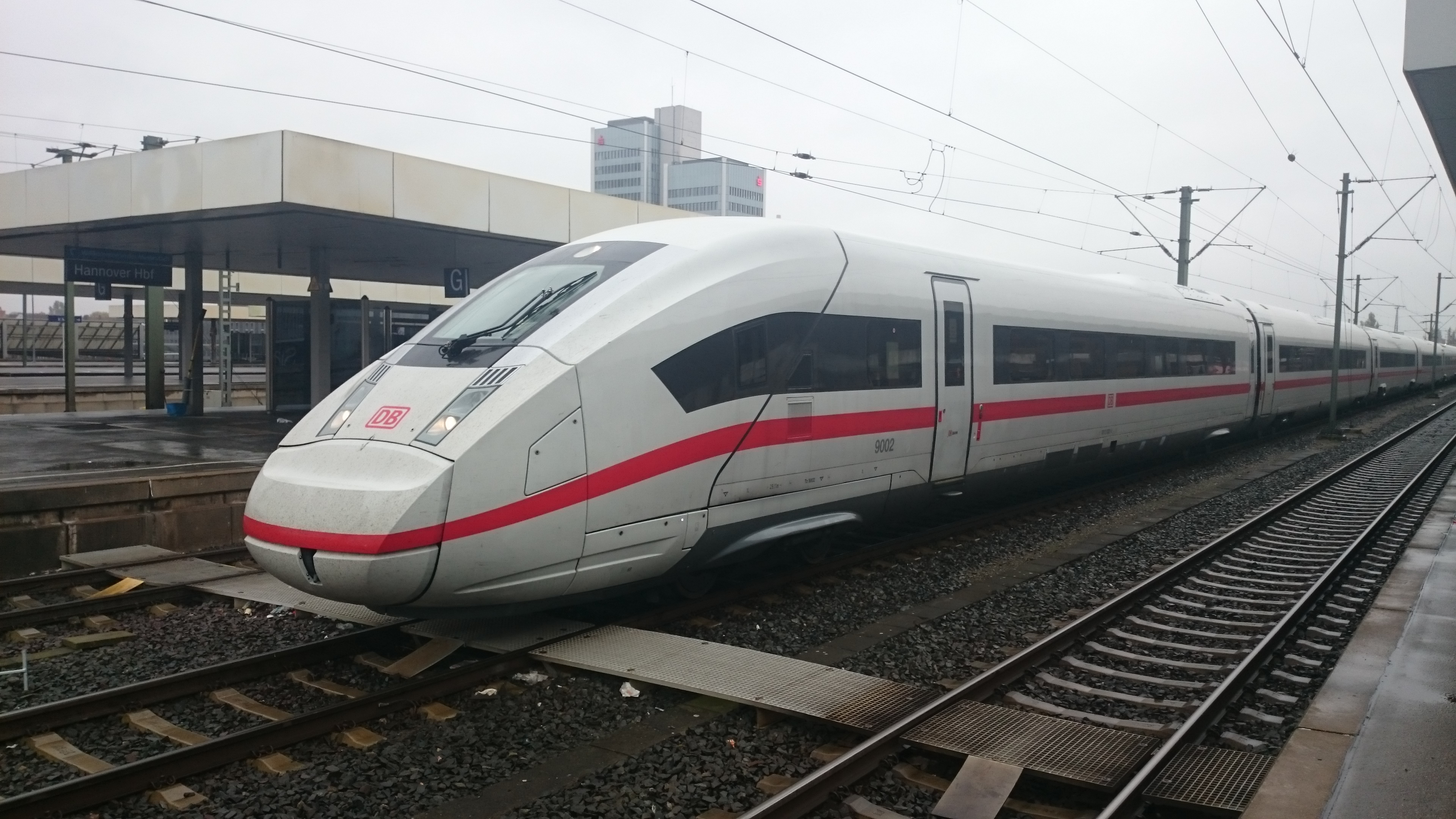
ICE 4 in Hannover

Am 9. Mai 2011 wurde der Vertrag zwischen der Deutschen Bahn und Siemens über die Bestellung der neuen Triebzüge unterschrieben.
Am 28. September 2016 begann der Probebetrieb im Fahrgasteinsatz, zunächst verkehrten ICE 581 (Hamburg-Altona–München) und ICE 786 (München–Hamburg-Altona) mit den neuen ICE-4-Triebzügen.
Später sollten die am stärksten frequentierten bisherigen Intercity-Linien (unter anderem Linie 30: Hamburg-Altona – Ruhrgebiet – Köln – Koblenz – Mannheim – Stuttgart) in ICE-Linien umgewandelt und ICE-4-Triebzüge eingesetzt werden. Des Weiteren sollten die Triebzüge ab Ende 2017[veraltet] die Intercity-Garnituren auf den Linien ersetzen, auf denen keine IC2 zum Einsatz kommen werden.

#### Fünfte Generation
Im Rahmen des Projekts Hochgeschwindigkeitsverkehr 3.0 (HGV 3.0) wird seit einigen Jahren an der Beschaffung von Hochgeschwindigkeitszügen für den Einsatz ab 2030 gearbeitet. Die Züge werden auch als ICE 5 bezeichnet. Im Juni 2022 schrieb die Deutsche Bahn eine „vorkommerzielle Auftragsvergabe“ aus. DB Fernverkehr lässt einstöckige, maximal 400 m lange Fahrzeuge für mindestens 300 km/h mit mindestens 944 Sitzplätzen und einer Einstiegshöhe von 76 cm entwickeln. Ein niveaugleicher Einstieg an 76 cm hohen Bahnsteigen soll an mindestens sechs Einstiegen je Seite ermöglicht werden. Die einstöckigen Züge sollen zu 90 Prozent aus recyceltem Material bestehen.
Serienreife Fahrzeuge sollen ab Dezember 2031 im Fahrgastbetrieb eingesetzt werden. Zuvor ist ein elfmonatiger Probebetrieb geplant. Ende 2021 waren bereits Beratungsleistungen im Rahmen eines Vorprojekts an die Boston Consulting Group vergeben worden. Am 15. November 2022 beauftragte die DB die Unternehmen Alstom und Siemens Mobility, mit ihr ein jeweils voneinander unabhängiges Fahrzeugkonzept zu entwickeln. Auf dieser Grundlage wurden im Dezember 2023 Entwicklung, Bau und Zulassung der neuen Flotte offen ausgeschrieben. Die DB beabsichtigte, einen Rahmenvertrag über bis zu 95 Triebzüge zu vergeben. In einer ersten Tranche sollten 33 Triebzüge bestellt werden. Sie sollen bis 2060 eingesetzt werden. Anfang November 2024 wurde bekannt, dass die Ausschreibung für die neuen Züge gestoppt wurde, da kein Angebot abgegeben wurde, das den Anforderungen gerecht wurde. Auf der Suche nach Erklärungen werden der Fahrzeugpreis, die Finanzsituation der Bahn, die Fahrgastzahlen, sowie der Mangel an Strecken für die 300-km/h-Züge genannt.

#### ICE L
Als ICE L (L = Low Floor) werden die lokbespannten Züge der Bauart Talgo 230 bezeichnet, die vom spanischen Unternehmen Talgo gebaut werden und 2025 in Betrieb gehen sollen. Sie erreichen eine Geschwindigkeit von bis zu 230 km/h und können mit unterschiedlichen Diesel- und Elektrolokomotiven bespannt werden, so dass die Züge auch auf nicht elektrifizierten Strecken fahren können. An Bahnsteigen mit 76 cm Höhe bieten sie einen stufenlosen Einstieg.

#### ICE als Lazarettzug
Die Bundeswehr plant die Anschaffung von mindestens drei ICE 3 Neo, die ab 2025 als Lazarettzüge zur Verfügung stehen sollen.

#### Sonstiges
Verschiedene Überlegungen, die Kapazität durch Doppelstock- oder überbreite ICE-Triebzüge zu steigern (Konzepte ICE 21 und ICE 4) kamen Ende der 1990er Jahre nicht über das Konzeptstudium hinaus.
Am 14. Juni 2013 gab Eurotunnel die Genehmigung für die Fahrt der ICE-Züge von Siemens im Ärmelkanaltunnel bekannt, die Deutsche Bahn rechnete damals mit Fahrten ab 2016, doch diese Pläne wurden später aufgegeben.

#### Zukunft
Die Deutsche Bahn kündigte 2015 an, die ICE-Flotte bis 2030 auf 360 Züge auszubauen und 150 zusätzliche Fahrten pro Tag anbieten zu wollen, 150 Fahrten, die in diesem Jahr mit IC-Zügen stattfanden, sollten in das ICE-Netz integriert werden.
Im Jahr 2030 sollten etwa 120 Millionen Zugkilometer erbracht werden.:S. 3, 6. Dafür hatte die Deutsche Bahn im Mai 2011 einen Rahmenvertrag für bis zu 300 Züge vergeben, die ab 2016 zunächst die bisherigen IC-Züge ersetzen sollten.
Zur Umsetzung des Deutschlandtakts plante die Deutsche Bahn Stand 2021, ihre ICE-Flotte auf 600 Züge auszubauen. Dazu werden zukünftig vor allem 300 km/h schnelle Fahrzeuge benötigt. Bis 2030 soll die Flotte auf nunmehr rund 450 Züge anwachsen.
Im Juli 2020 bestellte die Bahn die ersten 30 (von insgesamt 90) auf der Baureihe 407 basierende, bis zu 320 km/h schnelle Züge, welche zwischen 2022 und 2028 ausgeliefert werden. Die Züge werden von der Bahn als ICE 3 Neo bezeichnet und tragen die Baureihennummer 408. Die neuen Züge sollen vor allem auf der Schnellfahrstrecke Köln–Rhein/Main sowie den Linien von Frankfurt (Main) über Nürnberg/Stuttgart nach München zum Einsatz kommen. Im Februar 2022 wurde der erste Zug dieses Typs öffentlich präsentiert und die Bestellung um weitere 43 auf insgesamt 73 Exemplare erhöht, 2023 auf 90 Exemplare. Die Züge sollen ab Juni 2024 die ICE 3M im Belgien- und Niederlande-Verkehr ablösen.
Im Mai 2022 wurde ein neues Innendesign vorgestellt, das ab Ende 2023 sukzessive auf den ICE-Zügen eingeführt werden soll.

### Unfälle
Im Folgenden sind nur Unfälle von besonderer Bedeutung wiedergegeben. Weitere Unfälle sind in den Artikeln der einzelnen ICE-Fahrzeugvarianten zu finden.

#### Unfall von Eschede

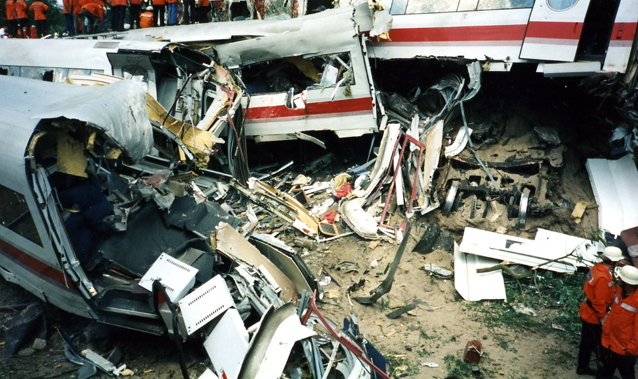
Unglücksstelle in Eschede – Überreste des ICE 884 „Wilhelm Conrad Röntgen“

Der Eisenbahnunfall von Eschede am 3. Juni 1998 war einer der schwersten Eisenbahnunfälle in der Geschichte der deutschen Eisenbahn und nach Opferzahlen der verheerendste weltweit, bei dem ein Hochgeschwindigkeitszug beteiligt war. Es kamen 101 Menschen ums Leben, 88 wurden schwer verletzt.
Auslöser war der Bruch eines verschlissenen und defekten Radreifens. Dieser Radreifen bohrte sich in einen der Wagen und riss anschließend den Radlenker einer Weiche mit. Durch die Wucht des Aufpralls stellte ein Rad des Wagens die Weichenzunge einer zweiten Weiche um. Die folgenden Wagen entgleisten und rissen den Mittelpfeiler einer 300 Tonnen schweren Straßenüberführung weg, was die Brücke zum Einsturz brachte. Alle folgenden Wagen fuhren auf die Trümmer auf.
Als eine der Konsequenzen aus dem Unfall verzichtet die Bahn seitdem auf den Einsatz von Radreifen bei Hochgeschwindigkeitszügen.

#### Entgleisung im Landrückentunnel

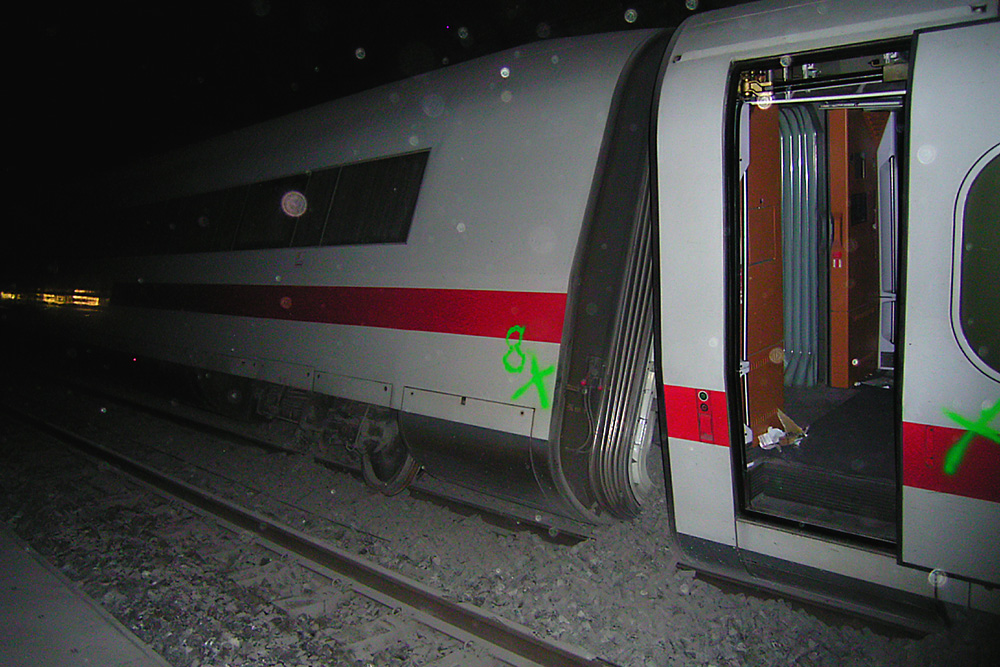
Entgleister Mittelwagen des ICE 885 (Triebzug 111 „Nürnberg“) im Landrückentunnel südlich von Fulda (April 2008)

Am 26. April 2008 fuhr ein ICE 1 auf dem Weg von Hamburg nach München auf der Schnellfahrstrecke Hannover–Würzburg gegen 20:58 Uhr bei der Einfahrt in den Landrückentunnel südlich von Fulda in eine Schafherde. Beide Triebköpfe sowie zehn von zwölf Wagen entgleisten. Der Zug kam ca. 500 Meter hinter der Tunneleinfahrt zum Stehen. Von den 148 Insassen wurden 17 verletzt. An Zug, Strecke und Tunnel entstanden Schäden in Höhe von rund zehn Millionen Euro. Der Streckenabschnitt zwischen Fulda und Burgsinn musste für rund zweieinhalb Wochen gesperrt werden.

#### Achsbruch in Köln
Am 9. Juli 2008 entgleiste ein ICE 3 bei der Ausfahrt aus dem Kölner Hauptbahnhof, mit Schrittgeschwindigkeit fahrend, im Weichenbereich vor der Hohenzollernbrücke. Ein Radsatz im vorderen Zugteil war gebrochen, aus den Schienen gesprungen und hatte Schienen und Weichen in Mitleidenschaft gezogen. Verletzt wurde dabei niemand, alle Fahrgäste konnten auf den Bahnsteig zurückkehren. Per Bescheid des Eisenbahn-Bundesamtes wurden 61 von 67 ICE-3-Triebzügen am 11. Juli vorübergehend zu weiteren Untersuchungen aus dem Verkehr gezogen. Infolge des Unglücks ordnete das Eisenbahn-Bundesamt eine drastische Verkürzung der Radsatz-Untersuchungsintervalle an, wodurch es bis 2009 zu zahlreichen Zugausfällen und weiteren Betriebseinschränkungen kam.

#### Brände von ICE-Zügen
Laut Report Mainz sind zwischen 2008 und 2018 39 Brände von ICE-Zügen bei der Bundesstelle für Eisenbahnunfalluntersuchung gemeldet worden. Der letzte Brand ereignete sich am 11. November 2022 bei einem ICE 3 am Bahnhof Köln/Bonn Flughafen (vgl. Liste von Eisenbahnunfällen in Deutschland).

## Fahrzeuge
Als ICE verkehrten im März 2024 insgesamt 408 Triebzüge verschiedener Varianten (58× ICE 1, 43× ICE 2, 82× ICE 3, 70× ICE T, 137× ICE 4, 18× ICE 3neo). Darüber hinaus verkehrten bis Dezember 2021 die beiden lokbespannten Garnituren des ehemaligen Metropolitan als ICE. Ebenfalls nicht mehr im Einsatz ist der ICE TD.
Das Produkt ICE wird unter anderem durch eine einheitliche Farbgebung, ähnliche Innenraumgestaltung und verschiedene Komfortmerkmale definiert. Die Wartung der Züge erfolgt in speziellen ICE-Werken.

### Design

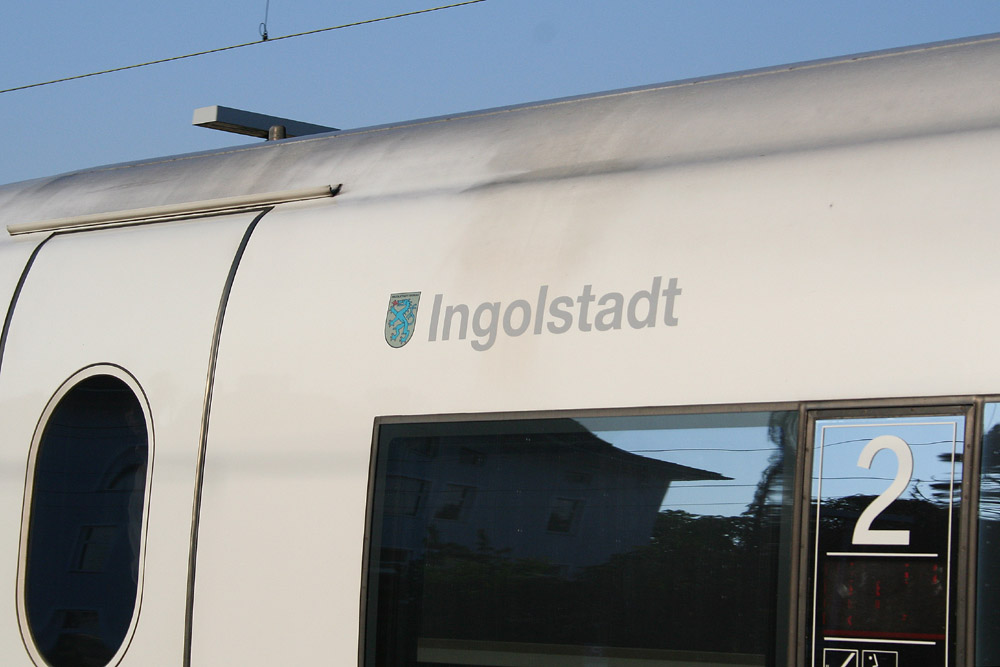
Getaufte Züge tragen Namen und Wappen der Stadt beidseitig an beiden Endwagen bzw. Triebköpfen
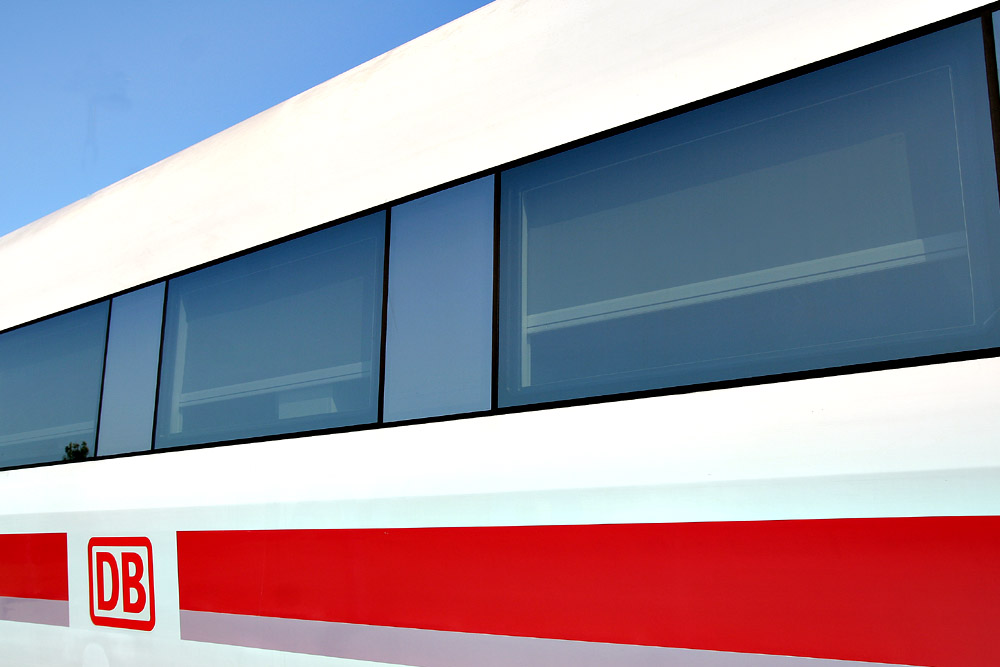
Das alte ICE-Farbkonzept mit zweifarbigem Zierstreifen
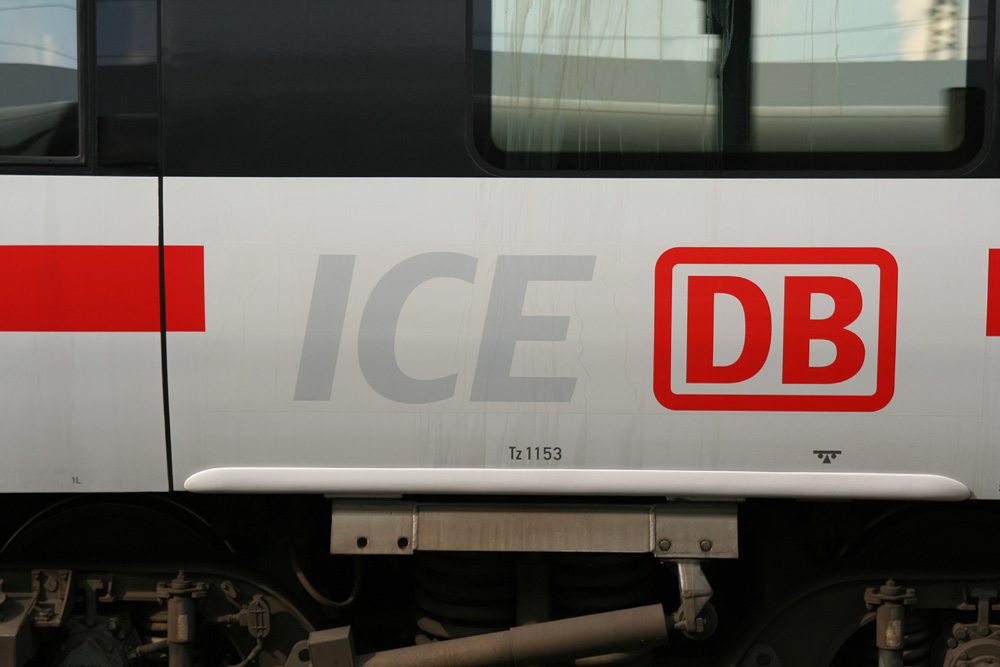
ICE-DB-Logo auf dem Endwagen eines ICE T
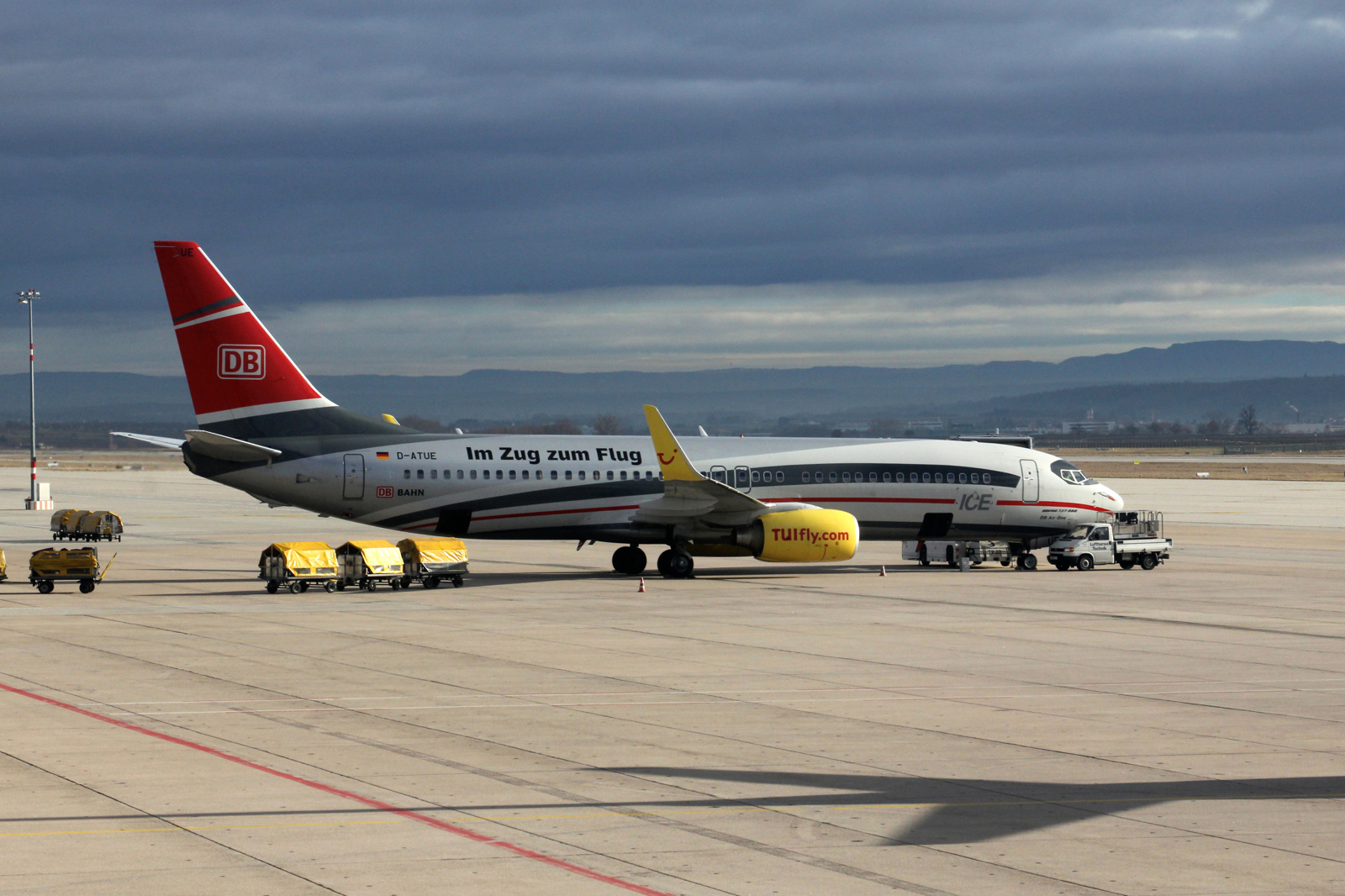
Bahn-Werbung mit der Marke „ICE“ auf einem Flugzeug der Fluggesellschaft TUIfly
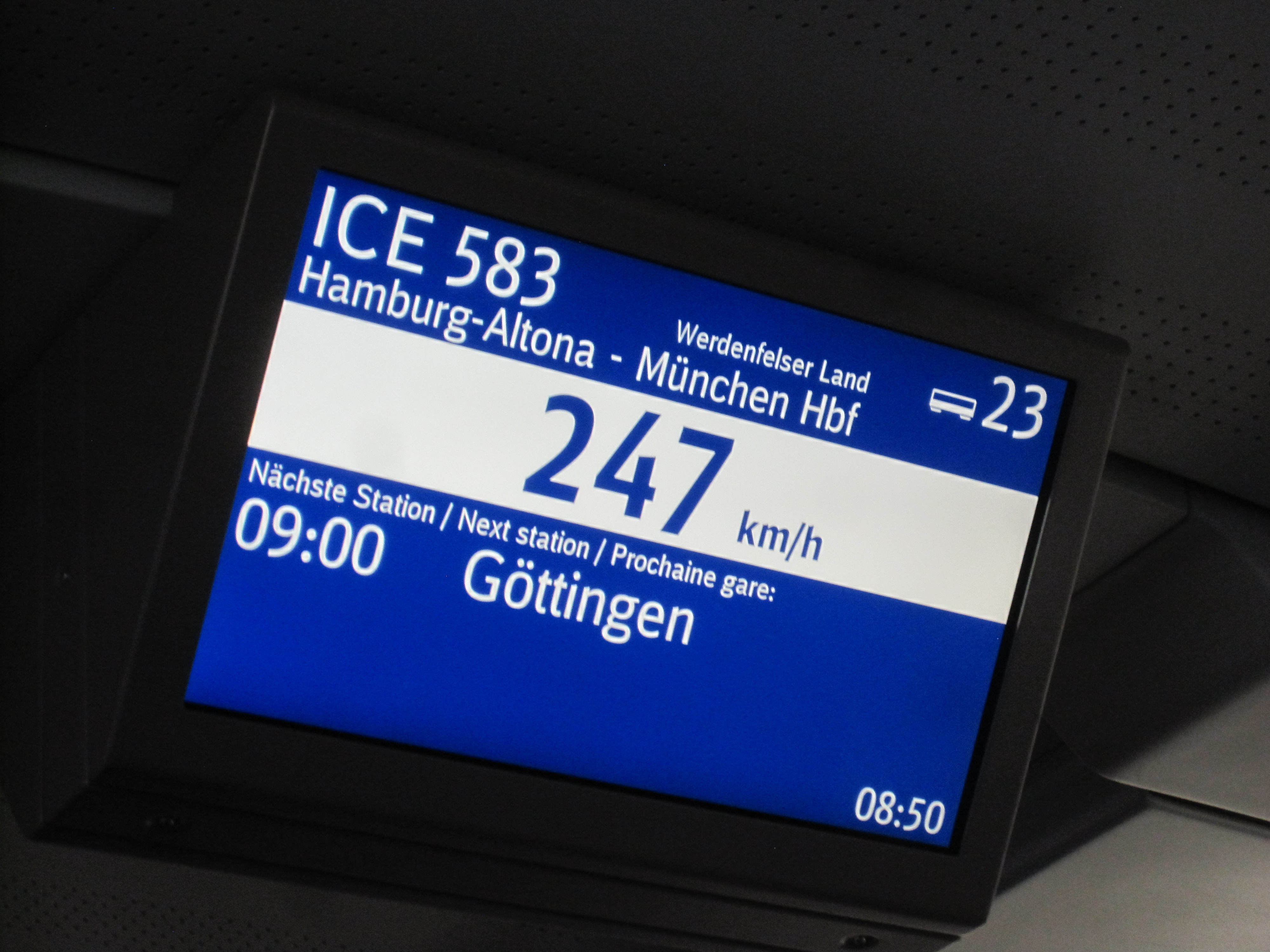
Anzeige der Geschwindigkeit im Inneren eines ICE (2017)
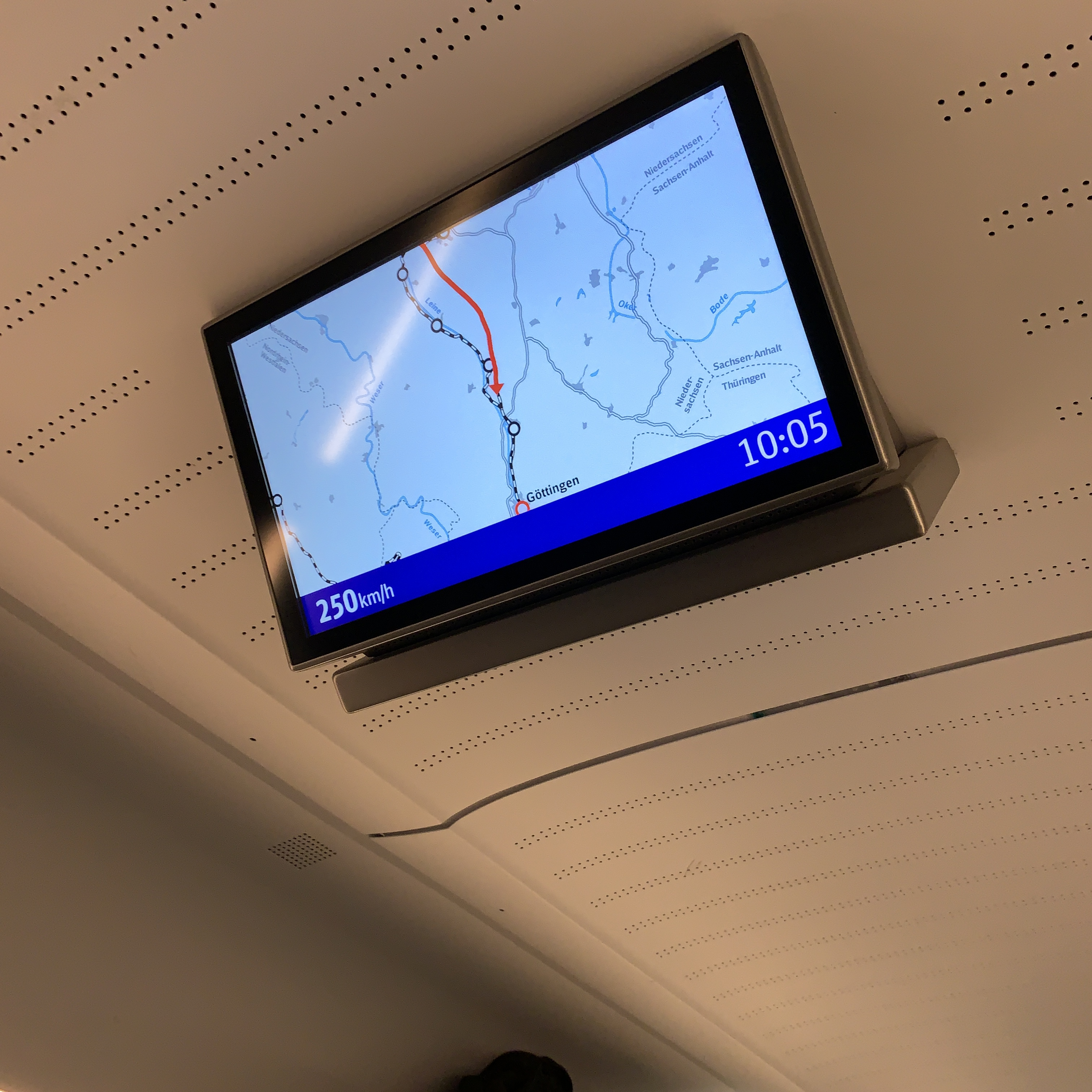
Anzeige der Geschwindigkeit im Inneren eines ICE (2020)
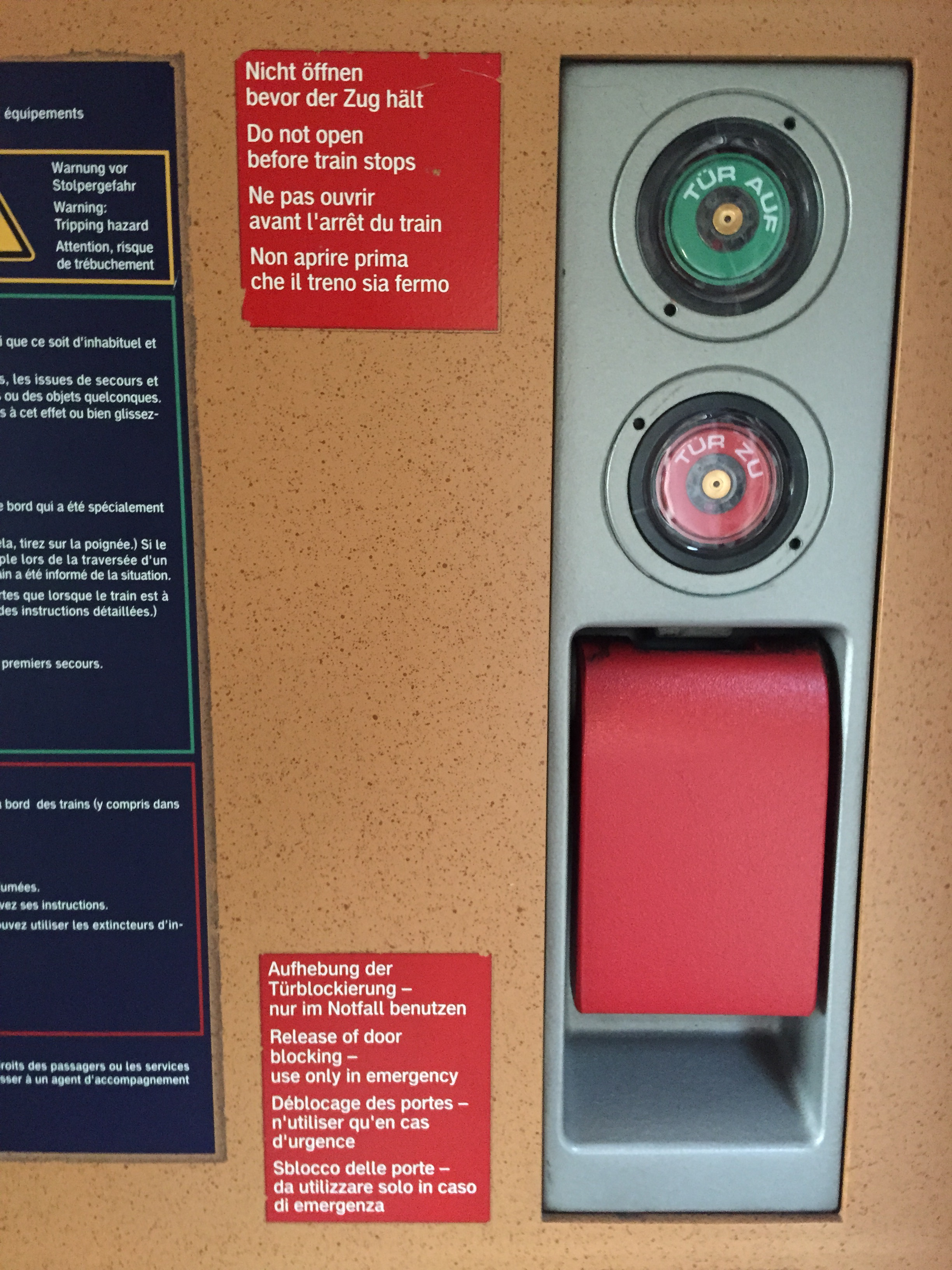
Die Bedieneinheit zur Öffnung der Türen
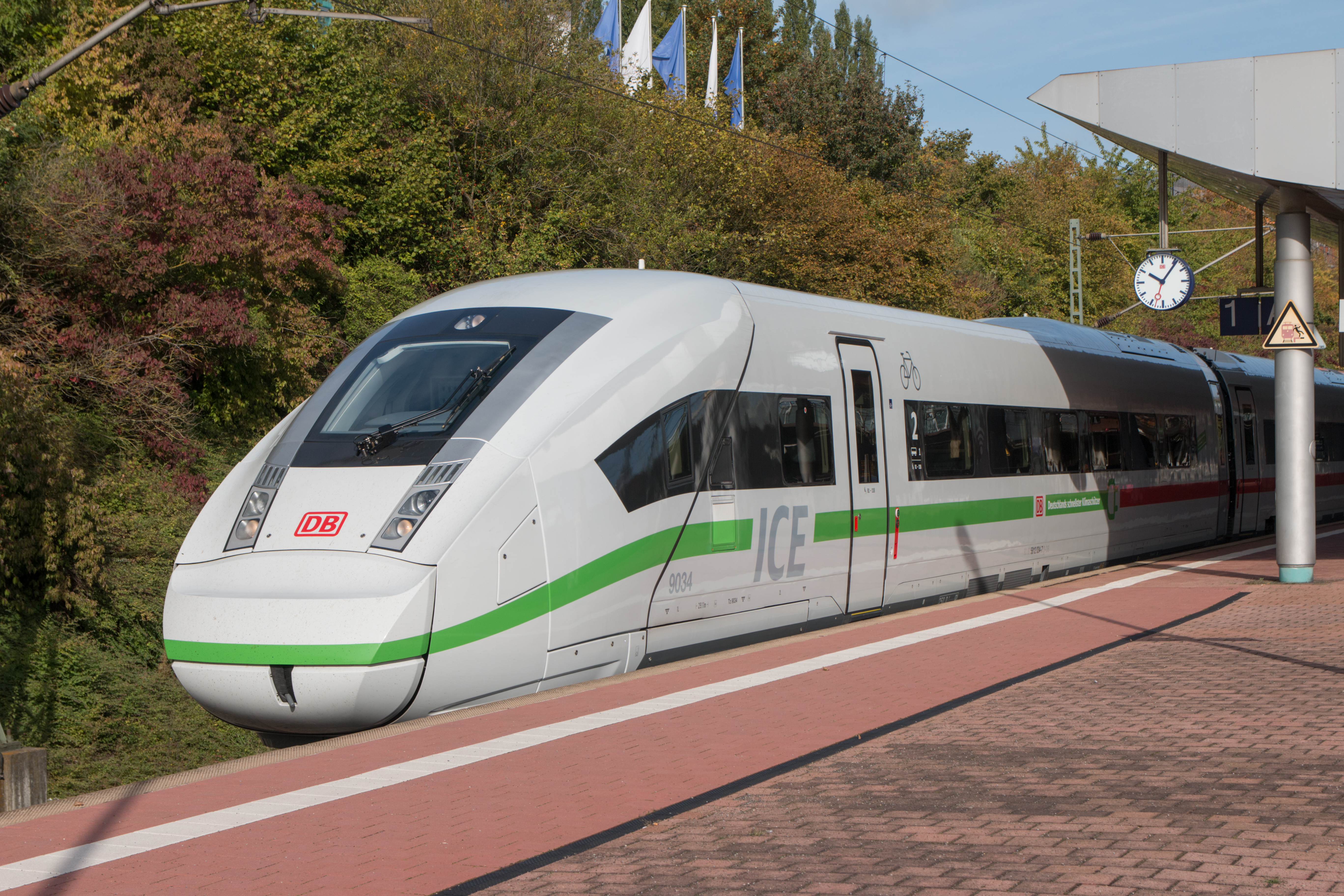
2019 vorgestellte Außengestaltung mit grünem Zierstreifen und Steckersymbol an den hinteren Wagen
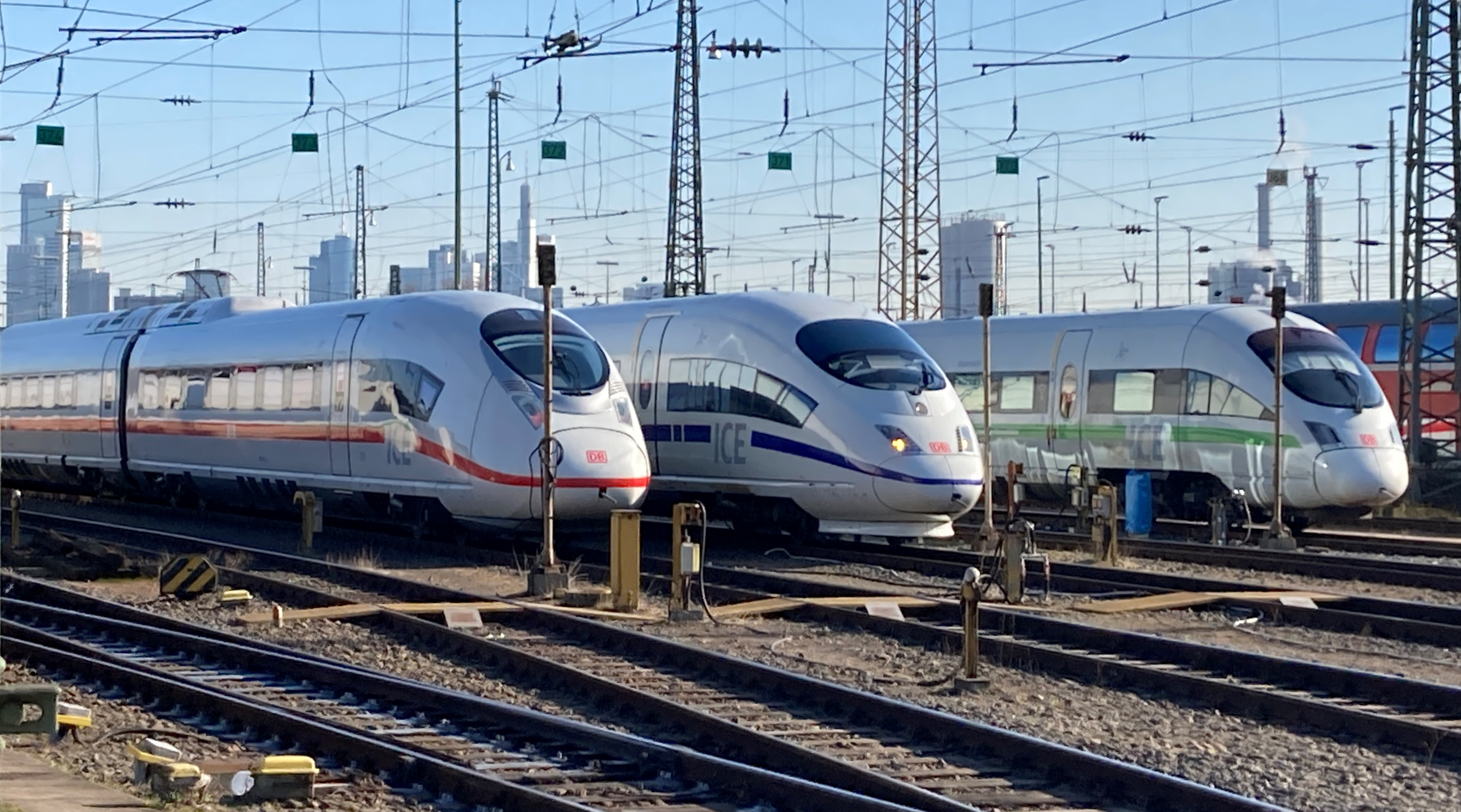
ICE mit roter, blauer und grüner Bauchbinde, abgestellt im Hbf Frankfurt/Main (8. März 2022)

Ein bedeutendes Merkmal der ICE ist ihre Farbgestaltung, die von der Deutschen Bahn auch als Geschmacksmuster geschützt wurde. Die verkehrsweiße Lackierung mit verkehrsrotem Streifen (RAL-Farben 9016 und 3020) und das durchgehende schwarze Fensterband, durch ovale Türfenster unterbrochen, unterscheiden sie von allen anderen Zügen der DB.
Bei der ersten und zweiten ICE-Generation war der Zierstreifen anfangs, gemäß den damals aktuellen Produktfarben der Deutschen Bundesbahn, noch orientrot (RAL 3031) und durch einen zweiten, dünneren Streifen in pastellviolett (RAL 4009) abgesetzt. Diese Zweifarbigkeit endete durch die Neulackierung aller ICE 1 und 2 bei einer „Hauptuntersuchung mit Anstrichauffrischung“ zwischen 1998 und der Eröffnung der Expo 2000 in Hannover.
Der ICE-Schriftzug ist achatgrau (RAL 7038), die Schürzen und der Rahmen sind quarzgrau (RAL 7039). Die Kunststoffteile der Innenverkleidungen sind alle im gleichen hellen Grauton (RAL 7035) gehalten. Im Inneren werten indirektes Licht und Holzdekor das Gesamtbild auf. Ursprünglich dominierten im Innenraum des ICE 1 Pastelltöne wie mintgrün, nach dem damals gängigen Design der DB. Bei der Generalüberholung der ICE-1-Züge zwischen 2005 und 2008 wurden die Innenräume komplett erneuert und in Ausstattung und Design an die dritte ICE-Generation angepasst.
Zur Fußball-Weltmeisterschaft 2006 wurde an allen ICE-Zügen das WM-Logo angebracht.
Ab Frühjahr 2007 trugen einzelne Züge versuchsweise ein neues ICE-Logo in DB Type, das deutlich sichtbar den DB-Schriftzug enthielt. Ende 2007 stand fest, dass eine Änderung der restlichen Flotte nicht erfolgt.
In den 1980er Jahren entwickelten Alexander Neumeister und sein Team für den InterCityExperimental (ICE-V) das bekannte ICE-Außendesign, welches bei allen Baureihen eingesetzt wurde. Die Innenausstattung der ersten Serienzüge wurde von Jens Peters vom Team BPR-Design aus Stuttgart entworfen. Dasselbe Team entwarf Mitte der 1980er Jahre auch das Design des Interregio.
Am 10. September 2019 stellte die Deutsche Bahn in Berlin ein überarbeitetes Außendesign vor, welches die Nachhaltigkeit durch einen grünen Streifen, der am Ende in ein grünes Steckersymbol übergeht, an den Endwagen besser verdeutlichen soll.

### Äußere Unterscheidungsmerkmale
| ICE (allgemein)      | Lichtgraue Lackierung mit rotem Streifen und Faltenbalgübergängen zwischen den Wagen (im Unterschied zu anderen Zügen der DB), durchgehendes schwarzes Fensterband (im Unterschied zu Intercity- und ehemaligen Metropolitan-Wagen) | Lichtgraue Lackierung mit rotem Streifen und Faltenbalgübergängen zwischen den Wagen (im Unterschied zu anderen Zügen der DB), durchgehendes schwarzes Fensterband (im Unterschied zu Intercity- und ehemaligen Metropolitan-Wagen) |
| ICE 1                | Zwei Triebköpfe und Mittelwagen; Bordrestaurant / Bordbistro mit hohem Dach; Bugklappe mit DB-Logo, das den roten Streifen unterbricht, nicht teilbarer Langzug mit zwölf Passagierwagen Seit Sommer 2020 um zwei Mittelwagen verkürzt | |
| ICE 2                | Ein Triebkopf, Mittelwagen und ein Steuerwagen (mit Fahrgastraum). Im Gegensatz zum ICE 1: Bordrestaurant/Bistro gleiche Dachhöhe wie restliche Wagen; Bugklappe vertikal teilbar, großer Holm steht heraus, kuppelbarer Halbzug mit sieben Passagierwagen | |
| ICE 3                | Keine Triebköpfe, sondern Triebzug: Endwagen mit runder Frontscheibe und Lounge (Personenabteil mit Blick auf die Strecke), Trafowagen mit Stromabnehmer (nicht angetrieben); roter Streifen wird an Steuerwagen durch ICE-Schriftzug unterbrochen, läuft nach unten und über die Bugklappe; Fensterband läuft zusammen und endet in Höhe der Mitte der Frontscheibe, kuppelbarer Halbzug mit acht Passagierwagen                                                                  | |
| ICE T                | Wie ICE 3, aber: kürzere „Nase“; Stromabnehmer beziehungsweise aerodynamische Verkleidung der Bremswiderstände auf Endwagen; Fensterband und roter Streifen bleiben horizontal und parallel zum Fensterband, Fensterband läuft zu einer Spitze zusammen, roter Streifen endet vor den Lampen; oberes Spitzensignal über Frontscheibe; kuppelbar, fünf- und siebenteilig | |
| ICE TD               | Optisch nahezu baugleich wie ICE T, aber nur vierteilig und ohne Pantograph, da Dieselantrieb; seit Mitte 2003 Leuchtdioden als untere Scheinwerfer; kuppelbar | |
| ICE T2               | Wie ICE T Bauserie 1, aber: keine Blindfenster an Wagenübergängen, keine Glasteile zwischen den Seitenfenstern, stattdessen lackiertes Blech, Dreilicht-Spitzensignal mit Leuchtdioden | |
| ICE 3MS (Velaro D)   | Geänderte Frontpartie mit horizontal öffnender Bugklappe und eckigen Fenstern der Türen | |
| ICE 3neo (Velaro MS) | Baulich ähnlich wie ICE 3MS, hat zwei zusätzliche Türen; deutlich dickere Türumrandung | |
| ICE 4                | Abgerundete kantige, spitz zulaufende Front mit eckigen statt ovalen Türfenstern sieben-, zwölf- und dreizehnteilig | |
| ICE L                | Die ab 2024 eingesetzten Züge können von verschiedenen Lokomotiven gezogen werden. Sie bieten auf Bahnsteigen mit 76 cm Höhe einen stufenlosen Einstieg. Das L steht für Low Floor. | |
| ICE V                | Breiter violetter Streifen läuft tiefer und nicht über Bugklappe; Logo der Deutschen Bundesbahn und vorläufiges ICE-Logo; Faltenbälge außen verkleidet; Triebköpfe höher als Mittelwagen und rundere „Nase“; Bugklappe seit 1995 wie ICE 2 | |
| ICE S                | „Alter“ pastellviolett/orientroter Streifen läuft auf Mittelwagen 1 und 3 in Gelb/Grau (Bahnfarbe gelb für Bahndienstfahrzeuge); ICE-Schriftzug in Grau mit Zusatz „S“ in Weiß; grau gestrichelte Linien und gelber Streifen bilden ein Kurvendiagramm an Wagen 2; Starkstromleitungen an Wagenübergängen; Höchstgeschwindigkeitsangabe (außen) 330 km/h statt 280 km/h (Hinweis: Zusammenstellung dieses Zuges kann sich ändern, Merkmale der Mittelwagen müssen nicht zutreffen) | |
| ICE D                | Versuchszug zur Erprobung des ICE 3 – auf Basis der Triebköpfe des ICE 2 sowie Mittelwagen des ICE 1 und eines angetriebenen Mittelwagens | |

### Wagenausstattung

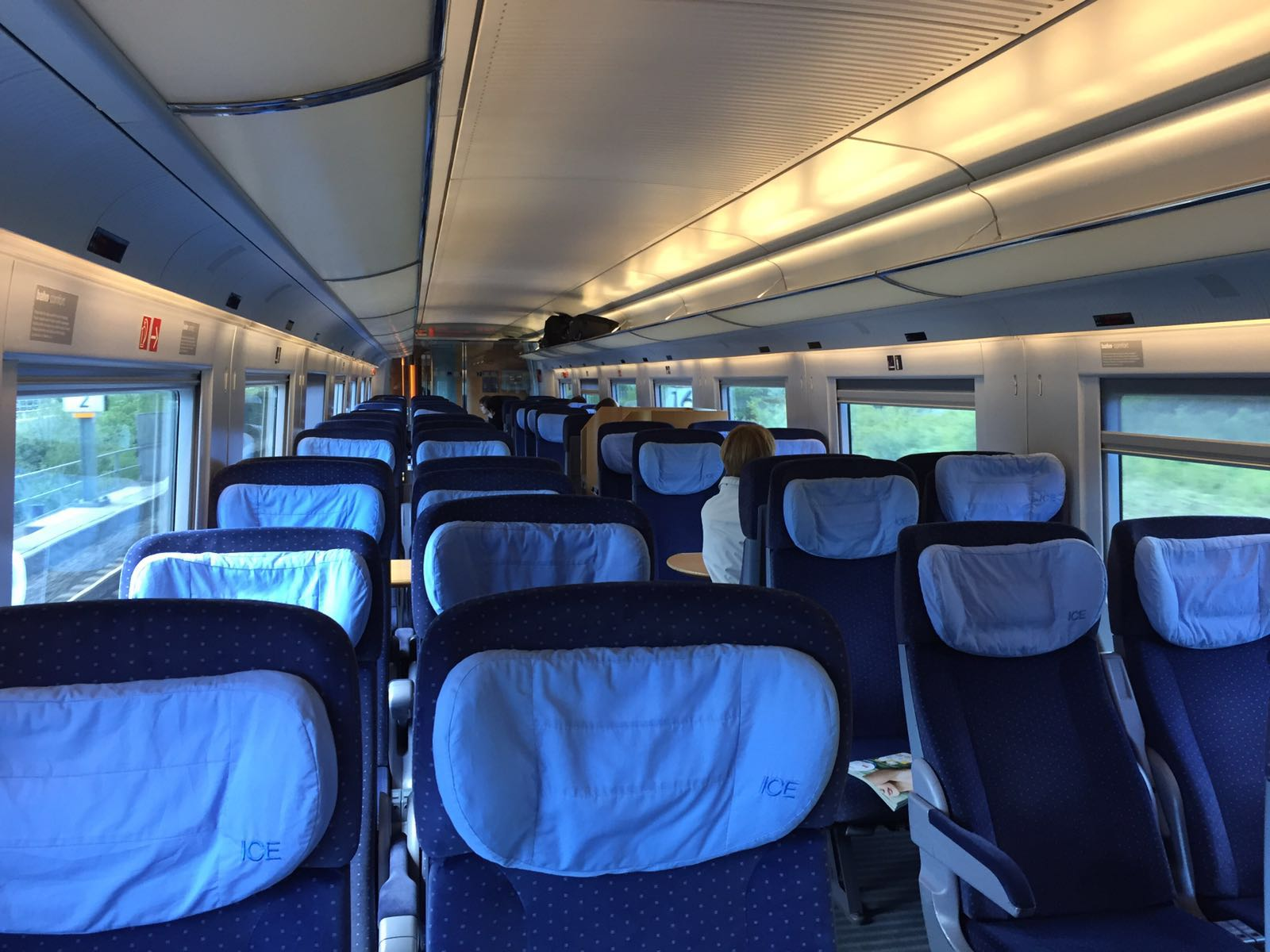
Großraumbereich der zweiten Klasse im ICE T

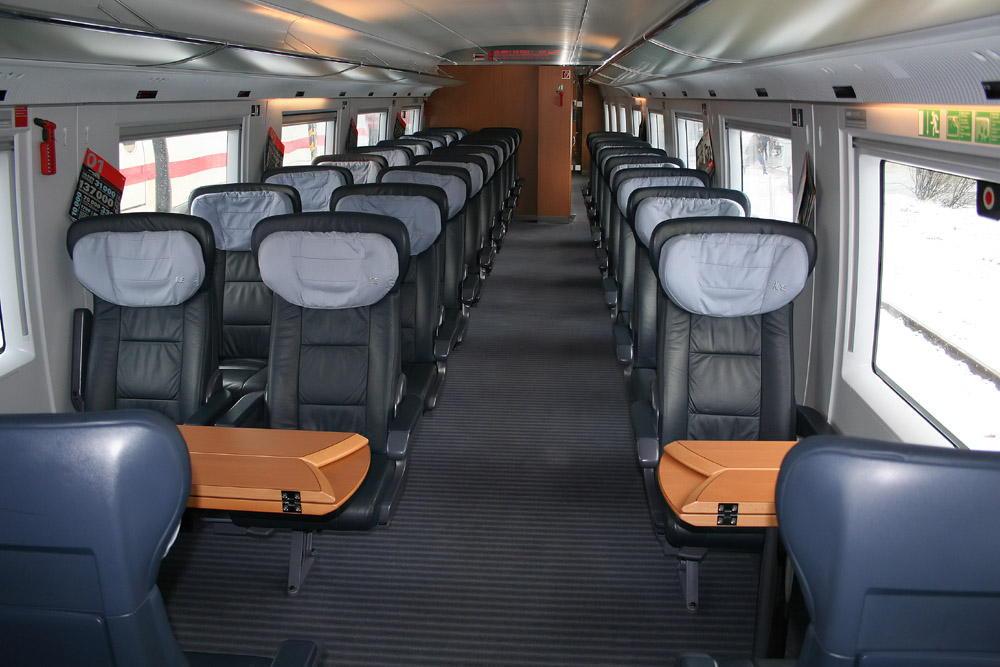
Großraumbereich der ersten Klasse im ICE 3

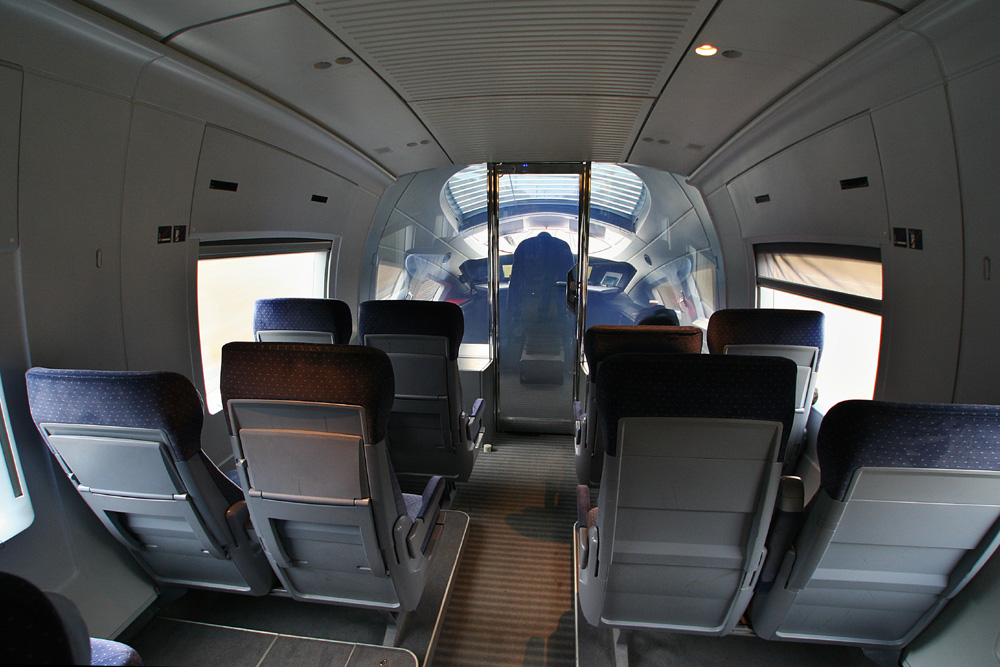
Lounge der zweiten Klasse im ICE 3 mit Blick auf den Führerstand

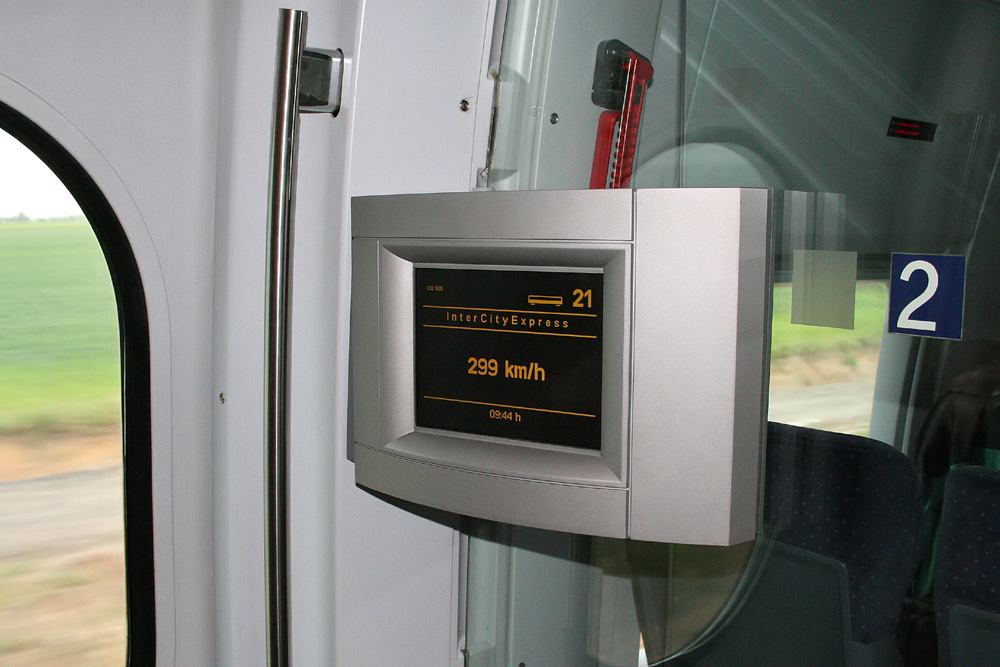
Fahrgastinformationssystem im Einstiegsbereich des ICE 3

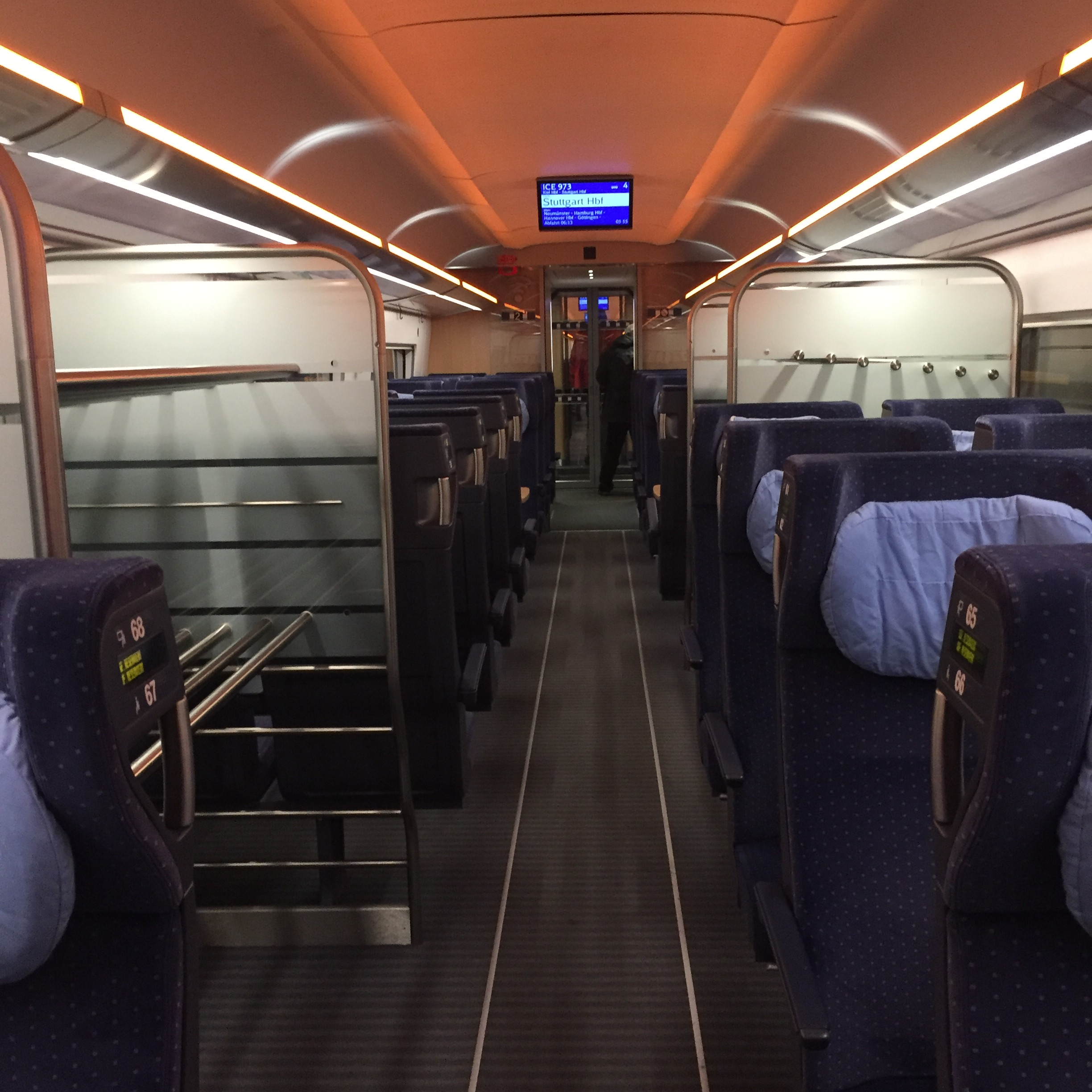
Großraumbereich der zweiten Klasse im ICE 4

Alle Züge sind klimatisiert, verfügen über einen Speisewagen beziehungsweise Bistro-Bereich, ein Fahrgastinformationssystem sowie ein Abteil für Kinder. Die Rückenlehnen der meisten Sitze der frühen Generationen sind verstellbar. Im ICE 4 ist die Bestuhlung verengt worden, weswegen die Rückenlehne nicht mehr verstellbar ist, die Tiefe des Sitzkissens ist jedoch noch verstellbar. In allen Zügen sind Steckdosen installiert. In den Zügen der 1.–3. Generation standen auch Fußstützen und Kopfhörerbuchsen zur Verfügung, über die bordeigene Musik- und Sprachprogramme sowie Radiosender gehört werden konnten. In den ICE 3 und ICE T(D) ermöglichen Panorama-Abteile an beiden Zugenden, dem Triebfahrzeugführer über die Schulter zu schauen. Einige Plätze in der ersten Klasse (ursprünglich auch in der zweiten) waren mit Videobildschirmen ausgestattet, auf denen Dokumentationen und Filme von Bahn TV gezeigt wurden. In allen Zügen stehen Stellplätze für Rollstühle sowie ein barrierefreies WC mit Wickeltisch zur Verfügung.
Die ICE-Wagen sind in drei Bereiche eingeteilt: Arbeitsbereiche, mit Mobilfunkverstärkern für den verbesserten Handyempfang, Ruhezonen, in denen Handynutzung und laute Gespräche nicht erwünscht sind sowie nicht weiter bezeichnete Bereiche. Handy- und Ruhezonen können gezielt reserviert werden, die Wagen sind mittels Piktogrammen gekennzeichnet. Die Zahl der handyverstärkten Wagen sollte bis 2011 auf 1495 angehoben werden. Damit sollten 70 Prozent der Sitzplätze in ICE-Wagen mit Handyverstärkern ausgestattet sein.
Der ICE 1 wurde ursprünglich mit einem auf BTX basierenden Bord-Informationssystem ausgeliefert, dessen Bildschirme inzwischen jedoch überklebt sind. Im ICE 3 gab es in einigen Wagen Touchscreens, welche allgemeine Fahrplan-Informationen zum gesamten Bahnnetz liefern und auf Wunsch diese ausdrucken können. Das System ist auch in allen ICE-2-Zügen im Bordrestaurant zu finden.
Die erste Modernisierung des ICE 1 lief von 2005 bis 2008. Dabei wurden Sitze und Innenausstattung an den ICE 3 angeglichen (unter anderem Einbau von Steckdosen), das Audio-/Video-Unterhaltungssystem und Fußstützen in der zweiten Klasse wurden entfernt. Wie bei den ICE 2/3 wurde eine elektronische Sitzplatzreservierungsanzeige eingeführt.
Die ICE-2-Züge stellen an allen Tischen eine Steckdose zur Verfügung. Diese sind in ICE-3/T-Zügen sowie modernisierten ICE-1-Zügen (vorher nur im Konferenzabteil) an beinahe allen Sitzplätzen vorhanden.
Alle ICE 1 und ICE 2 sind mit einem Speisewagen mit Restaurant- und Bistrobereich ausgestattet, ebenso die siebenteiligen ICE T (Baureihe 411). Hingegen wurden die ICE 3, die fünfteiligen ICE T und die ICE TD ohne Bordrestaurant konzipiert, stattdessen wurde ein Bordbistro mit Stehplätzen und Raucher- und Nichtraucherbereichen eingeführt. Seit dem 1. Oktober 2006 sind – neben den von jeher rauchfreien Restaurants – auch die Bistrobereiche in den Zügen der Deutschen Bahn rauchfrei. Seit 1. September 2007 gilt ein vollständiges Rauchverbot in allen Fernzügen der Deutschen Bahn. Dabei wurden in den Zügen Polster und Teppiche in den bisherigen Raucherwagen gereinigt, die Kopfkissen der Sitze komplett ausgetauscht. Bereits ab 1. August 1992 war ein Rauchverbot im Bistro eingeführt worden. Dieses wurde später wieder abgeschafft.

#### Mobilfunk und Internetzugang

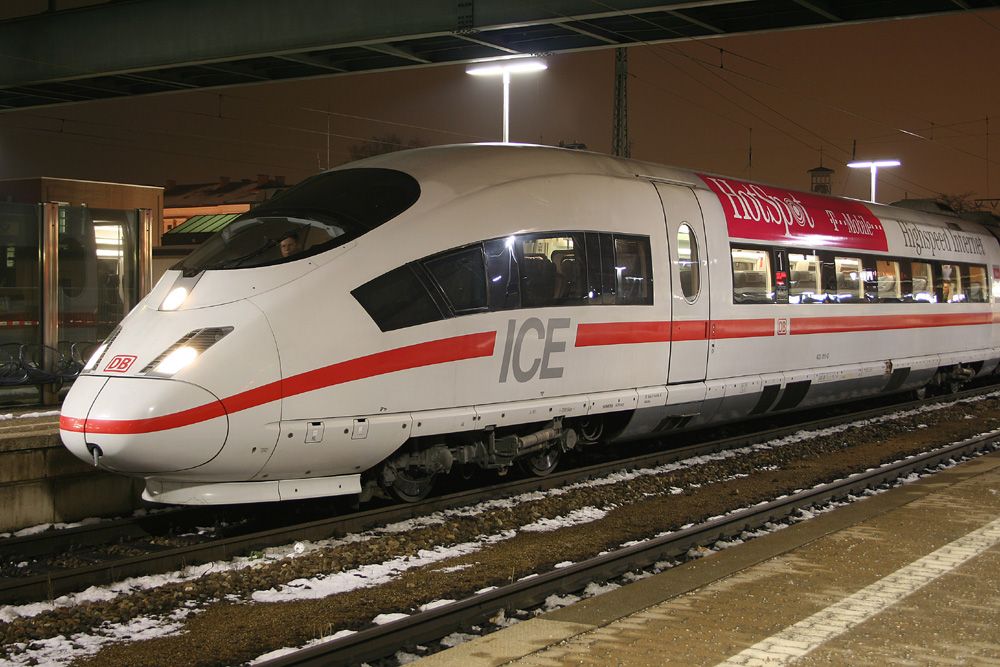
ICE 3 mit T-Mobile-Hotspot-Beklebung in Ingolstadt

Bereits 1999, mit Einführung der Mobilfunkverstärker, war in den ICE-Zügen ein mobiler Internetzugang per GSM/GPRS mit niedriger Datenübertragungsgeschwindigkeit möglich. Durch den stetigen Ausbau der GSM- und den Aufbau der UMTS-Netze ist heute insbesondere in den Ballungszentren ein schneller Internetzugang während der Fahrt möglich. Auf der freien Strecke ist es in den mit Mobilfunkverstärkern ausgestatteten Wagen in der Regel möglich, das Internet mit geringerer Übertragungsgeschwindigkeit (GPRS) weitgehend unterbrechungsfrei zu nutzen. Die meisten ICE-Strecken und -Tunnel wurden inzwischen für störungsfreien Mobilfunkempfang ausgerüstet.
Seit Ende 2005 war in sieben ICE 3 ein Internetzugang per WLAN auf der Strecke Dortmund–Essen–Köln(–Siegburg/Bonn) möglich, im Frühjahr 2007 folgte eine Verlängerung bis Frankfurt. Bis Ende 2007 wurden auch die Trassen Frankfurt–Hannover–Hamburg und Frankfurt–Stuttgart–München entsprechend ausgerüstet, die Zahl der WLAN-Züge auf 38 erhöht. Anfang 2015 war der Großteil der ICE-Flotte und der Großteil des ICE-Netzes mit mobilem Internetzugang ausgerüstet. Der Internetzugang ist in der ersten Klasse kostenlos.
Die Deutsche Bahn kündigte im März 2015 an, ab 2016 auch in der zweiten Klasse kostenloses WLAN anbieten zu wollen, was seit 2017 bis auf Funklöcher im ländlichen Raum flächendeckend der Fall ist. Ab September 2015 solle ein kostenloses „Bord-Infotainment“ bereitgestellt werden, was zwischenzeitlich durch eine Kooperation mit dem Anbieter Maxdome durch Nutzung einer kostenlosen App mit einem beschränkten Angebot realisiert wurde. Im Zuge der Einstellung von Maxdome im Sommer 2020 durch ProSiebenSat.1 Media wird sukzessive auf das neue Portal Joyn Selection umgestellt, welches Maxdome beerbt.
Zum 1. Juli 2021 wurde das Angebot Joyn Selection eingestellt. Laut Deutscher Bahn ist ein neues Angebot in Planung.

#### Fahrradmitnahme

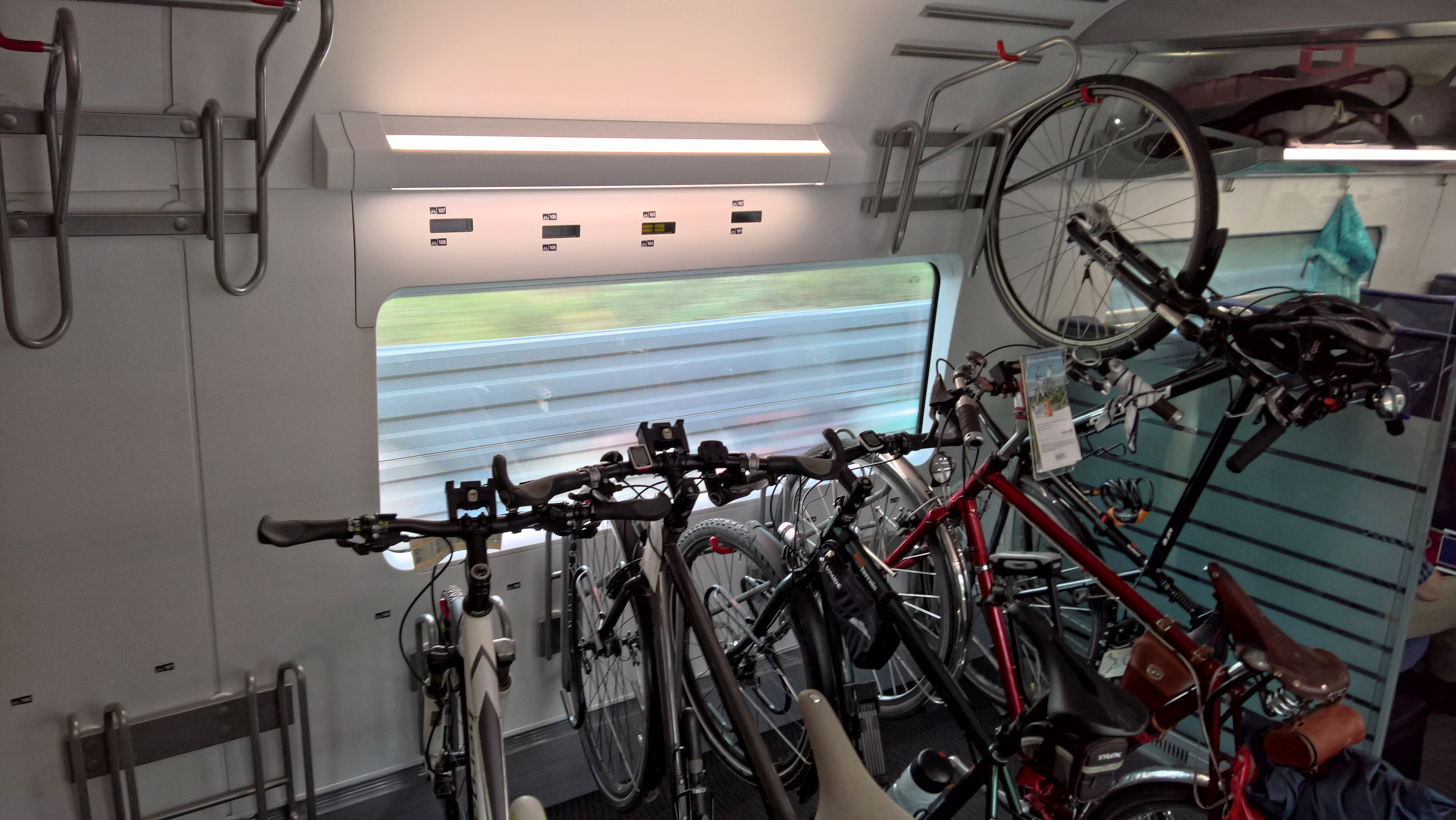
Radabteil im ICE4

Bei seiner Einführung war im ICE generell keine Fahrradmitnahme möglich, dies galt damals auch für Eurocity-, Intercity- und Interregio-Züge. Während letztere drei Zuggattungen noch in den 1990er Jahren mit Fahrradabteilen nachgerüstet wurden, bestellte die Deutsche Bahn auch die zweite und dritte ICE-Generation wiederum ohne Möglichkeit zur Beförderung unverpackter Räder. Auch die ehemaligen Metropolitan-Züge besaßen keine entsprechende Möglichkeit.
In den 2000er Jahren verwies daher beispielsweise der ADFC regelmäßig auf die sich kontinuierlich verschlechternde Möglichkeit der Fahrradmitnahme auf längeren Strecken, da in jenen Jahren zahlreiche EC-, IC- und IR-Verbindungen mit Fahrradmitnahme durch ICE-Verbindungen ohne eine solche ersetzt wurden. Nach Angaben des Lobbyverbands ging die Zahl der Fahrradmitnahmen im deutschen Eisenbahn-Fernverkehr aufgrund dieser Angebotsreduzierung zwischen Mitte der 1990er Jahre und 2007 von mehr als 500.000 auf 250.000 pro Jahr zurück. Die Deutsche Bahn verwies im Gegenzug auf hohe Umbaukosten für die ICE-Flotte im zweistelligen Millionen-Euro-Bereich, verlängerte Fahrgastwechselzeiten in den Bahnhöfen sowie auf den lediglich saisonalen Charakter der Fahrradmitnahme, der den dauerhaften Entfall einer zweistelligen Sitzplatzanzahl je Zug nicht rechtfertigen würde. Letztlich fand erst in den 2010er Jahren ein Umdenken statt; die seit 2017 eingesetzten ICE 4 haben jeweils acht reservierungspflichtige Stellplätze.

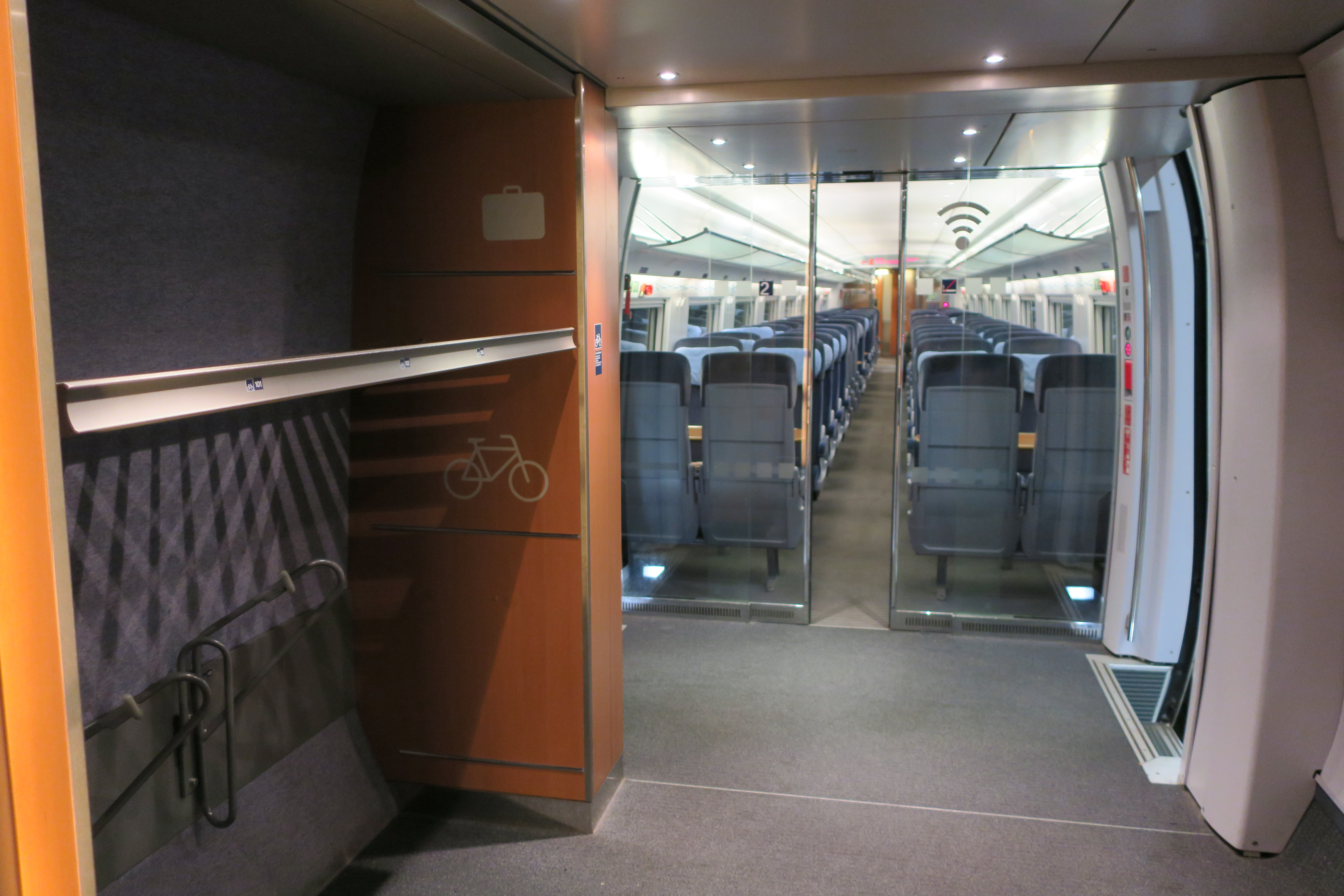
Radabteil im ICE T

Ferner wurden 2018 in den siebenteiligen Zügen der Baureihe 411 drei Fahrradstellplätze nachgerüstet.

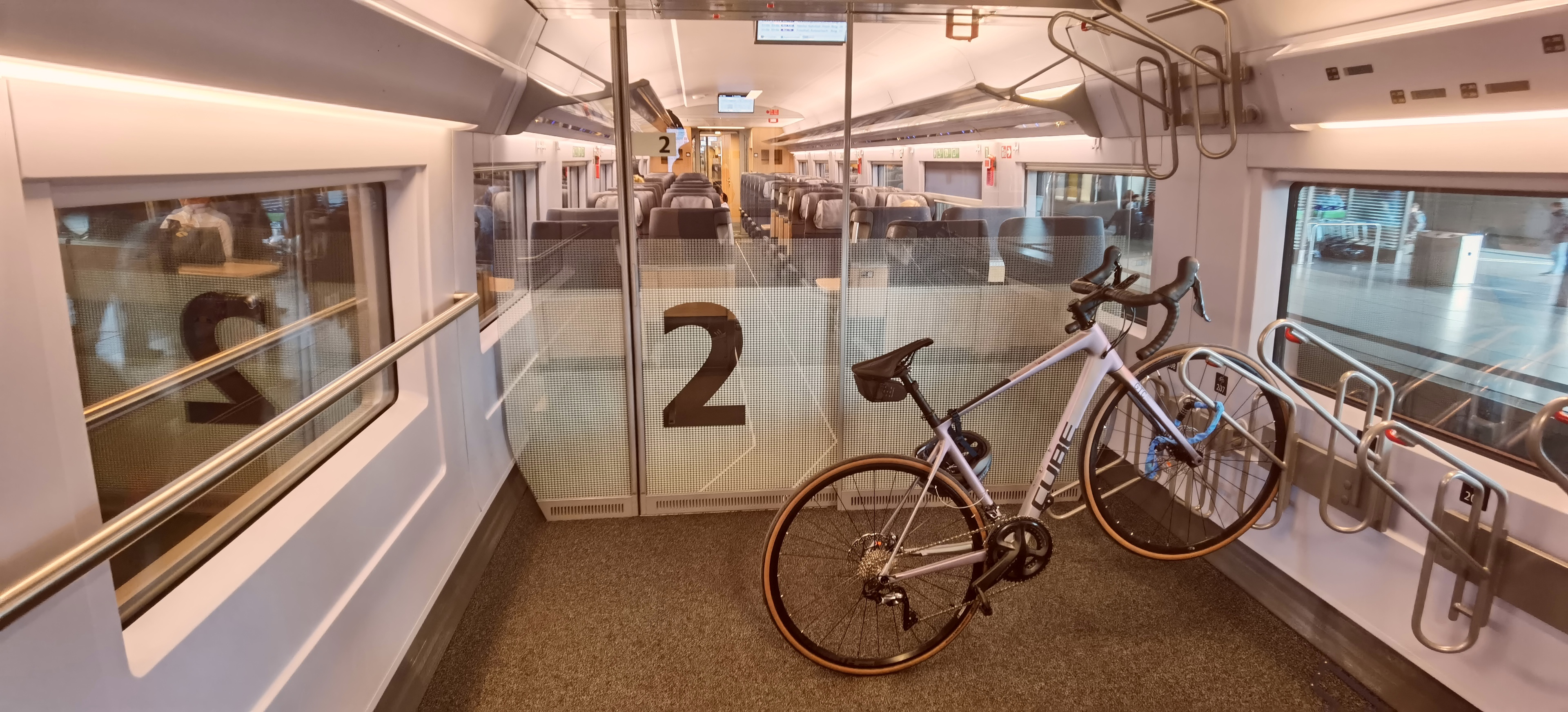
Radabteil im ICE 3neo

Auch die ab 2023 eingesetzten ICE 3neo-Züge sowie die ab 2024 eingesetzten ICE-L-Züge werden wiederum über jeweils acht Plätze verfügen.
Unabhängig davon können auch in allen ICE-Zügen vollständig verpackte Fahrräder, vorausgesetzt sie überschreiten ein gewisses Maß nicht und können von einer Person getragen werden, sowie Falträder transportiert werden. Diese gelten dann als „Traglast“ und dürfen, wie ein normales Gepäckstück, kostenlos und ohne Reservierung mitgenommen werden.
Eine weitere Möglichkeit zur Fahrradmitnahme im deutschen Hochgeschwindigkeitsverkehr bestand ab 2007 vorübergehend in den zwischen Stuttgart/München und Paris verkehrenden TGV-POS-Zügen, die jeweils vier Fahrräder befördern konnten.
Außerdem wurden die Railjet-Züge ab 2015 mit Radabteilen nachgerüstet.
Darüber hinaus sind die meisten ICE T sowie ICE TD konstruktiv für den Transport von bis zu 39 (ICE T) beziehungsweise zehn (ICE TD) Fahrrädern vorbereitet. In der Praxis war jedoch nur in fünf im Verkehr mit der Schweiz eingesetzten Zügen zwischen 1999 und 2002 die Mitnahme von bis zu acht Fahrrädern je Triebzug möglich.

### Wartungskonzept

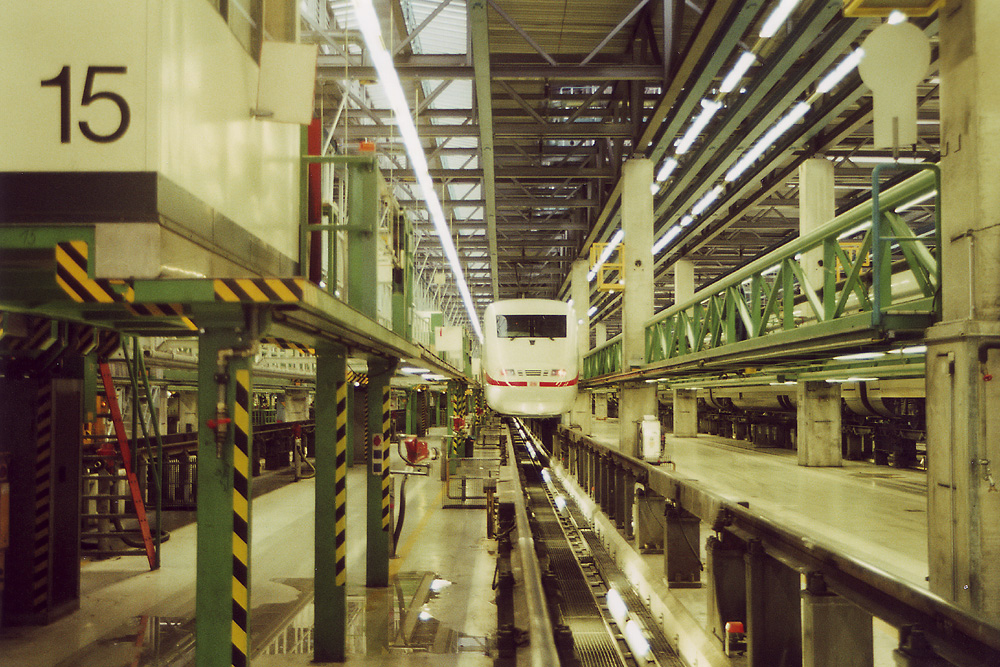
ICE-Werk München mit ICE 1

Die Instandhaltung gemäß ECM erfolgt in sieben Betriebswerken nach einem gegenüber früheren Fahrzeugen weiterentwickelten Konzept in neu errichteten oder speziell für den ICE ertüchtigten Betriebswerken in Basel, Cottbus, Berlin, Dortmund, Frankfurt am Main, Hamburg, Köln, München und Leipzig. Zukünftig sollen die Züge auch in einem Werk der SNCF in Paris gewartet werden. Hauptuntersuchungen sowie Beseitigungen von Unfallschäden erfolgen in den Ausbesserungswerken Krefeld-Oppum und Nürnberg.
Zu den Besonderheiten zählt, dass die Züge auch während der Wartung in der Regel nicht getrennt werden. Die Wartung erfolgt dabei auf mindestens drei Ebenen gleichzeitig – unterhalb des Fahrzeugs, auf Einstiegshöhe sowie im Dachbereich. Die regelmäßigen Arbeiten erfolgen dabei in der Regel in Abhängigkeit von der Laufleistung in sieben Stufen von etwa 4000 bis 1,65 Millionen Kilometern. Die Standzeit bei kurzen Werkstattaufenthalten soll dabei nur eine Stunde betragen und überwiegend nachts stattfinden. Als weitere wesentliche Neuerung gilt die Funk-Vormeldung der im rechnergestützten Diagnosesystem hinterlegten Mängel per Datenfernübertragung noch während der Fahrt.

### Namensgebung
Seit 2002 werden ICE-Triebzüge auf den Namen europäischer geographischer Objekte getauft. Seit der ersten Namensgebung auf den Namen „Berlin“ am 31. Oktober 2002 werden ICE-Züge mit Namen von Städten versehen, die eine Patenschaft übernehmen möchten. Bei der Auswahl der Städte spielte die Verbundenheit zur Bahn, die Einwohnerzahl und die regionale Ausgewogenheit eine Rolle. Bis Anfang 2016 wurden mehr als 220 Namensgebungen feierlich begangen. Die ICE 4 sollten Namen von bedeutenden deutschen Persönlichkeiten tragen. Diese Pläne wurden aber Mitte 2018 nach Widerstand von verschiedenen Seiten der Bevölkerung auf Pläne, einen ICE 4 „Anne Frank“ zu nennen, verworfen, sodass bis auf den ersten, nach Martin Luther getauften Triebzug seitdem die Benennung nach Regionen erfolgt. Im Folgenden eine Übersicht der Namensgebung von Triebzügen, welche sich zum 15. August 2025 noch in Betrieb befinden. Eine vollständige Historie aller Triebzugnamen ist im Hauptartikel zu finden.
| Land                                        | ICE 1 | ICE 2                                                                                            | ICE 3 | ICE-T | ICE 4 / ICE3 neo |
| ------------------------------------------- | --- | ------------------------------------------------------------------------------------------------ | --- | --- | --- |
| Baden-Württemberg                           | - Bruchsal - Crailsheim - Friedrichshafen - Pforzheim | - Ulm                                                                                            | - Aalen - Baden-Baden - Esslingen (Neckar) - Freiburg (Breisgau) - Konstanz - Offenburg - Ravensburg - Singen (Hohentwiel) - Stuttgart - Tuttlingen - Weil (Rhein)                                                   | - Ellwangen - Horb (Neckar) - Reutlingen - Vaihingen (Enz) - Villingen-Schwenningen                         | - Baden-Württemberg |
| Bayern                                      | - Aschaffenburg - Freilassing - Garmisch-Partenkirchen - Hof - Landshut - Lichtenfels - Memmingen - Mühldorf (Inn) - Nürnberg - Plattling - Regensburg - Rosenheim  |                                                                                                  | - Ansbach - Augsburg - Dillingen a.d. Donau - Fürth - Ingolstadt - Mittenwald - München - Murnau (Staffelsee) - Neu-Ulm - Nördlingen - Treuchtlingen - Weilheim (Oberbayern)                                         | - Bamberg - Coburg - Erlangen - Holzkirchen - Passau - Rödental - Traunstein - Tutzing                      | - Freistaat Bayern - Nationalpark Bayerischer Wald                                                                                  |
| Brandenburg (einschließlich Berlin)         | | - Eberswalde - Frankfurt (Oder) - Jüterbog - Lübbenau (Spreewald) - Nauen - Rheinsberg - Templin | | - Berlin - Elsterwerda - Falkenberg (Elster) - Prenzlau - Rathenow - Wittenberge                            | - Bundesrepublik Deutschland (in Berlin getauft) - Cottbus/Chóśebuz - Martin Luther (in Berlin getauft) - Spree (in Berlin getauft) |
| Hessen                                      | - Bebra - Fulda - Geisenheim (Rheingau) - Gelnhausen - Gießen - Hanau - Heppenheim (Bergstraße) - Heusenstamm - Neu-Isenburg - Offenbach (Main) - Rüdesheim (Rhein) | - Bad Hersfeld                                                                                   | - Wiesbaden | - Darmstadt - Oberursel (Taunus) - Warburg                                                                  | - Waldecker Land |
| Mecklenburg-Vorpommern                      | | - Bergen (Rügen) - Neustrelitz - Schwerin                                                        | | - Binz - Greifswald - Güstrow - Neubrandenburg - Rostock - Stralsund - Waren (Müritz) - Warnemünde - Wismar | |
| Niedersachsen (einschließlich Bremen)       | - Bremen - Bremerhaven - Hildesheim - Jever - Lüneburg - Osnabrück                                                                                                  | - Braunschweig - Oldenburg - Uelzen                                                              | - Celle - Goslar - Göttingen - Wolfsburg | | |
| Nordrhein-Westfalen                         | - Castrop-Rauxel - Gelsenkirchen - Gütersloh - Mülheim (Ruhr) | - Bielefeld - Bonn - Essen - Hagen - Minden (Westf.) - Wuppertal                                 | - Aachen - Bergisch Gladbach - Dortmund - Duisburg - Düsseldorf - Herford - Krefeld - Leverkusen - Mönchengladbach - Münster (Westf.) - Oberhausen - Recklinghausen - Siegburg - Siegen - Solingen - Schwerte (Ruhr) | - Altenbeken - Bad Oeynhausen - Paderborn                                                                   | - Metropole Ruhr - Nordrhein-Westfalen - Rheinland - Ruhr                                                                           |
| Rheinland-Pfalz (einschließlich Saarland)   | - Frankenthal (Pfalz) - Ludwigshafen (Rhein) - Worms | - Koblenz - Saarbrücken                                                                          | - Linz (Rhein) - Montabaur - St. Ingbert | - Andernach - Bingen (Rhein) - Homburg (Saar) - Kaiserslautern - Mainz - Neustadt (Weinstraße) - Trier      | - Rheinland-Pfalz |
| Sachsen                                     | | - Bautzen - Delitzsch - Görlitz                                                                  | | - Dresden - Leipzig - Meißen - Oschatz - Pirna - Plauen (Vogtland)                                          | - Freistaat Sachsen |
| Sachsen-Anhalt                              | | - Bitterfeld-Wolfen - Lutherstadt Wittenberg - Magdeburg - Quedlinburg                           | | - Halle (Saale) - Naumburg (Saale)                                                                          | |
| Schleswig-Holstein (einschließlich Hamburg) | - Bad Oldesloe - Flensburg - Itzehoe - Neumünster - Rendsburg - Timmendorfer Strand                                                                                 |                                                                                                  | - Lübeck - Westerland/Sylt | - Hamburg - Kiel - Travemünde                                                                               | - Schleswig–Holstein |
| Thüringen                                   | | - Altenburg - Meiningen - Saalfeld                                                               | | - Arnstadt - Erfurt - Gotha - Ilmenau - Jena - Mühlhausen (Thüringen) - Sonneberg - Weimar                  | |
| International                               | - Basel - Chur - Interlaken - Zürich |                                                                                                  | - Amsterdam - Europa/Europe - Paris - Schaffhausen | - Innsbruck - Linz - Salzburg - Wien                                                                        | - Zürichsee |

## Aktuelle Netzstruktur

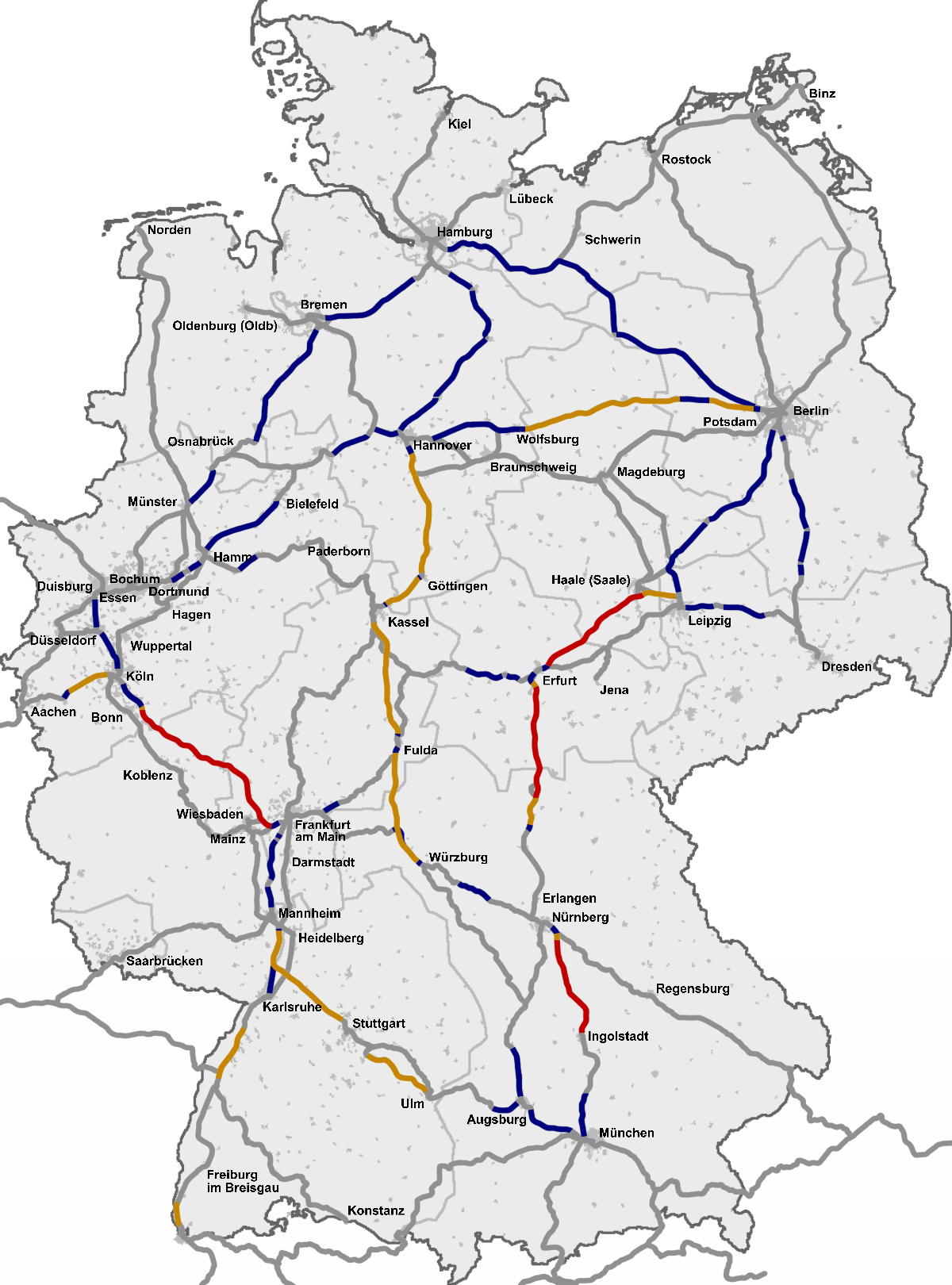
ICE-Netz in Deutschland
Neubaustrecken bis 300 km/h
Neubaustrecken bis 280 km/h
Ausbaustrecken 200–230 km/h
sonstige Strecken bis 160 km/h

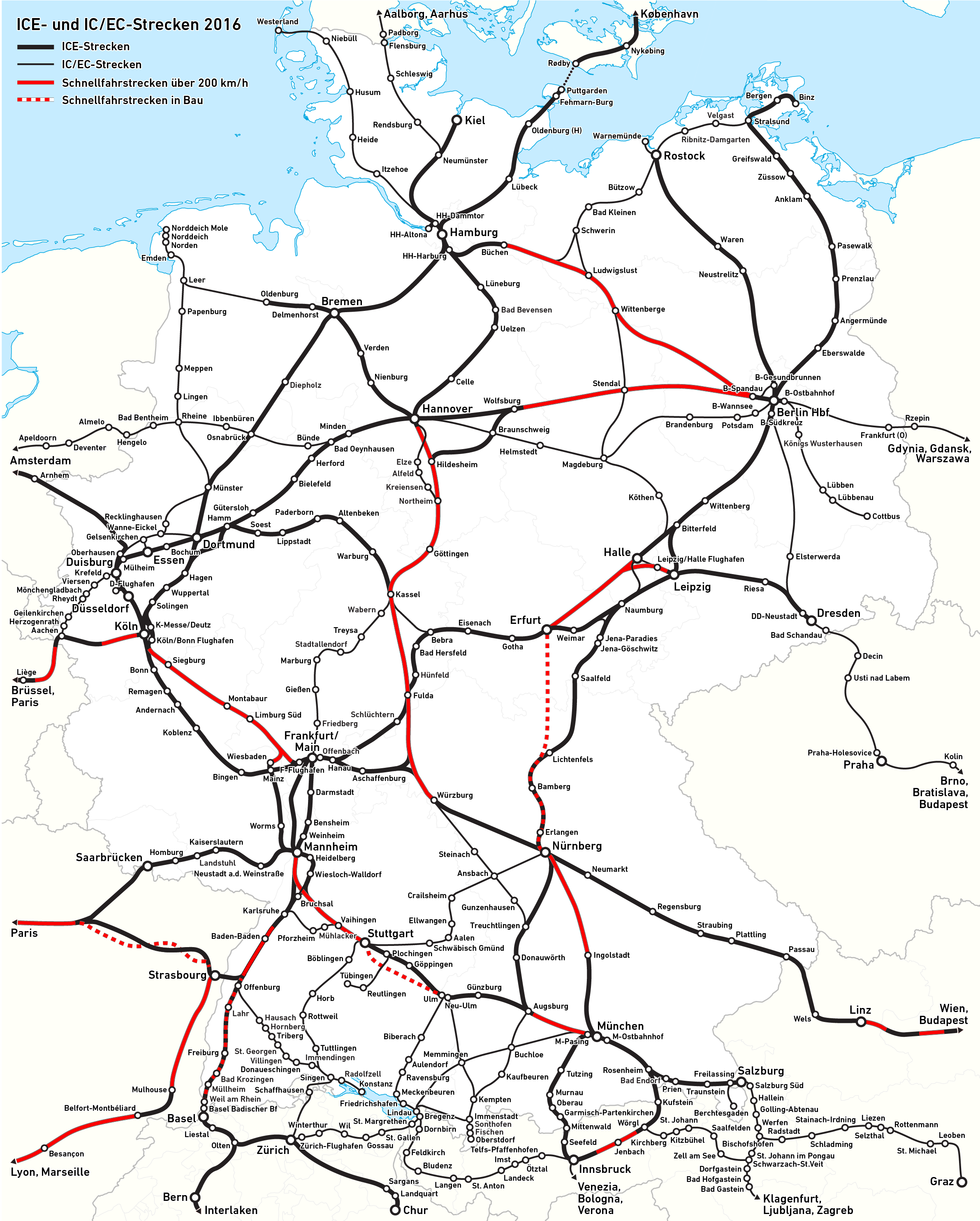
ICE- und IC-Streckennetz von Deutschland 2016

Das ICE-System ist ein städteverbindendes Schnellzugnetz mit rund 180 ICE-Bahnhöfen. Das Netz wird überwiegend im Ein-, teilweise im Zwei-Stunden-Takt bedient, wobei die größten Städte Vorrang haben sollen, auf Ästen verkehren nur einzelne Züge. Von 130 ICE-Stationen in Deutschland werden rund 80 Bahnhöfe mindestens im Zweistundentakt angefahren, von rund 50 ICE-Bahnhöfen im Ausland rund 15. Durch die Überlagerung mehrerer Linien auf einem Teilstück ihres Laufweges entstehen taktähnliche Zeiten von etwa einer halben Stunde (Nürnberg–München, Köln–Frankfurt, Göttingen–Kassel–Fulda). Ergänzt wird das Verkehrsangebot von Verstärkern.
Im Vergleich zu anderen Hochgeschwindigkeitszügen weist das ICE-System mit etwa 70 Kilometern einen vergleichsweise geringen durchschnittlichen Abstand zwischen den Haltepunkten auf. Ein Grund dafür liegt in der polyzentrischen Siedlungsstruktur Deutschlands, die keine zentrale Metropole (wie Paris, Madrid oder Tokio) kennt. Kritisiert wird dabei die Unausgewogenheit der ICE-Linien. So zählt Montabaur (12.600 Einwohner) zu den kleinsten Städten mit regelmäßigem ICE-Halt. Kleinster Ort mit regelmäßigem Halt eines ICE ist die Gemeinde Züssow mit 1300 Einwohnern. Einige Großstädte wie Chemnitz (244.000 Einwohner) und Krefeld (223.000 Einwohner) wurden dagegen zeitweise weder von ICE- noch IC-Zügen bedient.
Neue ICE-Strecken und der Halt von ICE-Zügen sind oftmals stark umstritten. So entbrannte im Rahmen der Planung zur Neubaustrecke Rhein/Main–Rhein/Neckar ein jahrelanger Streit über die Frage, ob der Mannheimer Hauptbahnhof von manchen ICE-Zügen (zwischen Stuttgart und Frankfurt am Main) ohne Halt umfahren werden soll. Auch wurde kritisiert, dass ein ICE auf der über 200 Kilometer langen Strecke von Hamburg nach Osnabrück (170.000 Einwohner) nicht in der Stadt Bremen (552.000 Einwohner) halten sollte, obwohl der Zeitverlust nur wenige Minuten betragen würde.
Für Schnellfahrten von wenigstens 200 km/h stehen in Deutschland zahlreiche Schnellfahrstrecken zur Verfügung. Neben Ausbaustrecken, die seit den 1960er Jahren für Schnellfahrten ausgebaut wurden, wurden ab 1991 fünf deutsche Neubaustrecken für Fahrgeschwindigkeiten zwischen 250 und 300 km/h in Betrieb genommen, weitere sind in Bau beziehungsweise Planung. Neben Hochgeschwindigkeitsstrecken befahren ICE-Züge das Bestandsnetz mit bis zu 160 km/h. Größere Abschnitte mit besonders niedrigen Fahrgeschwindigkeiten bestehen bzw. bestanden im regelmäßig durch den ICE befahrenen Netz dabei unter anderem auf der Geislinger Steige (70 km/h über eine Länge von sieben Kilometern), bis 9. Dezember 2017 auf der Frankenwaldbahn (zwölf Kilometer mit 70 km/h, werden jetzt über Schnellfahrstrecke Nürnberg–Erfurt umfahren) und bis 15. Juni 2017 im Bereich des Schwarzkopftunnels (70 km/h). Mit einer Reihe von Neubauvorhaben soll ein Teil der Lücken im deutschen Hochgeschwindigkeitsnetz in den nächsten Jahren geschlossen werden.

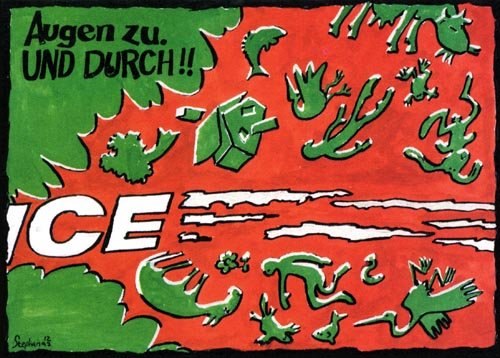
Protestpostkarte gegen die im Bau befindliche Neubaustrecke Ebensfeld–Erfurt (Bürgerinitiative Das bessere Bahnkonzept, 1994). Rund die Hälfte der 107 Kilometer langen Strecke soll in Tunneln und auf Brücken verlaufen.

Kritiker weisen auf die hohen Kosten und den enormen Aufwand hin, mit denen die Hochgeschwindigkeits-Neubaustrecken durch oftmals mittelgebirgiges Gelände getrieben werden. Mit einer Ausnahme verlaufen alle deutschen Neubaustrecken zwischen etwa einem Viertel (Neubaustrecke Köln–Rhein/Main) und etwa der Hälfte (Neubaustrecke Ebensfeld–Erfurt) ihrer Länge in Tunneln und auf Brücken. Lediglich die im Norddeutschen Tiefland liegende Neubaustrecke Berlin–Wolfsburg kommt ohne Tunnel aus. Andererseits liegen die durchschnittlichen Reisegeschwindigkeiten auf Altstrecken im Mittelgebirge häufig im niedrigen Bereich, beispielsweise zwischen Erfurt und Leipzig bei 100 km/h oder zwischen Leipzig und Bamberg vor 2017 bei nur 88 km/h.
Zu den am stärksten durch alle Zuggattungen (Güter-, Regional- und Fernverkehr einschließlich ICE) belasteten Strecken zählen unter anderem der Korridor zwischen Mannheim und Frankfurt am Main bzw. Mainz mit der Riedbahn, der Main-Neckar-Bahn und der Bahnstrecke Mainz–Ludwigshafen mit etwa 650 Zugfahrten pro Tag, die Schnellfahrstrecke Augsburg–München mit etwa 300 Zügen täglich, die Kinzigtalbahn zwischen Hanau und Fulda sowie die Strecken von Köln nach Duisburg und weiter nach Dortmund sowie über Wuppertal nach Hagen und weiter nach Hamm. Die Bahnstrecke Hanau–Frankfurt hat die höchste ICE-Dichte in ganz Deutschland mit etwa neun mindestens im Zweistundentakt verkehrenden ICE-Linien, wodurch rein rechnerisch alle zwölf Minuten pro Richtung ein ICE fährt (ohne Verstärker und außerhalb des Taktverkehrs fahrende Züge).
Der Trassenpreis pro ICE-Kilometer beträgt laut unterschiedlichen Quellen 6 oder 7 Euro.

### Nord-Süd-Verbindungen
Das Netz ist vor allem strukturiert durch sechs Nord-Süd-Hauptstränge, die entweder unmittelbar oder durch Überlagerung mehrerer Linien im Stundentakt bedient werden:
- von Hamburg-Altona über Hannover, Göttingen, Kassel-Wilhelmshöhe, Frankfurt (Main) und Mannheim, weiter über Karlsruhe, Baden-Baden und Freiburg nach Basel (ICE-Linie 20) oder unmittelbar nach Stuttgart (ICE-Linie 22)
- von Hamburg-Altona beziehungsweise Bremen über Hannover, Göttingen, Kassel-Wilhelmshöhe, Fulda und Würzburg, weiter über Nürnberg und Ingolstadt oder Donauwörth und Augsburg nach München (ICE-Linie 25, Flügelzug bis Hannover)
- von Hamburg-Altona über Berlin, Leipzig/Halle, Erfurt, Nürnberg und Augsburg oder Ingolstadt nach München (ICE-Linie 18, 28, 29)
- von Berlin über Wolfsburg, Braunschweig, Hildesheim, Göttingen, Kassel-Wilhelmshöhe, Fulda, Hanau, Frankfurt (Main) und Mannheim, weiter über Karlsruhe, Offenburg und Freiburg nach Basel (ICE-Linie 12) oder über Stuttgart, Ulm und Augsburg nach München (ICE-Linie 11)
- von Amsterdam oder Dortmund über Duisburg, Düsseldorf, Köln, Frankfurt (Main) Flughafen und Mannheim, weiter über Karlsruhe, Offenburg und Freiburg nach Basel (ICE-Linie 43) oder über Stuttgart, Ulm und Augsburg nach München (ICE-Linie 42)
- von Essen über Köln, Frankfurt (Main), Würzburg, Nürnberg und Ingolstadt nach München (ICE-Linie 41)

### West-Ost-Verbindungen
Hinzu kommen zwei West-Ost-Querverbindungen, ebenfalls im Stundentakt:
- von Berlin über Hannover, Bielefeld und Hamm, weiter über Dortmund, Essen, Duisburg und Düsseldorf nach Köln/Bonn Flughafen beziehungsweise über Hagen und Wuppertal nach Bonn (in Tagesrandlage weiter nach Koblenz, ICE-Linie 10, Flügelzug ab Hamm)
- von Dresden über Leipzig, Erfurt, Fulda, Frankfurt (Main) und Mainz nach Wiesbaden, einzelne Züge über Darmstadt, Mannheim und Kaiserslautern nach Saarbrücken (ICE-Linie 50, Flügelzug ab Frankfurt)

### Nebenäste/Nachtverbindungen in Deutschland

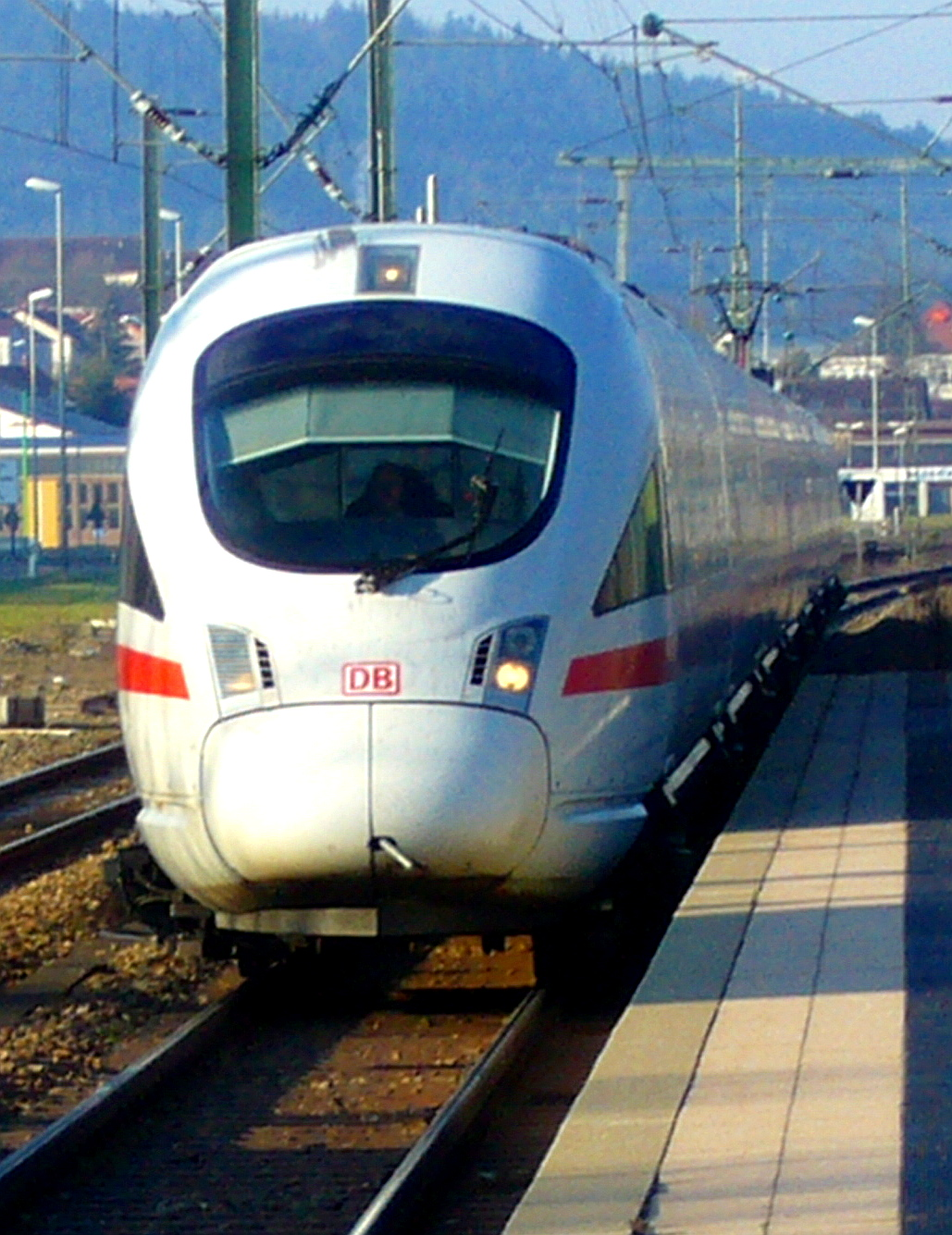
ICE-T zwischen Zürich und Stuttgart im Bahnhof Tuttlingen

Neben den Hauptsträngen in Nord-Süd-Richtung gibt es einen Nebenstrang:
- von Hamburg über Bremen, Münster, Dortmund entweder via Essen, Duisburg, Düsseldorf oder Hagen und Wuppertal nach Köln, weiter über Bonn, Koblenz, Mainz bis Frankfurt (Main) (ICE-Linie 31, ICE-Linie 42, einzelne Züge). Abweichend davon fährt ICE 1034/1035 Hamburg-Köln-Hamburg als Sprinter ohne Halt bis Essen über die Güterumgehung Bremen und Recklinghausen

Über das Kernnetz hinaus führen innerhalb Deutschlands Zugläufe:
- von Berlin nach Rostock (ICE-Linie 28, einzelne Züge)
- von Berlin nach Stralsund (ICE-Linie 28, einzelne Züge)
- von Hamburg nach Lübeck (ICE-Linie 25, einzelne Züge)
- von Hamburg nach Kiel (ICE-Linie 20, ICE-Linie 22, ICE-Linie 28, ICE-Linie 31, einzelne Züge)
- von Bremen nach Oldenburg (ICE-Linie 10, ICE-Linie 22, ICE-Linie 25, einzelne Züge)
- von Leipzig über Hannover nach Köln (ICE-Linie 50, einzelne Züge)
- von Leipzig über Kassel nach Düsseldorf (ICE-Linie 50, einzelne Züge)
- von Würzburg über Kassel nach Essen (ICE-Linie 41, einzelne Züge)
- von München nach Garmisch-Partenkirchen (ICE-Linie 25, ICE-Linie 28, ICE-Linie 41, einzelne Züge)
- von Nürnberg über Regensburg nach Passau (ICE-Linie 91, Zweistundentakt)

Einzelne ICE haben Relationen der Nachtreisezüge übernommen.

### ICE Sprinter
Als ICE Sprinter verkehren morgens und abends insgesamt sieben ICE-Züge auf fünf Relationen zwischen Berlin, Frankfurt am Main, Hamburg, Köln und München. Die Züge bedienen dabei keine oder nur wenige Zwischenhalte und verkehren in einer Fahrzeit von etwa dreieinhalb bis vier Stunden, etwa eine halbe Stunde kürzer als die Züge des Taktfahrplans. Einzelne Zwischenstopps sind unter anderem Düsseldorf, Duisburg, Essen, Hannover, Erfurt und Halle (Saale).
Teilweise verkehren die Züge im Vor- oder Nachlauf weiter als reguläre ICE-Züge.

### Weiterführungen im Ausland

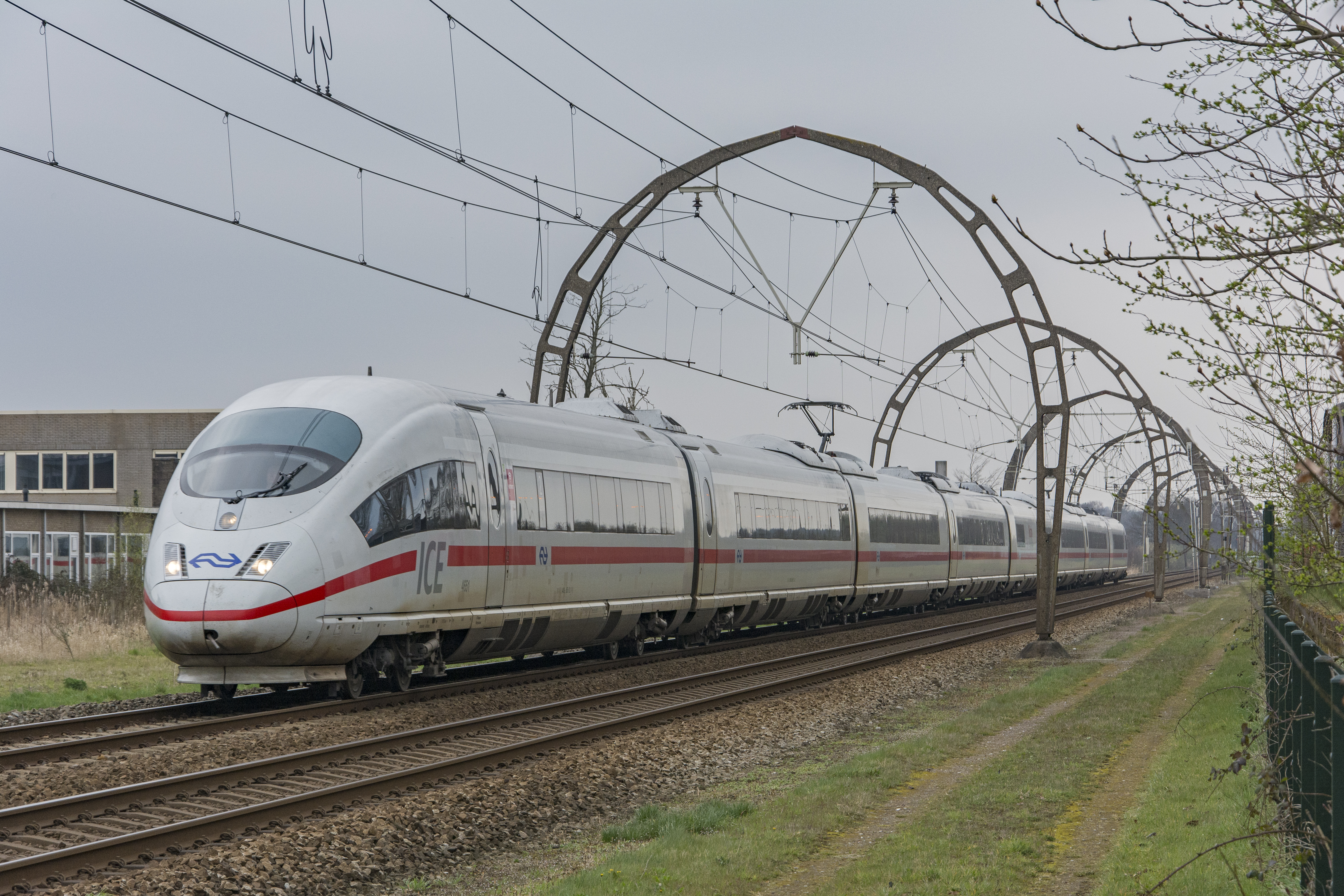
ICE mit NS-Logo

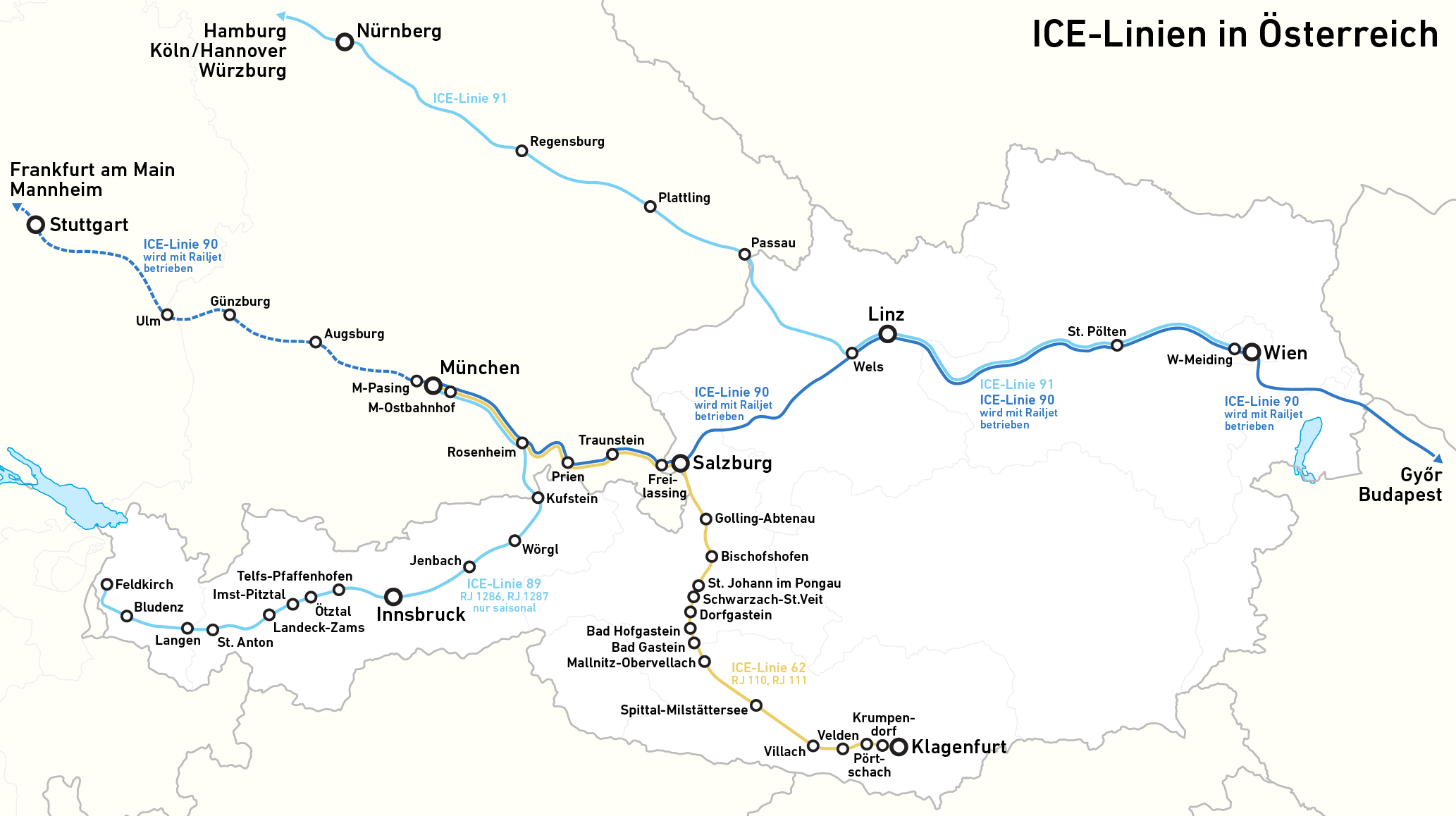
Weiterführungen nach Österreich

Einzelne ICE-Züge werden ins Ausland weitergeführt:
- von Duisburg über Oberhausen und Arnheim nach Amsterdam (Niederlande, ICE-International-Linie 78, Zweistundentakt) mit ICE 3M,
- von Köln über Aachen und Lüttich nach Brüssel (Belgien, Anschluss zum Eurostar nach London, ICE-International-Linie 79, Zweistundentakt) mit ICE 3M
- von Saarbrücken über Abzweig Baudrecourt bzw. von Karlsruhe über Straßburg nach Paris (Frankreich, ICE-Linie 82, vier Zugpaare bzw. zwei Zugpaare) mit ICE 3 MS,
- von Basel nach Interlaken, Zürich oder Chur (Schweiz, ICE-Linie 12, ICE-Linie 20, einzelne Züge) mit schweiztauglichen ICE 1 oder ICE 4,
- von Passau über Linz nach Wien (Österreich, ICE-Linie 91, Zweistundentakt).

Die im internationalen ICE-Verkehr nach den Niederlanden, Belgien und Frankreich (ICE 3M und ICE 3 MS) eingesetzten Triebzüge sind mehrsystemfähig. Die Triebzüge, die in die Schweiz fahren, verfügen über einen zusätzlichen, „Schweizer“ Stromabnehmer (mit schmalerer Schleifleiste). Diese sind auch für die Schweizer Zugsicherungssysteme Integra-Signum und ZUB 121 ausgerüstet.
Im Juni 2007 wurde der Regelbetrieb der Hochgeschwindigkeitsstrecke LGV Est européenne Paris–Straßburg mit Abzweig nach Saarbrücken eröffnet. Seitdem fuhren von Frankfurt (Main) über Saarbrücken nach Paris ICE-3MF-Zuggarnituren; sie wurden 2015 durch ICE-3MS-Züge ersetzt. Gleichzeitig verkehrten Züge der Baureihe TGV POS von Paris nach Stuttgart, seit Dezember 2007 auch bis München. Sie wurden 2012 durch TGV Euroduplex abgelöst.
Zum Fahrplanwechsel im Dezember 2007 wurde ein weitgehender Zwei-Stunden-ICE-Takt zwischen Wien und Frankfurt eingeführt. Einige Züge fahren weiter nach Dortmund.
4,3 Millionen Fahrgäste nutzen den ICE im Verkehr zwischen Deutschland und der Schweiz (Stand: 2019).

### Binnen-ICE in Österreich

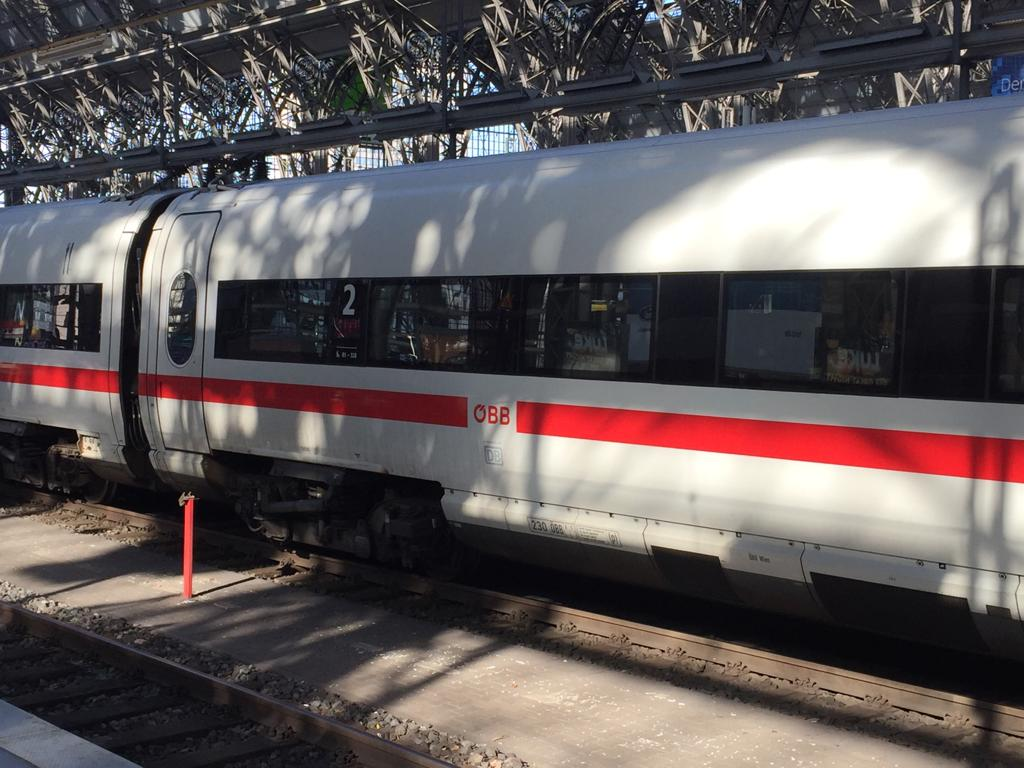
ICE mit ÖBB-Logo am Frankfurter Hauptbahnhof

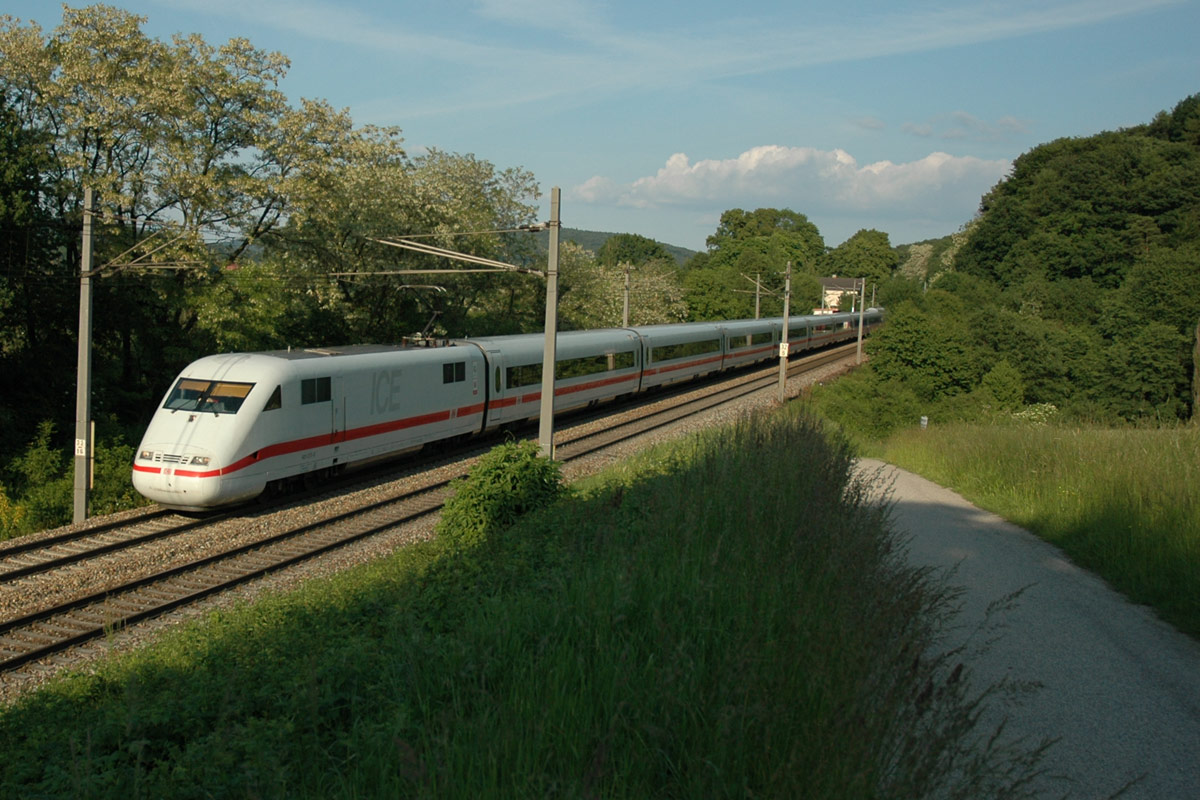
401 070 auf der Westbahn bei Unter Oberndorf am 11. Juni 2006 als ICE 766 von Wien nach Innsbruck

Zwischen Innsbruck und Wien verkehrte zwischen 1998 und 2007 ein Zugpaar, welches aus ICE 1 gebildet wurde. Zwischen Dezember 2007 und Dezember 2010 wurde zwischen Wien und Bregenz ein aus ICE T (Reihe DB 411/ÖBB 4011) bestehendes Zugpaar geführt.
Wie in Österreich für Fernverkehrszüge üblich, verkehren auch die ICE innerhalb Österreichs zuschlagfrei.

### Binnen-ICE in der Schweiz
Es existieren – um Standzeiten oder Leerfahrten zu vermeiden – vorwiegend in den Randstunden zehn ICE-Umläufe, welche nur innerhalb der Schweiz verkehren, von Basel SBB nach Interlaken Ost, Zürich, Bern und zurück.
Diese Züge haben, obwohl sie im Kursbuch als ICE bezeichnet werden, häufig die Haltestellenfrequenzen eines InterRegios, so dass sie auch an kleineren Bahnhöfen wie Liestal oder Sissach halten. Diese ICEs verkehren, wie alle Tageszüge in der Schweiz, zuschlagfrei.

### Pünktlichkeit
Die Stiftung Warentest wertete zwischen dem 23. September und 31. Oktober 2007 (ohne Streiktage) die Ankunftszeiten von Zügen an ihren Endbahnhöfen in zehn Großstädten, zwischen 6:00 und 24:00 Uhr, aus. Von 13.228 untersuchten ICE-Zügen waren 38 Prozent vier oder mehr Minuten verspätet.
Die Deutsche Bahn wies das Ergebnis der Erhebung zurück und sprach von einer Gesamtpünktlichkeit im Personenverkehr von „deutlich über 90 Prozent“ im Jahr 2007, ohne konkretere Zahlen zu nennen.
Bei einer ähnlichen Untersuchung der Stiftung Warentest wurde 2001 eine Pünktlichkeitsquote von 54 Prozent ermittelt, wobei Züge ab zwei Minuten Verspätung als nicht mehr pünktlich gewertet wurden. Dabei wurden die Ankunftszeiten von 2030 ICE-Zügen an acht Bahnhöfen zwischen dem 6. und 29. Juni 2001 per Hand erfasst. Eine Untersuchung nach denselben Kriterien ergab 1999 eine Pünktlichkeitsquote von 35 Prozent. Dabei wurden die Ankunftszeiten von 1.750 ICE-Zügen an acht Bahnhöfen zwischen dem 5. und 14. Juni 1999 per Hand erfasst. 1997 wurde eine Pünktlichkeitsquote von 56 Prozent ermittelt (Basis: Ankunftszeiten von 1.454 ICE-Zügen an zehn Bahnhöfen zwischen 3. und 16. Juni 1997).
Laut Deutsche Bahn waren im Jahr 2018 73 Prozent der Züge pünktlich. Das eigentliche Ziel von 82 Prozent Pünktlichkeit soll erst im Jahr 2025 erreicht werden.

### Zugnamen
Bis zum Fahrplanwechsel am 15. Dezember 2002 trugen ICE-Zugpaare als Zugnamen die Namen bedeutender Persönlichkeiten, Landschaften, Sehenswürdigkeiten o. Ä. Erhalten blieben die Zugnamen der ICE Sprinter sowie einzelner Verbindungen ins Ausland und nach touristischen Zielen.

## Tarif

### Deutschland
Der ICE-Verkehr unterliegt tariflich der Produktklasse ICE, vormals Produktklasse A, der höchsten der drei Produktklassen des DB Personenverkehrs. Zu ihr gehören daneben noch Railjet, Railjet Xpress, TGV und EuroCity-Express, früher auch ICE Sprinter (bis 2015), Thalys (bis 2013) und Cisalpino (bis 2006). Für gleiche Relationen werden im ICE-Verkehr in der Regel höhere Tarife erhoben als in niedrigeren Produktklassen (IC/EC: InterCity/EuroCity, C: Regionalverkehr). Der Aufschlag variiert je nach Relation, teilweise wird kein Aufschlag berechnet. Der ICE-Mindestpreis für kurze Strecken beträgt sonst sieben Euro. Seit dem Jahr 2007 wird bei ICE-Fahrten stets die gesamte Reisestrecke zum ICE-Tarif berechnet, unabhängig davon, auf welchen Teilstrecken man tatsächlich einen ICE nutzt.
Eine Platzreservierung ist im ICE nicht vorgeschrieben, ausgenommen hiervon war bis Dezember 2015 der ICE Sprinter. Auf Wunsch war der Sitzplatz ursprünglich kostenlos im ICE-Globalpreis enthalten, seit 1. Februar 1995 ist er analog zum übrigen Fernverkehr kostenpflichtig.
Vor der Einführung des reformierten Preissystems Ende 2002 galten zahlreiche spezielle ICE-Sonderangebote. Neben dem ICE-Sparpreis und dem ICE-Supersparpreis wurde zum 14. Februar 1994 das Guten-Abend-Ticket und zum 1. April 1999 ein befristetes ICE-Sonntagmorgen-Ticket für Fahrten am Sonntagmorgen zwischen 5 und 14 Uhr eingeführt. Mit Surf & Rail wurde ab dem 25. Oktober 1999 exklusiv für den Fernverkehr, insbesondere für ICE-Verbindungen, das erste Online-Ticket bei der Deutschen Bahn eingeführt.

### Ausland
Frankreich
ICE-Züge auf den innerfranzösischen Relationen Paris–Forbach und Paris–Straßburg verkehren nach TGV-Tarif, einschließlich der damit verbundenen enthaltenen Reservierungspflicht.
Niederlande
In den Niederlanden wird für inländische Fahrten mit dem „ICE International“ ein Zuschlag von 2,90 Euro erhoben (Stand: 2025). In Monats- und Jahreskarten ist dieser Zuschlag bereits enthalten.
Österreich
Auf den österreichischen Strecken (Wien–Innsbruck–Bregenz, Wien–Salzburg–(München), Wien–Passau–(Hamburg), Innsbruck–Kufstein–(Berlin)) wird analog zu anderen Fernverkehrszügen kein Zuschlag erhoben.
Schweiz
Auch auf den Schweizer Strecken bis zu den Endbahnhöfen in Zürich, Interlaken oder Chur und den Binnen-ICE-Zügen (siehe oben) wird analog zu anderen Fernverkehrszügen in der Schweiz kein Zuschlag erhoben.

## Würdigung
Zum Beginn der planmäßigen Fahrten des ICE am 2. Juni 1991 und zum 750. Jahrestag der Stadt Hannover wurde eine Gedenkmedaille in einer Auflage von 2000 Stück geprägt. Außerdem erschien bereits am 2. Mai 1991 eine 60-Pfennig-Briefmarke der Deutschen Bundespost zum „Start des Hochgeschwindigkeitsverkehrs der Deutschen Bundesbahn“ in einer Auflage von 32 Millionen Stück. (Der nächste Neuausgabentermin war am 4. Juni und wäre damit erst nach dem Ereignis gewesen.) Am 5. Oktober 2006 erschien bei der Deutschen Post AG im Rahmen einer Wohlfahrtsmarkenserie aus vier Briefmarken eine Marke zum ICE 3 zu 55+25 Eurocent.